# Cần Thơ
Cần Thơ (Chữ Nôm: 芹苴) là một trong sáu thành phố trực thuộc trung ương của Việt Nam. Đây là thành phố sầm uất và phát triển nhất ở vùng Đồng bằng sông Cửu Long, có vai trò là trung tâm kinh tế, văn hóa, xã hội, y tế, giáo dục và thương mại của cả vùng. Cần Thơ hiện là đô thị loại I, là thành phố trung tâm cấp vùng và cấp quốc gia.
Theo dữ liệu Sáp nhập tỉnh, thành Việt Nam 2025, 	Cần Thơ	có diện tích: 	6.361	km²,	xếp thứ	24; dân số:	4.199.824	người,	xếp thứ	10; GRDP 2024: 	281.674.628	triệu VNĐ	, xếp thứ	13; thu ngân sách 2024:	24.788.357	triệu VNĐ, xếp thứ	18; thu nhập bình quân:	59,56	triệu VNĐ/năm, 	xếp thứ	13.
Thành phố nằm bên hữu ngạn sông Hậu, thuộc vùng đồng bằng sông Cửu Long. Năm 1739, vùng đất Cần Thơ được khai phá và chính thức có mặt trên dư đồ Việt Nam với tên gọi là Trấn Giang . Trải qua nhiều giai đoạn lịch sử, vùng đất Trấn Giang đã trải qua nhiều lần thay đổi tên gọi và địa giới hành chính. Cần Thơ là thủ phủ và là đô thị hạt nhân của miền Tây Nam Bộ từ thời Pháp thuộc, nay tiếp tục là trung tâm kinh tế của vùng Đồng bằng Sông Cửu Long. Ngoài đặc trưng về địa lý là đầu mối giao thông quan trọng giữa các tỉnh trong khu vực, thành phố Cần Thơ còn được biết đến như một đô thị miền sông nước. Thành phố có hệ thống sông ngòi chằng chịt, diện tích vườn cây ăn trái và đồng ruộng rộng lớn, nổi tiếng với Bến Ninh Kiều, Chợ nổi Cái Răng một nét sinh hoạt đặc trưng văn hóa Nam Bộ. Theo quy hoạch đến năm 2025, thành phố Cần Thơ sẽ trở thành trung tâm công nghiệp, thương mại – dịch vụ, giáo dục – đào tạo và khoa học – công nghệ, y tế và văn hóa của vùng Đồng bằng Sông Cửu Long, đồng thời là đô thị cửa ngõ của vùng hạ lưu sông Mekong, là đầu mối quan trọng về giao thông vận tải nội vùng và liên vận quốc tế. Và sẽ trở thành một thành phố phát triển khá ở khu vực Đông Nam Á.

## Tên gọi
Khi đối chiếu địa danh Cần Thơ với tên Khmer nguyên thủy của vùng này là Prek Ruessei (ព្រែកឫស្សី [prɛːk rɨhsəj]; "sông tre"), không thấy có liên quan gì về ngữ âm. Trong Gia Định thành thông chí có chép địa danh Cần Thơ bằng chữ Hán Nôm là 芹苴 . Người nghiên cứu không nên vội vàng kết luận "Cần Thơ" là một địa danh gốc Việt và vội vàng tìm hiểu của hai chữ Hán Nôm "Cần - 芹" và "Thơ - 苴". Nếu dò tìm trong hướng các địa danh Việt hoá, người nghiên cứu có thể thấy ngữ âm của Cần Thơ rất gần với ngữ âm của từ Khmer Trei Kantho (ត្រីកន្ធរ [trəj kɑntʰɔː]), nghĩa là "cá sặc rằn" hay "cá sặc bổi", người Bến Tre gọi là cá "lò tho".
Nếu vào thời Nhà Nguyễn độc lập, vùng đất Cần Thơ có tên là Phong Phú thì đến thời Việt Nam Cộng hòa, vùng đất này lại mang tên một địa danh mới lạ hoàn toàn và chưa bao giờ xuất hiện trước đó - Phong Dinh.
Cần Thơ còn được biết đến với tên gọi không chính thức là Tây Đô, nghĩa là "thành phố lớn của miền Tây". Về mặt Hán tự, Tây 西 nghĩa là phía Tây và Đô 都 nghĩa là thành phố lớn.

## Lịch sử

### Thời phong kiến
Vào năm Mậu Tý 1708, ông Mạc Cửu dâng đất Hà Tiên cho chúa Nguyễn Phúc Chu. Vùng Cần Thơ lúc ấy vẫn chưa được tổ chức thành một đơn vị hành chính của Hà Tiên. Sau khi Mạc Cửu mất vào năm Ất Mão (1735), Mạc Thiên Tứ nối nghiệp cha, khai phá thêm vùng hữu ngạn sông Hậu. Năm Kỷ Mùi 1739, Mạc Thiên Tứ thành lập thêm 4 vùng đất mới ở phía hữu ngạn sông Hậu để sáp nhập vào đất Hà Tiên: Long Xuyên (Cà Mau), Kiên Giang (Rạch Giá), Trấn Giang (Cần Thơ) và Trấn Di (Bắc Bạc Liêu).
Năm 1739, vùng đất Cần Thơ được khai mở và chính thức có mặt trên dư đồ Việt Nam với tên gọi là Trấn Giang, do Mạc Thiên Tích có công khai phá cùng thời với đất Cà Mau, Rạch Giá và Bắc Bạc Liêu. Sau đó cùng sáp nhập vào đất Hà Tiên. Mạc Thiên Tích đã sớm nhận thấy vị trí chiến lược của Trấn Giang - là hậu cứ vững chắc cho Hà Tiên trong việc chống lại quân Xiêm và quân Chân Lạp - nên đã tập trung xây dựng nơi đây thành Thủ sở với các thế mạnh cả về quân sự lẫn kinh tế và văn hoá.
Năm 1771, quân Xiêm tấn công Hà Tiên nhưng không chiếm được Trấn Giang. Năm 1774, nghĩa quân Tây Sơn kéo quân vào Nam đánh chiếm thành Gia Định, sau đó kéo xuống miền Tây và Trấn Giang. Sau trận Rạch Gầm – Xoài Mút (tháng 1 năm 1785), vào năm 1787, quân Tây Sơn rút khỏi các dinh trấn miền Tây, Trấn Giang trở lại dưới quyền bảo hộ của Nhà Nguyễn. Suốt thập niên 70 của thế kỷ XVIII, Trấn Giang trở thành một cứ điểm quan trọng và phát triển mạnh trong bối cảnh lịch sử đầy xáo động.
Năm 1808, dưới triều vua Gia Long, đất Trấn Giang thuộc trấn Vĩnh Thanh (trước đó từng có tên là dinh Long Hồ, dinh Hoằng Trấn, Vĩnh Trấn), một trong 5 trấn của Gia Định bấy giờ là: Phiên An, Biên Hoà, Vĩnh Thanh, Định Tường và Hà Tiên. Năm Quý Dậu 1814 (năm Gia Long thứ 12), huyện Vĩnh Định được thành lập. Vùng Cần Thơ thuộc huyện Vĩnh Định (Nam sông Hậu), trấn Vĩnh Thanh (có 2 huyện: Vĩnh An và Vĩnh Định), phủ Định Viễn. Huyện Vĩnh Định có vị trí địa lý: Đông giáp biển, Tây giáp Cao Miên, Nam giáp Hà Tiên, Bắc giáp huyện Vĩnh An và huyện Bình Minh. Vào thời Gia Long, huyện Vĩnh Định chưa chia tổng. Tổ chức hành chánh của huyện được chia thành 37 thôn.
Năm 1832, dưới triều vua Minh Mạng, ngũ trấn được đổi thành lục tỉnh là Biên Hoà, Gia Định, Định Tường, Vĩnh Long, An Giang và Hà Tiên. Đất Cần Thơ ngày nay (tức Trấn Giang ngày xưa) được lập thành huyện Vĩnh Định và cắt về phủ Tân Thành, tỉnh An Giang. Do có nhiều cuộc nội loạn ở vùng Nam Bộ, đặc biệt là cuộc nổi dậy của Lê Văn Khôi (1833–1835) nên thủ sở Trấn Giang vào thời Minh Mạng được tái thiết. Với tiềm năng kinh tế và vị trí địa lý của mình, thương mại Trấn Giang - Cần Thơ đã phát triển khá mạnh với chợ Sưu ở gần bến sông Cần Thơ, chợ Tân An liền hướng bến sông Bình Thủy và chợ Thới An Đông trên vùng gần cửa sông Ô Môn.
Vào năm Minh Mạng thứ 17 (Bính Thân 1836), địa bạ tỉnh An Giang (2 phủ, 4 huyện, 18 tổng, 161 thôn) được hoàn thành. Huyện Vĩnh Định có 4 tổng là Định An, Định Bảo, Định Khánh và Định Thới, phân cấp hành chánh cơ sở thành 30 thôn.
Năm 1839 (năm Minh Mạng thứ 20), huyện Vĩnh Định lại được đổi tên thành huyện Phong Phú, và cho huyện Phong Phú thuộc về phủ Tuy Biên (Châu Đốc), tỉnh An Giang. Huyện Phong Phú có 3 tổng và 31 thôn với huyện trị đặt tại thôn Tân An, ven bờ sông Cần Thơ.
Đến cuối thế kỷ 19, đầu thế kỷ 20 là giai đoạn lịch sử có nhiều biến động dữ dội ở Nam Kỳ lục tỉnh. Thực dân Pháp chiếm 3 tỉnh miền Đông Nam Kỳ (Biên Hòa, Gia Định, Định Tường) theo hoà ước nhượng bộ của Nhà Nguyễn vào năm 1862. Vào các ngày 20, 22 và 24 tháng 6 năm 1867, Pháp vi phạm hòa ước 1862, chiếm 3 tỉnh miền Tây là Vĩnh Long, An Giang và Hà Tiên.

### Thời Pháp thuộc
Ngày 1 tháng 1 năm 1868, Thống đốc Nam Kỳ là Bonard quyết định sáp nhập huyện Phong Phú với vùng Bãi Sào (Sóc Trăng) lập thành quận đặt dưới sự cai trị của người Pháp, lập Toà Bố tại Sa Đéc. Hạt Sa Đéc (phủ Tân Thành) đặt lỵ sở tại Sa Đéc gồm có 3 huyện: Vĩnh An, An Xuyên và Phong Phú.
Huyện Phong Phú có địa giới hành chính Bắc giáp phủ Tân Thạnh và phủ Lạc Hóa, Tây - Bắc giáp huyện Tây Xuyên, Đông - Nam giáp huyện Vĩnh Định, phía Nam có nhiều rừng tràm và hổ báo. Huyện Phong Phú được phân cấp hành chính cơ sở gồm 8 tổng (3 tổng cũ, 5 tổng mới phía Nam sông Hậu). Vào thời điểm này ở huyện Phong Phú có 5 chợ chính là: Cần Thơ, Ô Môn, Bình Thủy, Trà Niềng và Cái Răng.
Ngày 30 tháng 4 năm 1872, Thống đốc Nam Kỳ ra Nghị định sáp nhập huyện Phong Phú với vùng Bắc Tràng (thuộc phủ Lạc Hóa, tỉnh Vĩnh Long trước đây) để lập thành một hạt, đặt Toà Bố tại Trà Ôn. Một năm sau, Tòa Bố từ Trà Ôn lại dời về Cái Răng.
Ngày 23 tháng 2 năm 1876, Thống đốc Nam Kỳ ra Nghị định mới lấy huyện Phong Phú và một phần huyện An Xuyên và Tân Thành để lập hạt Cần Thơ với thủ phủ là Cần Thơ. Hạt Cần Thơ thuộc khu vực Bassac (Hậu Giang). Hạt Cần Thơ chia làm 11 tổng, 119 làng, dân số 53.910 người.
Năm 1899, Pháp đổi các đơn vị hành chính cấp hạt thành tỉnh và huyện đổi thành quận. Tỉnh Cần Thơ được thành lập theo Nghị định ngày 20 tháng 12 năm 1899 của Toàn quyền Đông Dương trên cơ sở đổi tên gọi tiểu khu hay hạt tham biện (arrondissement) thành tỉnh (province), kể từ ngày 1 tháng 1 năm 1900. Như vậy, tỉnh Cần Thơ là một trong 20 tỉnh ở Nam Kỳ lúc bấy giờ.
Năm 1917, tỉnh Cần Thơ có diện tích 2.191 km², gồm 4 quận: Châu Thành, Phụng Hiệp, Ô Môn, Cầu Kè. Năm 1921 có thêm quận Trà Ôn. Tỉnh lỵ tỉnh Cần Thơ đặt tại làng Tân An thuộc quận Châu Thành.
Năm 1928, Toàn quyền Đông Dương ra nghị định thành lập các thành phố Bạc Liêu, Cần Thơ, Rạch Giá và Mỹ Tho có Ủy ban thành phố, thị trưởng do chủ tỉnh bổ nhiệm và có ngân sách riêng. Tuy nhiên sau này vẫn thường gọi là thị xã Cần Thơ.
Nghị định ngày 30 tháng 11 năm 1934 sắp xếp đất đai thị xã Cần Thơ thành 5 vùng và 1 vùng ngoại ô để thu thuế thổ trạch.
Từ năm 1876 đến năm 1954, địa giới hành chính tỉnh Cần Thơ dưới quyền kiểm soát của chính quyền Pháp không có sự thay đổi. Tuy nhiên, trong thời gian chiến tranh Đông Dương, chính quyền kháng chiến của Việt Minh có điều chỉnh một phần địa giới hành chính của tỉnh Cần Thơ. Năm 1947, chính quyền Việt Nam Dân chủ Cộng hòa thành lập thị xã Cần Thơ thuộc tỉnh Cần Thơ. Trong 2 năm 1948 và 1949, tỉnh Cần Thơ nhận thêm huyện Thốt Nốt từ tỉnh Long Xuyên, nhận các huyện Long Mỹ, Gò Quao, Giồng Riềng, thị xã Rạch Giá từ tỉnh Rạch Giá vừa bị giải thể và nhận huyện Kế Sách từ tỉnh Sóc Trăng. Đồng thời, tỉnh Cần Thơ giao 2 huyện Trà Ôn và Cầu Kè về tỉnh Vĩnh Trà (gồm hai tỉnh Vĩnh Long và Trà Vinh ngày nay).
Thiết lập ách thống trị trên vùng đất này, thực dân Pháp chính thức hóa tên gọi Cần Thơ bằng những văn bản hành chính. Để dễ bề kiểm soát hoạt động của nhân dân từng tỉnh trong 3 tỉnh vừa chiếm được, Pháp còn đánh số, tỉnh Cần Thơ mang con số 19. Từ đó trở đi, các phương tiện giao thông (chủ yếu giao thông thủy) như thuyền, ghe của Cần Thơ đều phải gắn con số 19 trước mui. Ngay cả lính mã tà mỗi lần có việc di chuyển từ Cần Thơ sang tỉnh khác hoặc giải phạm nhân chống đối lên Sài Gòn đều gắn con số 19 vào cổ áo để dễ nhận diện lính của mỗi tỉnh thuộc đất nhượng địa.

### Giai đoạn 1956–1976

#### Việt Nam Cộng hòa
| Dân số Cần Thơ | Dân số Cần Thơ |
| Năm            | Dân số         |
| -------------- | -------------- |
| 1954           | 42.000         |
| 1958           | 50.790         |
| 1965           | 77.690         |
| 1970           | 109.483        |
| 1972           | 170.931        |
| 1975           | 190.242        |

Sau hiệp định Giơnevơ năm 1954, địa giới hành chính của tỉnh Cần Thơ ở miền Nam có nhiều thay đổi. Ban đầu chính quyền Quốc gia Việt Nam và sau đó là Việt Nam Cộng hòa ban đầu vẫn duy trì tên gọi tỉnh Cần Thơ cùng với thị xã Cần Thơ như thời Pháp thuộc.
Ngày 28 tháng 8 năm 1956, chính quyền Việt Nam Cộng hòa ban hành Dụ số 50 về việc bãi bỏ quy chế thị xã. Theo quyết định này, bãi bỏ Dụ số 13 ban hành ngày 30 tháng 5 năm 1954 về quy chế thị xã. Những thị xã hiện đặt dưới quy chế trên, từ nay sẽ theo chế độ thôn xã, và được quản tri bởi một Ủy ban hành chính do tỉnh trường bồ nhiệm. Theo đó, tiến hành giải thể thị xã Cần Thơ vốn được lập nên trước đó, đồng thời địa bàn thị xã được chuyển thành xã Tân An trực thuộc tổng Định An, quận Châu Thành, tỉnh Cần Thơ.
Ngày 22 tháng 10 năm 1956, Tổng thống Việt Nam Cộng hòa Ngô Đình Diệm ký Sắc lệnh 143-NV để "thay đổi địa giới và tên Đô thành Sài Gòn – Chợ Lớn cùng các tỉnh và tỉnh lỵ tại Việt Nam". Địa giới và địa danh các tỉnh ở miền Nam thay đổi nhiều, một số tỉnh mới được thành lập. Theo Sắc lệnh này, địa phận Việt Nam Cộng hòa gồm Đô thành Sài Gòn và 22 tỉnh. Lúc này, tỉnh Phong Dinh được thành lập do đổi tên từ tỉnh Cần Thơ. Tỉnh lỵ tỉnh Phong Dinh đặt tại Cần Thơ và vẫn giữ nguyên tên là "Cần Thơ", về mặt hành chánh thuộc xã Tân An, quận Châu Thành.
Năm 1957, tỉnh Phong Dinh có 5 quận: Châu Thành, Phụng Hiệp, Ô Môn, Long Mỹ và Kế Sách. Ngày 23 tháng 2 năm 1957, tỉnh Phong Dinh nhận quận Kế Sách từ tỉnh Ba Xuyên (tức tỉnh Sóc Trăng trước đó) quản lý. Tuy nhiên, chẳng bao lâu sau vào ngày 16 tháng 9 năm 1958, tỉnh Phong Dinh giao lại quận Kế Sách cho tỉnh Ba Xuyên. Ngày 16 tháng 9 năm 1958, quận Ô Môn đổi tên là quận Phong Phú. Ngày 18 tháng 3 năm 1960, tỉnh Phong Dinh lập thêm quận Đức Long trên cơ sở tách đất từ quận Long Mỹ. Ngày 24 tháng 12 năm 1961, hai quận Đức Long và Long Mỹ được bàn giao cho tỉnh Chương Thiện mới thành lập. Ngày 2 tháng 7 năm 1962, tỉnh Phong Dinh lập thêm 2 quận Khắc Trung và Khắc Nhơn. Ngày 20 tháng 4 năm 1964, đổi tên 2 quận Khắc Trung và Khắc Nhơn thành Thuận Trung và Thuận Nhơn. Ngày 26 tháng 5 năm 1966 lập thêm quận Phong Điền. Ngày 23 tháng 4 năm 1968, lại lập thêm quận Phong Thuận.
Ngày 30 tháng 9 năm 1970, Thủ tướng chính quyền Việt Nam Cộng hòa Trần Thiện Khiêm ban hành Sắc lệnh số 115-SL/NV cải biến xã Tân An và các phần đất phụ cận (bao gồm xã Thuận Đức, ấp Lợi Nguyên thuộc xã An Bình và ấp Bình Nhựt thuộc xã Long Tuyền) thuộc quận Châu Thành, tỉnh Phong Dinh thành "thị xã Cần Thơ", là thị xã tự trị trực thuộc chính quyền Trung ương Việt Nam Cộng hòa, đồng thời kiêm tỉnh lỵ tỉnh Phong Dinh. Thị xã Cần Thơ là nơi đặt Bộ Tư lệnh Quân khu IV của quân đội Việt Nam Cộng hòa trong cuộc chiến. Ngày 7 tháng 6 năm 1971, chính quyền Việt Nam Cộng hòa ban hành Nghị định số 585-NĐ/NV thành lập tại thị xã Cần Thơ 2 quận lấy tên là quận 1 (quận Nhứt) và quận 2 (quận Nhì). Địa phận của 2 quận này được phân chia thành 8 khu phố trực thuộc, trong đó quận 1 gồm năm khu phố: An Lạc, An Cư, An Nghiệp, An Hòa, An Thới; quận 2 gồm ba khu phố: Hưng Lợi, Hưng Phú, Hưng Thạnh.
Ngày 22 tháng 8 năm 1972, Tổng trưởng Nội vụ chính quyền Việt Nam Cộng hòa lại ban hành Nghị định số 553BNV/HCĐP/NĐ, đối các danh xưng "khu phố" của thị xã thành "phường". Từ đó cho đến năm 1975, thị xã Cần Thơ và tỉnh Phong Dinh là hai đơn vị hành chính cấp tỉnh ngang bằng nhau theo sự phân chia sắp xếp hành chính của Việt Nam Cộng hòa. Tỉnh Phong Dinh gồm 7 quận: Châu Thành, Phụng Hiệp, Phong Phú, Thuận Nhơn, Thuận Trung, Phong Điền, Phong Thuận.

#### Chính quyền Cách mạng
Tuy nhiên phía chính quyền Mặt trận Dân tộc Giải phóng Miền Nam Việt Nam và sau này là Chính phủ Cách mạng lâm thời Cộng hòa Miền Nam Việt Nam cùng với Việt Nam Dân chủ Cộng hòa không công nhận tên gọi tỉnh Phong Dinh mà vẫn gọi theo tên cũ là tỉnh Cần Thơ. Đồng thời, chính quyền Cách mạng vẫn duy trì thị xã Cần Thơ trực thuộc tỉnh Cần Thơ trong giai đoạn 1956–1969.
Địa giới hành chính tỉnh Cần Thơ có thay đổi một phần. Tháng 11 năm 1954, huyện Long Mỹ và các huyện Gò Quao, Giồng Riềng, thị xã Rạch Giá giao trở lại cho tỉnh Rạch Giá. Huyện Kế Sách giao về tỉnh Sóc Trăng. Huyện Thốt Nốt giao về tỉnh Long Xuyên. Tỉnh Cần Thơ nhận lại 2 huyện Trà Ôn và Cầu Kè như cũ. Năm 1956, hai huyện Trà Ôn và Cầu Kè đưa về tỉnh Vĩnh Long. Năm 1957, huyện Long Mỹ chuyển trở lại tỉnh Cần Thơ. Năm 1958, huyện Kế Sách chuyển về tỉnh Cần Thơ.
Năm 1963, huyện Thốt Nốt thuộc tỉnh An Giang (trước năm 1956 là tỉnh Long Xuyên) lại được đưa về cho tỉnh Cần Thơ quản lý. Tháng 6 năm 1966, thành lập thị xã Vị Thanh trực thuộc tỉnh Cần Thơ. Tháng 10 năm 1966, huyện Châu Thành thuộc tỉnh Cần Thơ được chia ra thành hai huyện là Châu Thành A và Châu Thành B. Cuối 1967 nhập lại là Châu Thành. Sau nhiều lần chia tách rồi sáp nhập Châu Thành Vòng Cung vào Châu Thành A, Châu Thành B nhập lại là huyện Châu Thành.
Năm 1969, chính quyền Cách mạng tách thị xã Cần Thơ khỏi tỉnh Cần Thơ và đặt thị xã trực thuộc Khu 9 (còn gọi là Khu Tây Nam Bộ). Năm 1971, thị xã Cần Thơ trở lại thuộc tỉnh Cần Thơ. Tháng 8 năm 1972, Thường vụ Khu ủy Khu 9 của phía chính quyền Cộng hòa Miền Nam Việt Nam và Việt Nam Dân chủ Cộng hòa quyết định tách thị xã Cần Thơ ra khỏi tỉnh Cần Thơ, hình thành Thành phố Cần Thơ trực thuộc Khu 9, bao gồm thị xã Cần Thơ và 6 xã vùng ven thuộc các huyện Ô Môn, Châu Thành trước đó. Đồng thời, chính quyền Cách mạng vẫn duy trì các đơn vị hành chính cấp quận, phường và khóm bên dưới giống như phía chính quyền Việt Nam Cộng hòa cho đến đầu năm 1976.
Như vậy cho đến năm 1976, tỉnh Cần Thơ và thành phố Cần Thơ là hai đơn vị hành chính ngang bằng nhau. Tỉnh Cần Thơ khi đó bao gồm các đơn vị hành chính trực thuộc: thị xã Vị Thanh, huyện Châu Thành, huyện Phụng Hiệp, huyện Ô Môn, huyện Long Mỹ, huyện Thốt Nốt và huyện Kế Sách.

### Sau năm 1975
Sau ngày 30 tháng 4 năm 1975, chính quyền quân quản Cộng hòa miền Nam Việt Nam lúc bấy giờ vẫn duy trì hai đơn vị hành chính cấp tỉnh ngang bằng nhau là tỉnh Cần Thơ và thành phố Cần Thơ cho đến đầu năm 1976. Lúc này, chính quyền Cách mạng cũng bỏ danh xưng "quận" có từ thời Pháp thuộc và lấy danh xưng "huyện" (quận và phường dành cho các đơn vị hành chánh tương đương khi đã đô thị hóa).
Ngày 20 tháng 9 năm 1975, Bộ Chính trị ra Nghị quyết số 245-NQ/TW về việc bỏ khu, hợp tỉnh trong toàn quốc "nhằm xây dựng các tỉnh thành những đơn vị kinh tế, kế hoạch và đơn vị hành chính có khả năng giải quyết đến mức cao nhất những yêu cầu về đẩy mạnh sản xuất, tổ chức đời sống vật chất, văn hóa của nhân dân, về củng cố quốc phòng, bảo vệ trị an, và có khả năng đóng góp tốt nhất vào sự nghiệp chung của cả nước". Theo Nghị quyết này, tỉnh Vĩnh Long, tỉnh Trà Vinh, tỉnh Cần Thơ (ngoại trừ huyện Thốt Nốt), tỉnh Sóc Trăng và thành phố Cần Thơ sẽ hợp nhất lại thành một tỉnh, tên gọi tỉnh mới cùng với nơi đặt tỉnh lỵ sẽ do địa phương đề nghị lên.
Nhưng đến ngày 20 tháng 12 năm 1975, Bộ Chính trị lại ra Nghị quyết số 19/NQ điều chỉnh lại việc hợp nhất tỉnh ở miền Nam Việt Nam cho sát với tình hình thực tế, theo đó tỉnh Cần Thơ (có cả huyện Thốt Nốt), tỉnh Sóc Trăng và thành phố Cần Thơ được tiến hành hợp nhất lại thành một tỉnh.

#### 1976–1992: Tỉnh Hậu Giang cũ
Theo Nghị định số 03/NĐ-76 ngày 24 tháng 2 năm 1976 và Quyết định số 17/QĐ-76 ngày 24 tháng 3 năm 1976, Chính phủ Việt Nam quyết định hợp nhất ba đơn vị hành chính cấp tỉnh ngang bằng nhau là tỉnh Cần Thơ, tỉnh Sóc Trăng và thành phố Cần Thơ để thành lập tỉnh mới với tên gọi là tỉnh Hậu Giang. Tỉnh lỵ tỉnh Hậu Giang lúc đó là thành phố Cần Thơ, đơn vị hành chính cấp huyện trực thuộc tỉnh Hậu Giang.
Khi mới thành lập, tỉnh Hậu Giang gồm có thành phố Cần Thơ, thị xã Sóc Trăng, thị xã Vị Thanh và 11 huyện: Thốt Nốt, Ô Môn, Châu Thành, Phụng Hiệp, Long Mỹ, Kế Sách, Mỹ Tú, Mỹ Xuyên, Long Phú, Thạnh Trị, Vĩnh Châu.
Đồng thời, quận 1 (quận Nhứt) và quận 2 (quận Nhì) cũng bị giải thể, các phường xã trực thuộc thành phố Cần Thơ và cũng có một vài sắp xếp, thay đổi nhỏ. Theo đó, nhập hai phường Hưng Phú và Hưng Thạnh (thuộc quận 2 cũ) thành phường Thạnh Phú; thành lập mới phường Bình Thủy gồm một phần nhỏ đất đai trước thuộc xã Long Tuyền và giải thể phường An Thới, nhập địa bàn vào phường mới này; tách đất hai phường An Hòa và An Cư (thuộc quận 1 cũ) để lập mới phường Cái Khế. Thành phố Cần Thơ ban đầu gồm 8 phường: An Cư, An Hòa, An Lạc, An Nghiệp, Bình Thủy, Cái Khế, Hưng Lợi, Thạnh Phú và 2 xã: An Bình, Long Tuyền.
Ngày 21 tháng 4 năm 1979, Hội đồng Chính phủ ban hành Quyết định số 174-CP về việc chia một số phường xã thuộc thành phố Cần Thơ, tỉnh Hậu Giang như sau:
- Chia phường An Lạc thành 2 phường: Tân An và An Lạc.
- Chia phường An Cư thành 2 phường: An Hội và An Cư.
- Chia phường An Nghiệp thành 2 phường: An Phú và An Nghiệp.
- Sáp nhập khóm 1 của phường An Hòa vào phường Cái Khế.
- Chia phường Cái Khế thành 2 phường: Thới Bình và Cái Khế.
- Chia phường Bình Thủy thành 2 phường: Bình Thủy và An Thới (gồm cả Cồn Sơn).
- Chia phường Thạnh Phú thành 2 đơn vị: phường Hưng Phú và xã Hưng Thạnh.
- Chia phường Hưng Lợi thành 2 phường: Xuân Khánh và Hưng Lợi.
- Chia xã Long Tuyền thành 2 xã: Long Hòa và Long Tuyền.
- Sáp nhập xã Mỹ Khánh, xã Giai Xuân và ấp Thới Thuận, ấp Thới Hòa, ấp Thới Nguơn của xã Thới An Đông thuộc huyện Châu Thành vào thành phố Cần Thơ.

Sau này, các ấp Thới Thuận, Thới Hòa và Thới Ngươn của xã Thới An Đông được tách ra để thành lập mới phường Trà Nóc trực thuộc thành phố Cần Thơ. Đồng thời, toàn bộ phần còn lại của xã Thới An Đông cũng được sáp nhập vào thành phố Cần Thơ. Ngày 5 tháng 5 năm 1990, thành phố Cần Thơ được công nhận là đô thị loại 2 trực thuộc tỉnh.
Ngày 26 tháng 12 năm 1991, Quốc hội Việt Nam ban hành Nghị quyết chia tỉnh Hậu Giang thành tỉnh Cần Thơ và tỉnh Sóc Trăng. Tỉnh Cần Thơ có 7 đơn vị hành chính gồm: thành phố Cần Thơ và 6 huyện: Thốt Nốt, Ô Môn, Châu Thành, Long Mỹ, Phụng Hiệp, Vị Thanh, có diện tích tự nhiên 3.022,30 km² với số dân 1.614.350 người. Tỉnh lỵ: thành phố Cần Thơ.

#### 1992–2003: Tỉnh Cần Thơ
Tỉnh Cần Thơ chính thức được tái lập và đi vào hoạt động trở lại từ tháng 4 năm 1992. Tỉnh Cần Thơ lúc đó bao gồm thành phố Cần Thơ và 6 huyện là Thốt Nốt, Ô Môn, Châu Thành, Long Mỹ, Phụng Hiệp, Vị Thanh. Tỉnh lỵ là thành phố Cần Thơ trực thuộc tỉnh Cần Thơ. Ngày 1 tháng 7 năm 1999, Chính phủ Việt Nam ban hành Nghị định số 45/1999/NĐ-CP về việc thành lập thị xã Vị Thanh, đổi tên huyện Vị Thanh thành huyện Vị Thủy và thành lập các phường, xã, thị trấn thuộc thị xã Vị Thanh và huyện Vị Thủy, tỉnh Cần Thơ.
Ngày 6 tháng 11 năm 2000, Chính phủ Việt Nam ban hành Nghị định số 64/2000/NĐ-CP về việc điều chỉnh địa giới hành chính huyện Châu Thành để thành lập huyện Châu Thành A thuộc tỉnh Cần Thơ. Theo đó, tái lập huyện Châu Thành A trên cơ sở 22.139 ha diện tích tự nhiên và 163.357 nhân khẩu của huyện Châu Thành. Từ đó cho đến cuối năm 2003, tỉnh Cần Thơ gồm 9 đơn vị hành chính trực thuộc: thành phố Cần Thơ, thị xã Vị Thanh, huyện Châu Thành, huyện Châu Thành A, huyện Phụng Hiệp, huyện Vị Thủy, huyện Long Mỹ, huyện Ô Môn, huyện Thốt Nốt.
Thành phố Cần Thơ trực thuộc tỉnh Cần Thơ khi đó gồm 15 phường: An Cư, An Hòa, An Hội, An Lạc, An Nghiệp, An Phú, An Thới, Bình Thủy, Cái Khế, Hưng Lợi, Hưng Phú, Tân An, Thới Bình, Trà Nóc, Xuân Khánh và 7 xã: An Bình, Giai Xuân, Hưng Thạnh, Long Hòa, Long Tuyền, Mỹ Khánh, Thới An Đông.

### Thành phố trực thuộc trung ương
Ngày 26 tháng 11 năm 2003, Quốc hội Việt Nam thông qua Nghị quyết số 22/2003/QH11 về việc chia và điều chỉnh địa giới hành chính một số tỉnh. Theo đó, chia tỉnh Cần Thơ thành thành phố Cần Thơ trực thuộc trung ương và tỉnh Hậu Giang như sau:
- Thành phố Cần Thơ trực thuộc trung ương có diện tích tự nhiên là 138.959,99 ha và dân số hiện tại là 1.112.121 ngưười, bao gồm: diện tích và số dân của thành phố Cần Thơ cũ; huyện Ô Môn; huyện Thốt Nốt; một phần của huyện Châu Thành, bao gồm: thị trấn Cái Răng; các ấp Thạnh Mỹ, Thạnh Huề, Thạnh Thắng, Yên Hạ và 176 ha diện tích cùng với 2.216 ngưười của ấp Phú Quới thuộc xã Đông Thạnh; các ấp Thạnh Hóa, Thạnh Hưng, Thạnh Thuận, An Hưng, Thạnh Phú, Phú Khánh, Khánh Bình và 254,19 ha diện tích cùng với 1.806 người của ấp Phú Hưng thuộc xã Phú An; các ấp Phú Thành, Phú Thạnh, Phú Thuận, Phú Thuận A và 304,61 ha diện tích cùng với 1.262 người của ấp Phú Lợi thuộc xã Đông Phú; một phần của huyện Châu Thành A, bao gồm: xã Trưường Long; xã Nhơn ái; xã Nhơn Nghĩa; ấp Tân Thạnh Đông và 84,7 ha diện tích cùng với 640 người của ấp Tân Thạnh Tây thuộc xã Tân Phú Thạnh.
- Tỉnh Hậu Giang có diện tích tự nhiên là 160.772,49 ha và dân số hiện tại là 766.105 người, bao gồm: diện tích và số dân của thị xã Vị Thanh; huyện Phụng Hiệp; huyện Long Mỹ; huyện Vị Thủy; phần còn lại của huyện Châu Thành và huyện Châu Thành A, trừ phần diện tích và số dân của hai huyện này đã được điều chỉnh về thành phố Cần Thơ trực thuộc trung ương quy định như trên. Tỉnh lỵ tỉnh Hậu Giang đặt tại thị xã Vị Thanh.

Thành phố Cần Thơ trực thuộc Trung ương chính thức được thành lập vào ngày 1 tháng 1 năm 2004. Đến ngày 2 tháng 1 năm 2004, Chính phủ Việt Nam ban hành Nghị định số 05/2004/NĐ-CP về việc thành lập các quận Ninh Kiều, Bình Thủy, Cái Răng, Ô Môn, các huyện Phong Điền, Cờ Đỏ, Vĩnh Thạnh, Thốt Nốt và các xã, phường, thị trấn thuộc thành phố Cần Thơ trực thuộc Trung ương. Thành phố Cần Thơ trực thuộc Trung ương sau khi điều chỉnh địa giới hành chính, thành lập các đơn vị hành chính trực thuộc có 138.959,99 ha diện tích tự nhiên và 1.112.121 nhân khẩu; gồm 8 đơn vị hành chính là 4 quận: Ninh Kiều, Bình Thủy, Cái Răng, Ô Môn và 4 huyện: Phong Điền, Cờ Đỏ, Vĩnh Thạnh, Thốt Nốt; có 67 đơn vị hành chính phường xã, thị trấn: 30 phường, 33 xã và 4 thị trấn.
Ngày 23 tháng 12 năm 2008, Chính phủ Việt Nam ban hành Nghị định số 12/NĐ-CP về việc điều chỉnh địa giới hành chính xã, thành lập xã thuộc huyện Thốt Nốt, huyện Vĩnh Thạnh, huyện Cờ Đỏ, thành lập quận Thốt Nốt và các phường trực thuộc, điều chỉnh địa giới hành chính huyện Cờ Đỏ để thành lập huyện Thới Lai thuộc thành phố Cần Thơ. Sau khi thành lập các quận, huyện mới, thành phố Cần Thơ có 140.161,60 ha diện tích tự nhiên và 1.147.067 nhân khẩu, có 9 đơn vị hành chính trực thuộc, bao gồm các quận: Ninh Kiều, Bình Thủy, Cái Răng, Ô Môn, Thốt Nốt và các huyện: Phong Điền, Cờ Đỏ, Thới Lai, Vĩnh Thạnh.
Ngày 24 tháng 6 năm 2009, Thủ tướng Chính phủ ban hành Quyết định số 889/QĐ-TTg về việc công nhận thành phố Cần Thơ là đô thị loại I trực thuộc trung ương.
Ngày 12 tháng 6 năm 2025, Quốc hội ban hành Nghị quyết số 202/2025/QH15 về việc sắp xếp đơn vị hành chính cấp tỉnh (nghị quyết có hiệu lực từ ngày 12 tháng 6 năm 2025). Theo đó, sáp nhập tỉnh Hậu Giang và tỉnh Sóc Trăng vào thành phố Cần Thơ.
Sau khi sáp nhập, thành phố Cần Thơ có 6.360,83 km² diện tích tự nhiên và quy mô dân số là 4.199.824 người.

## Địa lý
Cần Thơ nằm ở vùng hạ lưu của sông Cửu Long và ở vị trí trung tâm đồng bằng sông Cửu Long, và là thành phố nằm trong Vùng kinh tế trọng điểm vùng đồng bằng sông Cửu Long, nằm cách trung tâm thủ đô Hà Nội khoảng 1877 km, cách trung tâm Thành phố Hồ Chí Minh 169 km, cách thành phố Cà Mau hơn 150 km, cách Rạch Giá gần 120 km, cách trung tâm thủ đô Phnôm Pênh (Campuchia) khoảng 264 km và đường bờ biển dài 72 km, Cần Thơ có tọa độ địa lý 105°13'38" – 105°50'35" kinh độ Đông và 9°55'08" – 10°19'38" vĩ độ Bắc, trải dài trên 60 km dọc bờ Tây sông Hậu, có vị trí địa lý: 
- Phía đông giáp tỉnh Đồng Tháp và tỉnh Vĩnh Long
- Phía tây giáp tỉnh Cà Mau
- Phía nam giáp Biển Đông
- Phía bắc giáp tỉnh An Giang.

Cần Thơ có các điểm cực sau:
- Cực Bắc là phường Thới Thuận, quận Thốt Nốt
- Cực Tây là xã Thạnh Lợi, huyện Vĩnh Thạnh
- Cực Nam là xã Trường Xuân A, huyện Thới Lai
- Cực Đông là Tân Phú, Cái Răng

Diện tích nội thành là 53 km². Cần Thơ có tổng diện tích tự nhiên là 1.409,0 km², chiếm 3,49% diện tích toàn vùng và dân số vào khoảng 1.400.200 người, mật độ dân số tính đến 2015 là 995 người/km². Cần Thơ là thành phố trực thuộc trung ương lớn thứ 4 của cả nước về diện tích và dân số, lớn thứ 5 về kinh tế, cũng là thành phố hiện đại và lớn nhất của cả vùng hạ lưu sông Mekong.
Theo thống kê năm 2019, Cần Thơ có diện tích 1.439,2 km², dân số là 1.235.171 người, mật độ dân số đạt 885 người/km².
Thống kê dân số 10 năm, kể từ năm 2009 đến nay, quy mô dân số Cần Thơ tăng 46.736 người. Tỷ lệ tăng dân số bình quân giai đoạn năm 2009 – 2019 là 0,39% cao hơn ĐBSCL 0,34 điểm phần trăm và thấp hơn cả nước là 0,75 điểm phần trăm. Như vậy dân số Cần Thơ cũng như ĐBSCL có tăng so với năm 2009 nhưng dân số tăng không đáng kể. Thể hiện dân số có sự dịch chuyển từ nông thôn về thành thị và từ miền Tây Nam Bộ về miền Đông Nam Bộ và Cần Thơ cũng không nằm ngoài xu hướng đó.
Trong 10 năm qua, quá trình đô thị hóa diễn ra nhanh và rộng khắp nhiều địa phương đã tác động làm gia tăng dân số ở khu vực thành thị. Từ năm 2009 đến năm 2019, dân số khu vực thành thị tăng 77.271 người chiếm 9,8% trong khi đó dân số ở khu vực nông thôn lại giảm 30.535 người chiếm 7,5% cho thấy sự đô thị hóa ở Cần Thơ diễn ra nhanh hơn ở cấp độ vùng và toàn quốc. Qua kết quả điều tra dân số tập trung ở khu vực thành thị là 860.393 người chiếm 69,66%; nông thôn là 374.778 người chiếm 30,34% trong khi đó cách đây 10 năm tỷ lệ này là 65,9% và 34,1% tăng tỷ lệ dân số thành thị 3,36 điểm phần trăm. Tỷ lệ đô thị hóa tính đến năm 2022 đạt 71,5%.
Kết quả tổng điều tra 2019, cũng cho thấy Cần Thơ là thành phố có mật độ dân số cao (858 người/km²) so với các tỉnh thành khác trong cả nước đứng 12/63 và cao gấp 3 lần mật độ dân số toàn quốc (290 người/km²) cao gấp 2 lần mật độ dân số ĐBSCL (423 người/km²). Nhưng so với năm 2009 thì mật độ dân số tăng 10 người/km² trong khi đó ĐBSCL có xu hướng giảm 1 người/km². Quận Ninh Kiều là đơn vị hành chính đông dân số nhất với 280.494 người và huyện Vĩnh Thạnh có dân số ít nhất là 98.399 người. Cần Thơ có mật độ dân số 858 người/km2, cao gấp 3 lần mật độ dân số toàn quốc và đứng thứ 12/63 tỉnh, thành cả nước. Ở khu vực thành thị, dân số vẫn tập trung chủ yếu tại quận Ninh Kiều với 9.596 người/km2, tăng 1.256 người/km2 so năm 2009. Tuy nhiên, quận Ô Môn giảm 8 người/km² và Thốt Nốt giảm 24 người/km2. Ở khu vực nông thôn, dân số các huyện Vĩnh Thạnh, Cờ Đỏ, Phong Điền, Thới Lai đều giảm. Và trong những năm gần đây do sự phát triển với tốc độ đô thị hoá diễn ra khá nhanh mà thành phố này đang phải đối mặt nhiều vấn đề của 1 đô thị như: Ùn tắc giao thông, tình trạng hư hỏng xuống cấp ở một số tuyến đường có mật độ giao thông lớn, triều cường và ngập nghẹt mỗi khi trời mưa, ô nhiễm không khí, kênh rạch, thiếu mật độ cây xanh, gia tăng mật độ dân số khá cao gây nên sự quá tải ở khu vực trung tâm thành phố như quận Ninh Kiều và mật độ giảm dần ở các quận vùng ven thành phố như Quận Ô Môn và Quận Thốt Nốt.

### Khí hậu
| Dữ liệu khí hậu của Cần Thơ                                  | Dữ liệu khí hậu của Cần Thơ | Dữ liệu khí hậu của Cần Thơ | Dữ liệu khí hậu của Cần Thơ | Dữ liệu khí hậu của Cần Thơ | Dữ liệu khí hậu của Cần Thơ | Dữ liệu khí hậu của Cần Thơ | Dữ liệu khí hậu của Cần Thơ | Dữ liệu khí hậu của Cần Thơ | Dữ liệu khí hậu của Cần Thơ | Dữ liệu khí hậu của Cần Thơ | Dữ liệu khí hậu của Cần Thơ | Dữ liệu khí hậu của Cần Thơ | Dữ liệu khí hậu của Cần Thơ |
| Tháng                                                        | 1                           | 2                           | 3                           | 4                           | 5                           | 6                           | 7                           | 8                           | 9                           | 10                          | 11                          | 12                          | Năm                         |
| ------------------------------------------------------------ | --------------------------- | --------------------------- | --------------------------- | --------------------------- | --------------------------- | --------------------------- | --------------------------- | --------------------------- | --------------------------- | --------------------------- | --------------------------- | --------------------------- | --------------------------- |
| Cao kỉ lục °C (°F)                                           | 34.2 (93.6)                 | 35.2 (95.4)                 | 38.5 (101.3)                | 40.0 (104.0)                | 38.3 (100.9)                | 37.3 (99.1)                 | 36.8 (98.2)                 | 35.5 (95.9)                 | 34.8 (94.6)                 | 35.8 (96.4)                 | 34.2 (93.6)                 | 34.0 (93.2)                 | 40.0 (104.0)                |
| Trung bình ngày tối đa °C (°F)                               | 30.0 (86.0)                 | 30.9 (87.6)                 | 32.5 (90.5)                 | 33.4 (92.1)                 | 32.9 (91.2)                 | 31.6 (88.9)                 | 31.1 (88.0)                 | 30.7 (87.3)                 | 30.7 (87.3)                 | 30.5 (86.9)                 | 30.2 (86.4)                 | 29.3 (84.7)                 | 31.1 (88.0)                 |
| Trung bình ngày °C (°F)                                      | 25.2 (77.4)                 | 25.9 (78.6)                 | 27.1 (80.8)                 | 28.3 (82.9)                 | 27.7 (81.9)                 | 27.0 (80.6)                 | 26.7 (80.1)                 | 26.6 (79.9)                 | 26.6 (79.9)                 | 26.7 (80.1)                 | 26.6 (79.9)                 | 25.4 (77.7)                 | 26.6 (79.9)                 |
| Tối thiểu trung bình ngày °C (°F)                            | 22.1 (71.8)                 | 22.6 (72.7)                 | 23.7 (74.7)                 | 24.9 (76.8)                 | 25.0 (77.0)                 | 24.5 (76.1)                 | 24.3 (75.7)                 | 24.2 (75.6)                 | 24.3 (75.7)                 | 24.3 (75.7)                 | 24.1 (75.4)                 | 22.6 (72.7)                 | 23.9 (75.0)                 |
| Thấp kỉ lục °C (°F)                                          | 14.8 (58.6)                 | 17.3 (63.1)                 | 17.5 (63.5)                 | 19.2 (66.6)                 | 18.7 (65.7)                 | 19.0 (66.2)                 | 19.5 (67.1)                 | 19.7 (67.5)                 | 17.8 (64.0)                 | 18.7 (65.7)                 | 17.5 (63.5)                 | 16.5 (61.7)                 | 14.8 (58.6)                 |
| Lượng mưa trung bình mm (inches)                             | 9 (0.4)                     | 2 (0.1)                     | 14 (0.6)                    | 61 (2.4)                    | 177 (7.0)                   | 204 (8.0)                   | 246 (9.7)                   | 225 (8.9)                   | 265 (10.4)                  | 301 (11.9)                  | 172 (6.8)                   | 44 (1.7)                    | 1.719 (67.7)                |
| Số ngày mưa trung bình                                       | 1.8                         | 0.7                         | 1.7                         | 5.6                         | 16.1                        | 20.5                        | 21.7                        | 22.3                        | 22.9                        | 22.2                        | 14.2                        | 6.3                         | 155.8                       |
| Độ ẩm tương đối trung bình (%)                               | 81.6                        | 80.1                        | 78.3                        | 79.3                        | 84.3                        | 87.0                        | 86.7                        | 87.5                        | 87.9                        | 87.1                        | 84.9                        | 82.8                        | 84.0                        |
| Số giờ nắng trung bình tháng                                 | 257                         | 246                         | 287                         | 262                         | 212                         | 176                         | 181                         | 175                         | 164                         | 177                         | 195                         | 228                         | 2.561                       |
| Nguồn: Vietnam Institute for Building Science and Technology |                             |                             |                             |                             |                             |                             |                             |                             |                             |                             |                             |                             |                             |

### Điều kiện tự nhiên

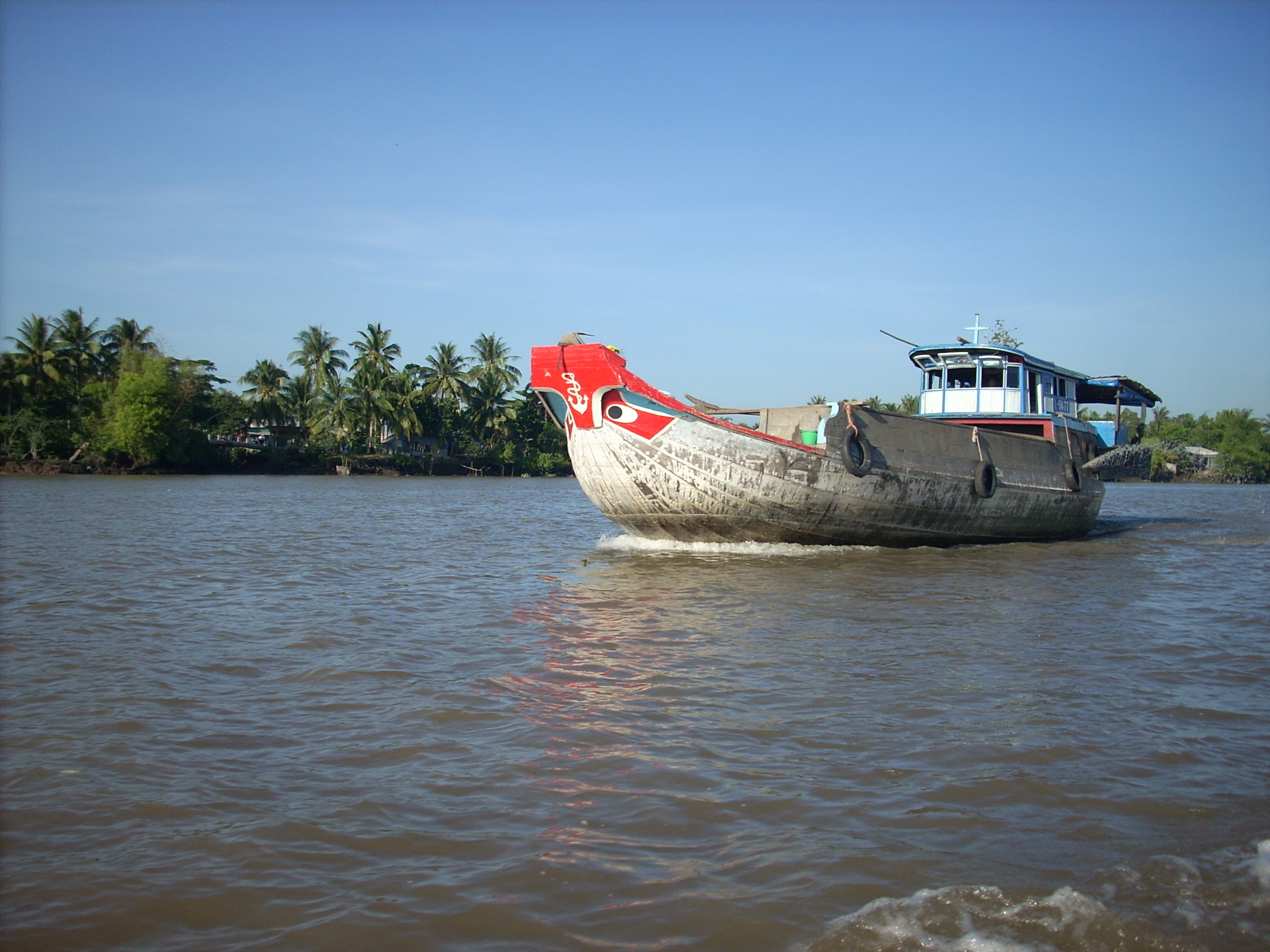
Sông Cần Thơ

Cần Thơ nằm toàn bộ trên đất có nguồn gốc phù sa sông Cửu Long bồi đắp và được bồi lắng thường xuyên qua nguồn nước có phù sa của dòng sông Hậu. Địa chất trong thành phố được hình thành chủ yếu qua quá trình bồi lắng trầm tích biển và phù sa của sông Cửu Long, trên bề mặt ở độ sâu 50 mét có hai loại trầm tích là Holocen (phù sa mới) và Pleistocene (phù sa cổ).
Địa hình nhìn chung tương đối bằng phẳng, phù hợp cho sản xuất nông, ngư nghiệp, với độ cao trung bình khoảng 1 – 2 mét dốc từ đất giồng ven sông Hậu, và sông Cần Thơ thấp dần về phía nội đồng tức là từ phía đông bắc sang phía tây nam. Bên cạnh đó, thành phố còn có các cồn và cù lao trên sông Hậu như Cồn Ấu, Cồn Khương, Cồn Sơn, Cù lao Tân Lập. Cần Thơ có 3 dạng địa hình chính là Địa hình ven sông Hậu hình thành dải đất cao là đê tự nhiên và các cù lao ven sông Hậu.
Ngoài ra do nằm cạnh sông lớn, Cần Thơ có mạng lưới sông, kênh rạch khá chằng chịt. Vùng tứ giác Long Xuyên thấp trũng, chịu ảnh hưởng lũ trực tiếp hàng năm. Đồng bằng châu thổ chịu ảnh hưởng triều cùng lũ cuối vụ.
Cần Thơ nằm trong vùng khí hậu nhiệt đới gió mùa, ít bão, quanh năm nóng ẩm, không có mùa lạnh. Mùa mưa kéo dài dao động từ tháng 5 đến tháng 11, mùa khô từ tháng 12 tới tháng 4 năm sau. Nhiệt độ trung bình năm khoảng 28 °C, số giờ nắng trung bình cả năm khoảng 2.249,2 h, lượng mưa trung bình năm đạt 2000 mm. Độ ẩm trung bình năm dao động từ 82% - 87%. Do chịu ảnh hưởng khí hậu nhiệt đới gió mùa, có lợi thế về nền nhiệt độ, chế độ bức xạ nhiệt, chế độ nắng cao và ổn định theo hai mùa trong năm.
Các lợi thế này rất thuận lợi cho sinh trưởng và phát triển của sinh vật, có thể tạo ra 1 hệ thống nông nghiệp nhiệt đới có năng suất cao, với nhiều chủng loại cây con, tạo nên sự đa dạng trong sản xuất và trong chuyển dịch cơ cấu sản xuất. Tuy nhiên, mùa mưa thường đi kèm với ngập lũ ảnh hưởng tới khoảng 50% diện tích toàn thành phố, mùa khô thường đi kèm với việc thiếu nước tưới, gây khó khăn cho sản xuất và sinh hoạt, nhất là khu vực bị ảnh hưởng của mặn, phèn làm tăng thêm tính thời vụ cũng như nhu cầu dùng nước không đều giữa các mùa của sản xuất nông nghiệp.
Cần Thơ có sông Hậu chảy qua với tổng chiều dài là 65 km, trong đó đoạn qua Cần Thơ có chiều rộng khoảng 1,6 km. Tổng lượng phù sa của sông Hậu là 35 triệu m3/năm. Tại Cần Thơ, lưu lượng cực đại đạt mức 40.000 m³/s. Mùa cạn từ tháng 1 đến tháng 6, thấp nhất là vào tháng 3 và tháng 4. Lưu lượng nước trên sông tại Cần Thơ chỉ còn 2.000 m3/s. Mực nước sông lúc này chỉ cao hơn 48 cm so với mực nước biển.
Sông Cần Thơ bắt nguồn từ khu vực nội đồng tây sông Hậu, đi qua các quận Ô Môn, huyện Phong Điền, quận Cái Răng, quận Ninh Kiều và đổ ra sông Hậu tại bến Ninh Kiều. Sông Cần Thơ có nước ngọt quanh năm, vừa có tác dụng tưới nước trong mùa cạn, vừa có tác dụng tiêu úng trong mùa lũ và có ý nghĩa lớn về giao thông. Sông Cái Lớn dài 20 km, chiều rộng cửa sông 600 – 700 m, độ sâu 10 – 12 m nên có khả năng tiêu, thoát nước rất tốt.
Bên cạnh đó, Cần Thơ còn có hệ thống kênh rạch dày đặc, với hơn 158 sông, rạch lớn nhỏ là phụ lưu của 2 sông lớn là sông Hậu và sông Cần Thơ đi qua thành phố nối thành mạng đường thủy. Các sông rạch lớn khác là sông Bình Thủy, sông Trà Nóc, sông Ô Môn, sông Thốt Nốt, kênh Thơm Rơm và nhiều kênh lớn khác tại các huyện ngoại thành là Thốt Nốt, Vĩnh Thạnh, Cờ Đỏ và Phong Điền, cho nước ngọt suốt 2 mùa mưa nắng, tạo điều kiện cho nhà nông làm thủy lợi và cải tạo đất.

## Hành chính
Thành phố Cần Thơ có 103 đơn vị hành chính gồm 31 phường, 72 xã.
| Tên          | Diện tích (km²) | Dân số (người) |
| ------------ | --------------- | -------------- |
| Phường (31)  |                 |                |
| An Bình      | 18,39           | 50.150         |
| Bình Thủy    | 15,17           | 62.483         |
| Cái Khế      | 10,04           | 57.688         |
| Cái Răng     | 26,88           | 71.106         |
| Đại Thành    | 53,00           | 34.594         |
| Hưng Phú     | 40,93           | 58.543         |
| Khánh Hòa    | 130,48          | 37.634         |
| Long Bình    | 40,20           | 26.378         |
| Long Mỹ      | 51,40           | 35.865         |
| Long Phú 1   | 57,67           | 30.365         |
| Long Tuyền   | 28,48           | 45.292         |
| Mỹ Quới      | 83,91           | 30.240         |
| Mỹ Xuyên     | 48,34           | 51.769         |
| Ngã Bảy      | 25,17           | 37.861         |
| Ngã Năm      | 95,30           | 58.588         |
| Ninh Kiều    | 5,42            | 119.547        |
| Ô Môn        | 54,69           | 73.412         |
| Phú Lợi      | 26,79           | 95.516         |
| Phước Thới   | 53,11           | 46.788         |
| Sóc Trăng    | 41,67           | 61.253         |
| Tân An       | 8,06            | 85.997         |
| Tân Lộc      | 33,40           | 35.621         |
| Thốt Nốt     | 23,61           | 61.387         |
| Thới An Đông | 25,04           | 39.401         |
| Thới Long    | 54,10           | 52.979         |
| Thuận Hưng   | 31,13           | 56.878         |

| Tên             | Diện tích (km²) | Dân số (người) |
| --------------- | --------------- | -------------- |
| Trung Nhứt      | 30,84           | 37.469         |
| Vị Tân          | 37,07           | 36.079         |
| Vị Thanh        | 22,11           | 32.766         |
| Vĩnh Châu       | 98,26           | 68.137         |
| Vĩnh Phước      | 103,15          | 51.897         |
| Xã (72)         |                 |                |
| An Lạc Thôn     | 84,99           | 56.248         |
| An Ninh         | 68,81           | 40.181         |
| An Thạnh        | 94,92           | 37.711         |
| Châu Thành      | 47,71           | 39.104         |
| Cờ Đỏ           | 44,59           | 42.176         |
| Cù Lao Dung     | 150,13          | 44.973         |
| Đại Hải         | 70,52           | 43.579         |
| Đại Ngãi        | 37,67           | 24.532         |
| Đông Hiệp       | 46,25           | 22.762         |
| Đông Phước      | 40,00           | 40.105         |
| Đông Thuận      | 60,89           | 24.586         |
| Gia Hòa         | 77,06           | 40.135         |
| Hiệp Hưng       | 69,25           | 33.514         |
| Hòa An          | 61,62           | 32.937         |
| Hỏa Lựu         | 59,68           | 24.095         |
| Hòa Tú          | 67,15           | 24.499         |
| Hồ Đắc Kiện     | 72,61           | 31.322         |
| Kế Sách         | 61,58           | 43.332         |
| Lai Hòa         | 55,37           | 29.426         |
| Lâm Tân         | 90,83           | 32.006         |
| Lịch Hội Thượng | 48,99           | 27.913         |

| Tên            | Diện tích (km²) | Dân số (người) |
| -------------- | --------------- | -------------- |
| Liêu Tú        | 83,15           | 31.370         |
| Long Hưng      | 79,71           | 33.579         |
| Long Phú       | 76,77           | 39.763         |
| Lương Tâm      | 60,53           | 24.020         |
| Mỹ Hương       | 104,74          | 51.412         |
| Mỹ Phước       | 97,36           | 23.539         |
| Mỹ Tú          | 86,63           | 38.049         |
| Ngọc Tố        | 112,53          | 47.207         |
| Nhơn Ái        | 38,16           | 40.707         |
| Nhơn Mỹ        | 79,73           | 42.213         |
| Nhu Gia        | 75.59           | 38.390         |
| Phong Điền     | 45,58           | 51.949         |
| Phong Nẫm      | 17,30           | 6.416          |
| Phú Hữu        | 60,54           | 41.254         |
| Phú Lộc        | 80,15           | 50.929         |
| Phú Tâm        | 48,88           | 33.318         |
| Phụng Hiệp     | 66,78           | 33.408         |
| Phương Bình    | 85,87           | 33.937         |
| Tài Văn        | 68,07           | 34.490         |
| Tân Bình       | 61,85           | 38.032         |
| Tân Hòa        | 58,60           | 50.989         |
| Tân Long       | 102,12          | 35.492         |
| Tân Phước Hưng | 57,77           | 25.745         |
| Tân Thạnh      | 70,80           | 35.806         |
| Thạnh An       | 85,97           | 30.682         |
| Thạnh Hòa      | 81,36           | 63.248         |
| Thạnh Phú      | 99,07           | 25.699         |

| Tên             | Diện tích (km²) | Dân số (người) |
| --------------- | --------------- | -------------- |
| Thạnh Quới      | 103,86          | 39.110         |
| Thạnh Thới An   | 87,15           | 29.019         |
| Thạnh Xuân      | 43,95           | 41.039         |
| Thới An Hội     | 60,32           | 31.726         |
| Thới Hưng       | 69,92           | 19.044         |
| Thới Lai        | 50,78           | 36.371         |
| Thuận Hòa       | 45,86           | 29.846         |
| Trần Đề         | 93,92           | 52.771         |
| Trung Hưng      | 61,07           | 55.012         |
| Trường Khánh    | 58,33           | 34.621         |
| Trường Long     | 31,01           | 24.064         |
| Trường Long Tây | 50,59           | 25.313         |
| Trường Thành    | 59,09           | 37.802         |
| Trường Xuân     | 67,94           | 36.405         |
| Vị Thanh 1      | 71,12           | 42.766         |
| Vị Thủy         | 49,84           | 32.394         |
| Vĩnh Hải        | 83,75           | 27.820         |
| Vĩnh Lợi        | 76,82           | 24.319         |
| Vĩnh Thạnh      | 65,90           | 30.522         |
| Vĩnh Thuận Đông | 72,20           | 39.808         |
| Vĩnh Trinh      | 51,01           | 27.026         |
| Vĩnh Tường      | 67,01           | 31.676         |
| Vĩnh Viễn       | 68,86           | 24.432         |
| Xà Phiên        | 100,48          | 46.156         |

| Q. Thốt Nốt Q. Ô Môn Q. Bình Thủy Q. Ninh Kiều Q. Cái Răng H. Vĩnh Thạnh H. Cờ Đỏ H. Thới Lai H. Phong Điền T. Đồng Tháp T. Vĩnh Long T. Hậu Giang T. Kiên Giang T. An Giang Bản đồ hành chính thành phố Cần Thơ |

### Chính quyền
Cần Thơ là một trong sáu Thành phố trực thuộc trung ương (Việt Nam), được xếp vào Đô thị loại I, thỏa mãn các tiêu chí như tỷ lệ lao động phi nông nghiệp khu vực nội thành so với tổng số lao động, cơ sở hạ tầng được đầu tư xây dựng đồng bộ và cơ bản hoàn chỉnh, trong 6 Thành phố trực thuộc trung ương (Việt Nam).
Cũng như các tỉnh và thành phố khác của Việt Nam, Hội đồng nhân dân thành phố Cần Thơ là cơ quan quyền lực Nhà nước ở Thành phố do người dân Thành phố trực tiếp bầu lên với nhiệm kỳ 5 năm. Hội đồng Nhân dân thành phố Cần Thơ khóa IX nhiệm kỳ 2016–2021 gồm 52 đại biểu. Kỳ họp thứ nhất của Hội đồng Nhân dân thành phố ngày 30 tháng 6 năm 2016 đã bầu ra Thường trực Hội đồng Nhân dân gồm 7 người và bầu ra Chủ tịch Hội đồng Nhân dân (thường đồng thời là Bí thư Thành ủy thành phố). Chủ tịch Hội đồng Nhân dân thành phố hiện tại là ông Phạm Văn Hiểu.
Uỷ ban nhân dân thành phố Cần Thơ  là cơ quan chấp hành của Hội đồng nhân dân, do Hội đồng Nhân dân bầu ra và là Cơ quan hành chính Nhà nước ở thành phố, chịu trách nhiệm chấp hành Hiến pháp, Pháp luật, các văn bản của Chính phủ Việt Nam và các nghị quyết của Hội đồng Nhân dân thành phố. Ủy ban Nhân dân thành phố khóa IX (nhiệm kỳ 2016-2021) được Hội đồng Nhân dân thành phố bầu ra Chủ tịch và 4 Phó Chủ tịch. Chủ tịch Ủy ban Nhân dân thành phố đương nhiệm là ông Trần Văn Lâu.
Về phía Đảng ủy, Ban Chấp hành Đảng bộ Thành phố Cần Thơ (hay thường gọi là Thành ủy Cần Thơ) là cơ quan lãnh đạo cao nhất của Đảng bộ thành phố giữa hai kỳ Đại hội Đảng bộ. Thành ủy Cần Thơ khóa XXII nhiệm kỳ 2020-2025 gồm 52 ủy viên, bầu ra Ban Thường vụ Thành ủy gồm 14 thành viên. Đứng đầu Đảng ủy Thành phố là Bí thư Thành ủy do chính Thành ủy thành phố bầu ra hoặc do Bộ Chính trị Ban Chấp hành Trung ương Đảng Cộng sản Việt Nam phân công và chỉ định, là một Ủy viên Ban Chấp hành Trung ương Đảng. Bí thư Thành ủy Cần Thơ hiện tại là Đỗ Thanh Bình . 
Ủy ban Mặt trận Tổ quốc Việt Nam thành phố Cần Thơ có Ban thường trực UBMTTQ Thành phố gồm 10 thành viên. Chủ tịch UBMTTQ thành phố Cần Thơ đương nhiệm là bà Hồ Thị Cẩm Đào. 

## Kinh tế
Trong nhiệm kỳ 2010 - 2015, Đảng bộ Thành phố Cần Thơ đã thực hiện đạt và vượt 20/22 chỉ tiêu Nghị quyết Đảng bộ lần thứ 12 đề ra. Tốc độ tăng trưởng kinh tế bình quân của Thành phố đạt 12,19%. Cơ cấu kinh tế tăng dần ở khu vực công nghiệp, xây dựng, thương mại dịch vụ, giảm dần tỷ trọng khu vực nông nghiệp, thủy sản.
Tổng sản phẩm trên địa bàn đến 2015 đạt hơn 77.900 tỷ đồng, tăng 1,8 lần so với 2010; thu nhập bình quân đầu người đến năm 2015 đạt 78,46 triệu đồng/năm (tương đương 3.600 USD), tăng 2,15 lần so 2010. Hàng năm, thành phố Cần Thơ đóng góp cho vùng khoảng 12% tổng thu ngân sách...
Tổng kim ngạch xuất khẩu đạt 1,375 ty USD. Tính đến nay, thành phố Cần Thơ đ ã có quan hệ xuất khẩu với trên 100 quốc gia và vùng lãnh thổ, tập trung nhiều nhất ở châu Á với 50,6%, châu Mỹ 19,2%, các nước khu vực châu Âu 13%, châu Phi 7,78% và châu Úc là 2,63%.
Giá trị sản xuất công nghiệp năm 2011 (theo giá so sánh 2010) đạt 70.187 tỷ đồng; năm 2014 đạt 93.362 tỷ đồng; năm 2015 đạt 101.868 tỷ đồng, tăng gấp 1,5 lần so với năm 2011; nhịp độ tăng trưởng bình quân ước đạt 9,8%/năm .
Năm 2011, tốc độ tăng trưởng kinh tế của thành phố Cần Thơ đạt 14,64%, thu nhập bình quân đầu người đạt 2.346 USD. Trong 6 tháng đầu 2012, tốc độ tăng trưởng kinh tế của thành phố ước đạt 8,36%, trong khi đó cùng kỳ năm 2011 mức tăng là 12,21%. Thu nhập bình quân đầu người của Cần Thơ 6 tháng đầu 2012 ước đạt 1.819 USD. Tỷ trọng nông nghiệp thủy sản chiếm 10,83%, công nghiệp xây dựng chiếm 44,45% và dịch vụ thương mại chiếm 44,72%. Giá trị sản xuất nông nghiệp thủy sản thực hiện được 1.617 tỷ đồng, đạt 39,5% kế hoạch cả năm, công nghiệp xây dựng thực hiện được 12.433 tỷ đồng, đạt 38,6% kế hoạch cả năm, dịch vụ thương mại ước thực hiện được 7.309 tỷ đồng, đạt 37% kế hoạch cả năm. Tổng thu ngân sách nhà nước trên địa bàn ước thực hiện được 3.443 tỷ đồng, đạt 40,99% dự toán Hội đồng nhân dân thành phố giao. Tổng vốn đầu tư phát triển toàn xã hội thực hiện được 16.770 tỷ đồng.
Trong giai đoạn 9 Tháng đầu năm 2012, tốc độ tăng trưởng kinh tế của Thành phố Cần Thơ đạt 10,3%, mức cao nhất trong 5 thành phố trực thuộc Trung ương. Đây là mức tăng trưởng khá cao và hợp lý trong điều kiện sản xuất khó khăn và tập trung kiềm chế lạm phát, ổn định kinh tế vĩ mô. Giá trị sản xuất công nghiệp ước tăng 7,5%, tổng mức bán ra hàng hóa và doanh thu dịch vụ tăng 18,5%, vốn đầu tư phát triển toàn xã hội tăng 4,97% so với cùng kỳ, thu ngân sách được 5.092 tỷ đồng, đạt 59,5% dự toán Hội đồng nhân dân thành phố giao... 
Tuy nhiên, Bên cạnh những mặc tích cực vẫn còn hạn chế, các ngành, lĩnh vực có mức tăng trưởng thấp hơn mức tăng của những năm trước, ảnh hưởng trực tiếp đến tăng trưởng kinh tế và thu ngân sách nhà nước, giá cả hàng hóa, dịch vụ, xăng, dầu và một số vật liệu chủ yếu tăng cao, mặt bằng lãi suất còn cao và khó tiếp cận đã gây áp lực cho sản xuất và đời sống dân cư, tình trạng đùn đẩy trách nhiệm, nhũng nhiễu gây chậm trễ, phiền hà cho tổ chức và nhân dân chưa giảm...
Cây nông nghiệp chính của Cần Thơ là lúa, với sản lượng 1.194,7 tấn. Ngoài ra có một số cây hoa màu khác nhưng sản lượng không đáng kể. Ngành chăn nuôi ở Cần Thơ chủ yếu là nuôi heo và gia cầm. Số lượng heo là 2589,3 ngàn con, số lượng gia cầm là 13 ngàn con (vì bị cúm gia cầm). Các gia súc khác như trâu bò chiếm số lượng không nhiều. Ngành thủy sản ở Cần Thơ chủ yếu là nuôi trồng.

### Công nghiệp
Trong năm 2020 toàn thành phố có 250 dự án trong và ngoài nước, gồm: 222 dự án đầu tư trong nước, 27 dự án đầu tư nước ngoài và 1 dự án ODA, với tổng vốn đầu tư đăng ký là 1,76 tỉ USD.Tổng doanh thu của các doanh nghiệp đang hoạt động trong các khu công nghiệp trên địa bàn thành phố đạt hơn 1.866 triệu USD, đạt 99,91% so với kế hoạch; thu hút 2 dự án mới vào các khu công nghiệp, với vốn đăng ký thực hiện 4,66 triệu USD.
Công nghiệp Cần Thơ về cơ bản đã xây dựng được nhiều cơ sở hạ tầng để phục vụ cho các đối tác nước ngoài tác nhập, điển hình là 2 khu công nghiệp tại Trà Nóc trực thuộc quận Bình Thủy, khu công nghiệp Thốt Nốt, khu công nghiệp Hưng Phú 1 và 2, khu công nghiệp tại quận Ô Môn. Trung tâm Công nghệ Phần mềm Cần Thơ, Cantho Software Park CSP cũng là một trong những dự án được Thành phố quan tâm đầu tư phát triển. Với những lợi thế về phát triển công nghiệp, Cần Thơ cũng đã được định hướng để phát triển trở thành thành phố công nghiệp trước năm 2020 theo Nghị quyết 45- NQ/TW của Bộ chính trị về xây dựng và phát triển thành phố Cần Thơ trong thời kỳ công nghiệp hóa hiện đại hóa đất nước.

#### Danh sách Khu công nghiệp, Cụm công nghiệp trên địa bàn thành phố
| Danh sách các khu công nghiệp, cụm công nghiệp trên địa bàn TP.Cần Thơ | Danh sách các khu công nghiệp, cụm công nghiệp trên địa bàn TP.Cần Thơ | Danh sách các khu công nghiệp, cụm công nghiệp trên địa bàn TP.Cần Thơ | Danh sách các khu công nghiệp, cụm công nghiệp trên địa bàn TP.Cần Thơ | Danh sách các khu công nghiệp, cụm công nghiệp trên địa bàn TP.Cần Thơ |
| STT                                                                    | Tên                                                                    | Diện tích                                                              | Địa chỉ                                                                |                                                                        |
| ---------------------------------------------------------------------- | ---------------------------------------------------------------------- | ---------------------------------------------------------------------- | ---------------------------------------------------------------------- | ---------------------------------------------------------------------- |
| 1                                                                      | Khu công nghiệp Trà Nóc II                                             | 111 ha                                                                 | P. Thới An Đông                                                        |                                                                        |
| 2                                                                      | Khu công nghiệp Hưng Phú I                                             | 262 ha                                                                 | P. Thới An Đông                                                        |                                                                        |
| 3                                                                      | Khu công nghiệp Hưng Phú II                                            | 212 ha                                                                 | P. Hưng Phú                                                            |                                                                        |
| 4                                                                      | Khu công nghiệp Thốt Nốt                                               | 200 ha                                                                 | P. Thốt Nốt                                                            |                                                                        |
| 5                                                                      | Khu công nghiệp Trà Nóc I                                              | 100 ha                                                                 | P. Thới An Đông                                                        |                                                                        |
| 6                                                                      | Khu công nghiệp VSIP Thốt Nốt giai đoạn 2                              | Quy mô 700ha                                                           | P. Thốt Nốt                                                            |                                                                        |
| 7                                                                      | Khu công nghiệp Hưng Phú 2B                                            | 200 ha                                                                 | P. Hưng Phú                                                            |                                                                        |
| 8                                                                      | Khu công nghiệp Vĩnh Thạnh (giai đoạn bổ sung quy hoạch)               | 900 ha ( tổng khu 1.600ha )                                            | xã Vĩnh Trinh                                                          |                                                                        |
| 9                                                                      | Cụm công nghiệp Cái Răng                                               | 40 ha                                                                  | Phường Cái Răng                                                        |                                                                        |
| 10                                                                     | Cụm công nghiệp Cờ Đỏ                                                  | 10 ha                                                                  | P. Ô Môn                                                               |                                                                        |
| 11                                                                     | Cụm công nghiệp Phong Điền                                             | 10 ha                                                                  | xã Nhơn Ái                                                             |                                                                        |
| 12                                                                     | Cụm CN Bình Thủy                                                       | 42ha                                                                   | Phường Thới An Đông                                                    |                                                                        |

#### Danh sách Khu công nghệ cao, Khu CNTT, Khu NN Công Nghệ trên địa bàn thành phố
| Danh sách các Khu Công Nghệ Cao, Khu CNTT, Vườn ươm, Khu Nông Nghiệp Công Nghệ Cao trên địa bàn thành phố | Danh sách các Khu Công Nghệ Cao, Khu CNTT, Vườn ươm, Khu Nông Nghiệp Công Nghệ Cao trên địa bàn thành phố | Danh sách các Khu Công Nghệ Cao, Khu CNTT, Vườn ươm, Khu Nông Nghiệp Công Nghệ Cao trên địa bàn thành phố | Danh sách các Khu Công Nghệ Cao, Khu CNTT, Vườn ươm, Khu Nông Nghiệp Công Nghệ Cao trên địa bàn thành phố | Danh sách các Khu Công Nghệ Cao, Khu CNTT, Vườn ươm, Khu Nông Nghiệp Công Nghệ Cao trên địa bàn thành phố |
| STT | Tên | Diện tích                                                                                                 | Địa chỉ                                                                                                   | |
| --- | --- | --- | --- | --- |
| 1 | Khu CNTT tập trung Cần Thơ                                                                                | 72,397 ha                                                                                                 | Phường Cái Răng                                                                                           | |
| 2 | Khu Công Nghệ Cao                                                                                         | 400 ha | Phường Phước Thới và Ô Môn                                                                                | |
| 3 | Vườn ươm Công Nghệ, Công Nghiệp Việt Nam - Hàn Quốc                                                       | 13.000 m²                                                                                                 | Phường Phước Thới                                                                                         | |
| 4 | Khu liên kết và chế biến, tiêu thụ sản phẩm vùng ĐBSCL                                                    | 200ha | Xã Nhu Gia                                                                                                | |
| 5 | Khu Nông Nghiệp Công Nghệ Cao                                                                             | 20 ha | Phường Ô Môn                                                                                              | |
| 6 | Khu Nông Nghiệp Công Nghệ Cao                                                                             | 244 ha | Xã Thới Hưng                                                                                              | |

### Khoa học - kỹ thuật
- Trung tâm Ứng dụng Tiến bộ Khoa học và Công nghệ Cần Thơ.
- Trung Tâm Phát Triển và Ứng Dụng Phần Mềm DNC.
- Trung tâm công nghệ phần mềm đại học Cần Thơ.

### Dịch vụ & Thương mại

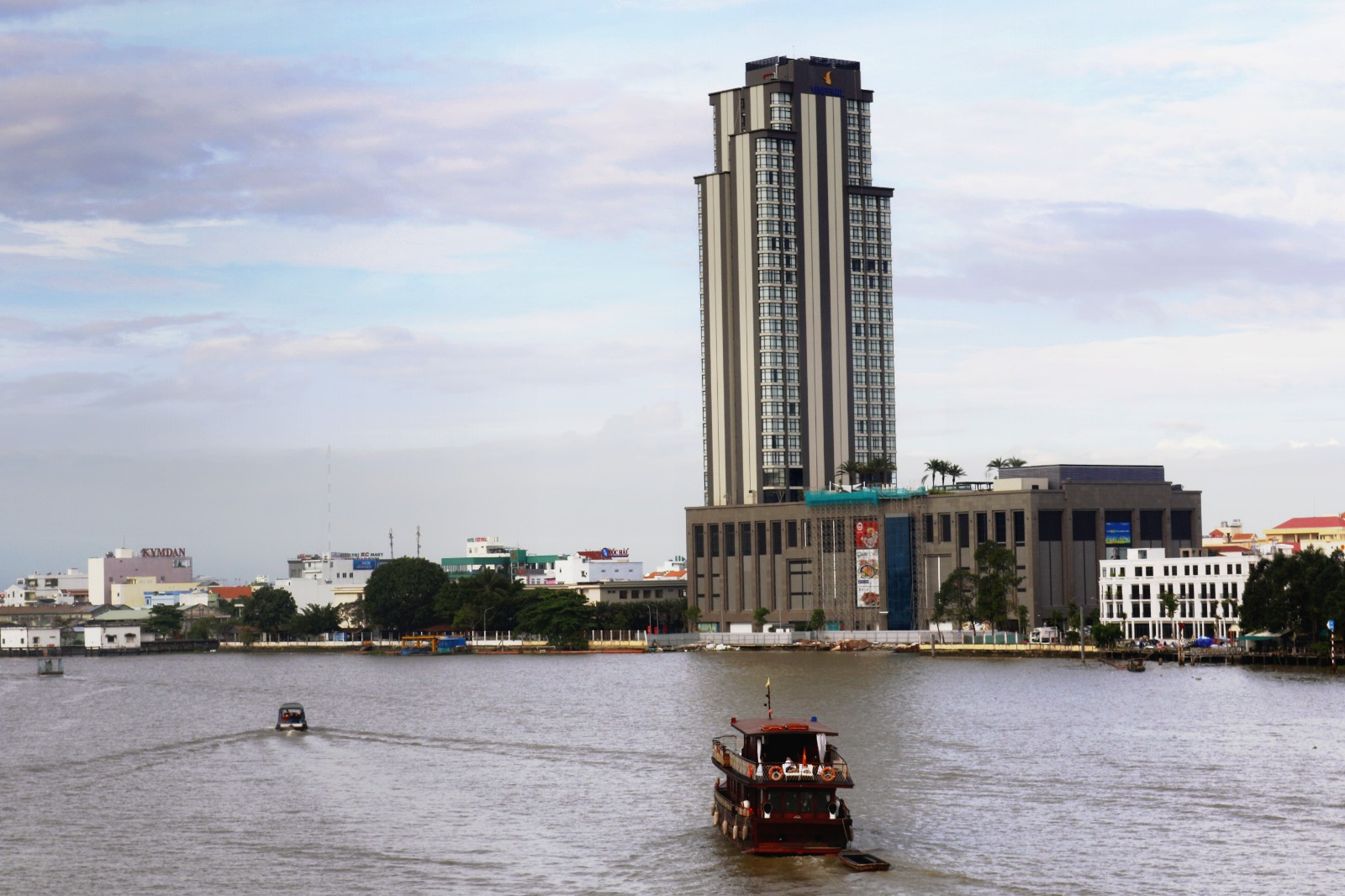
Vincom Xuân Khánh

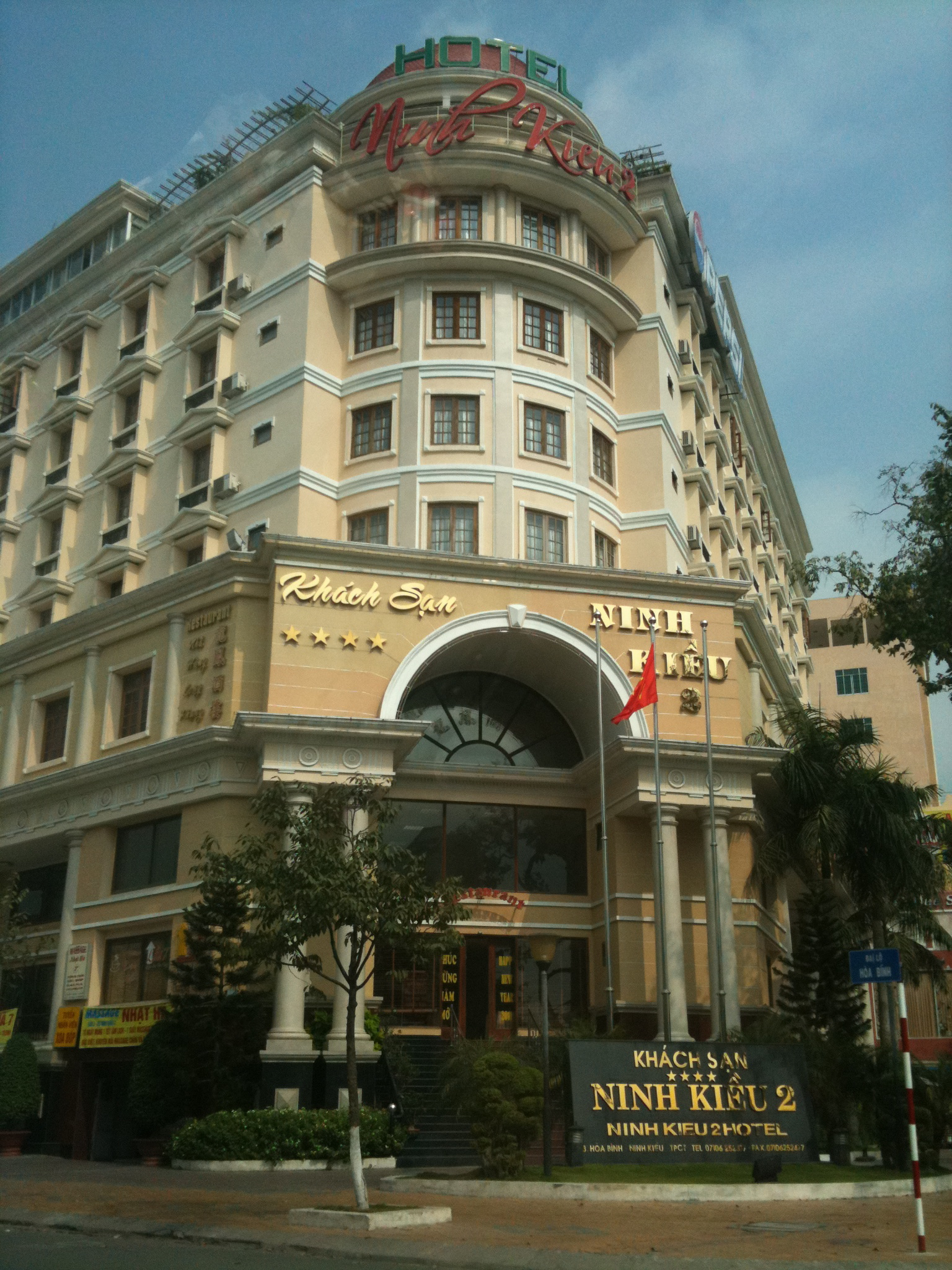
Khách sạn Ninh Kiều

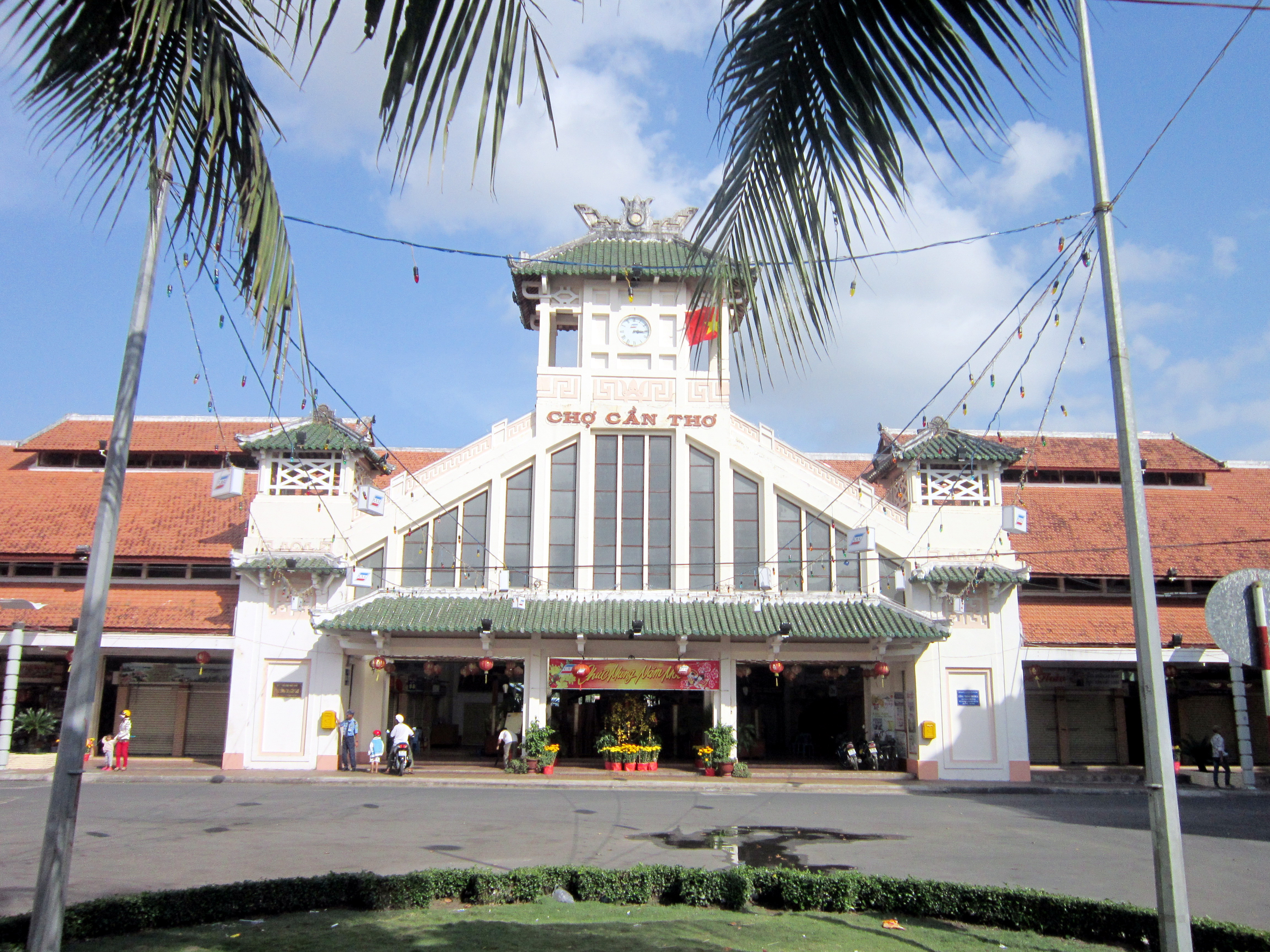
Chợ Cần Thơ

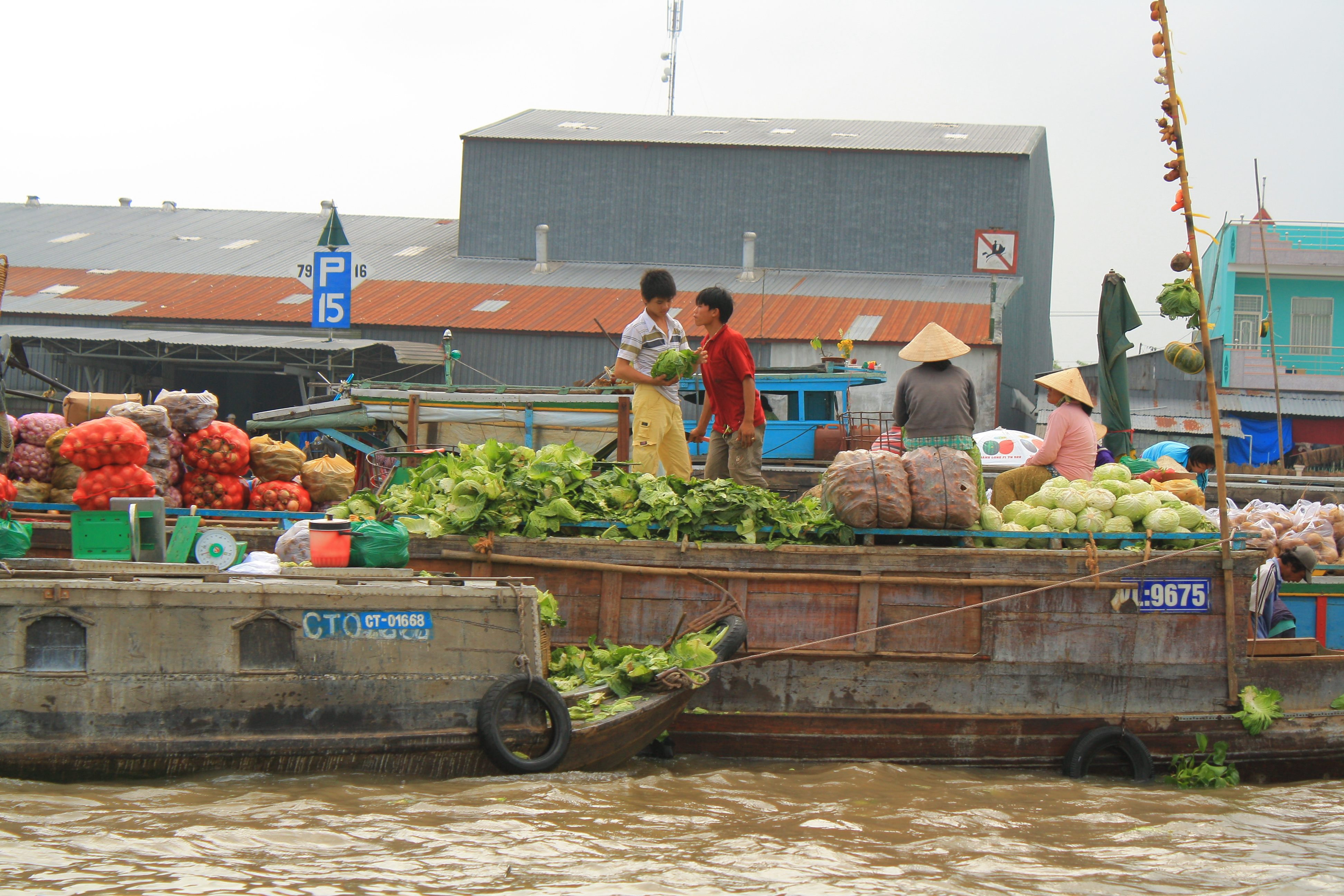
Chợ nổi Cái Răng

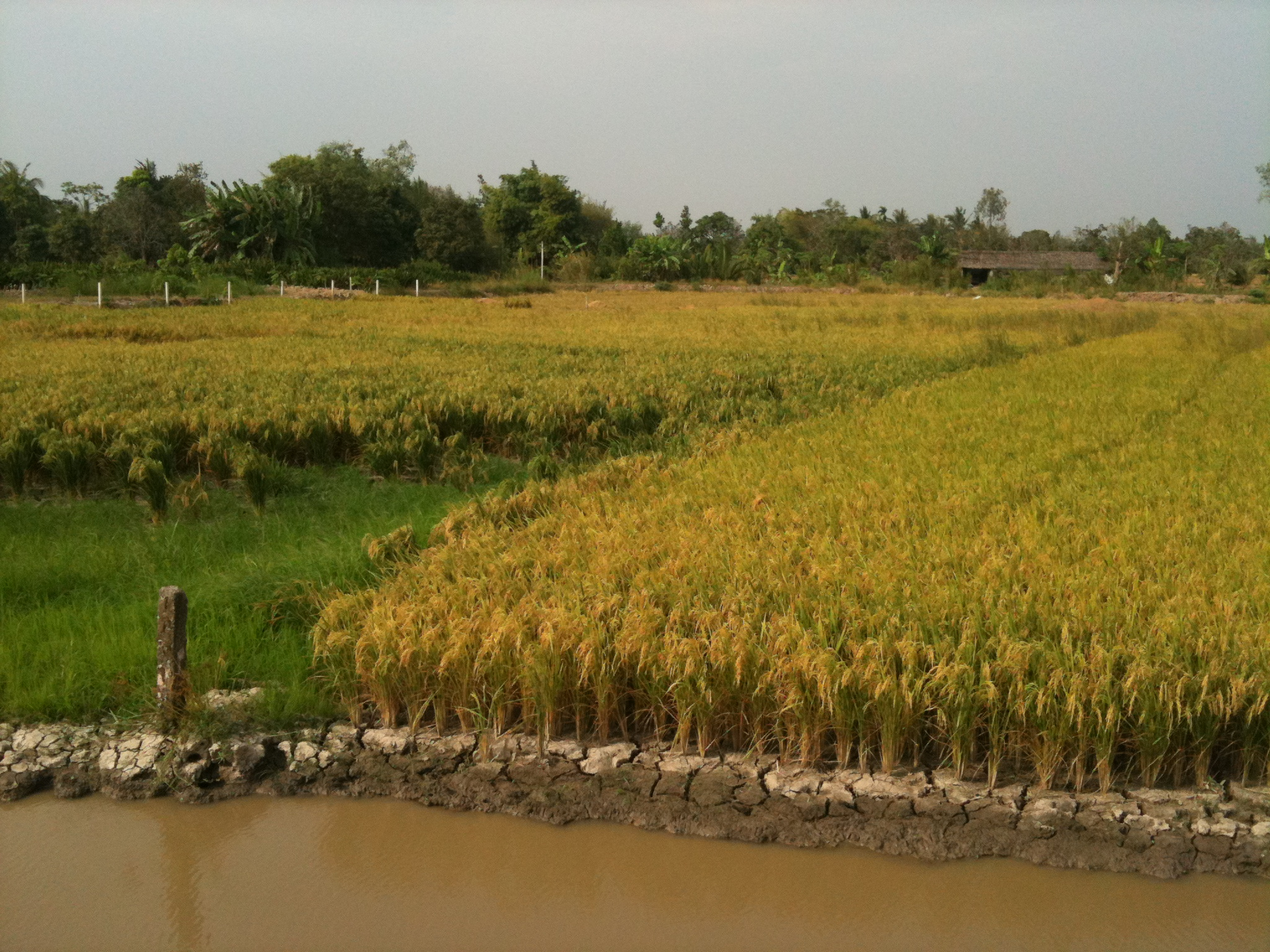
Cánh đồng trồng lúa

Có nhiều siêu thị và khu mua sắm, thương mại lớn như: Tổ hợp TTTM và khách sạn cao cấp 5 sao Vincom Xuân Khánh, Vincom Hùng Vương, Go, Metro, Sense City (Co.opmart Cần Thơ), Lotte Mart, WinMart (WinMart Cần Thơ), Best Caring, Siêu thị Điện máy Sài Gòn Chợ Lớn, Siêu thị điện máy Nguyễn Kim Cần Thơ, Khu mua sắm Đệ Nhất Phan Khang, Khu Thương mại Tây Đô, Trung tâm thương mại Cái Khế. Cùng với đó là các cửa hàng thương hiệu nổi tiếng như Grab, Loteria, Jollibee, Highlands Coffee, The Coffee House, Phúc Long đã có mặt trên địa bàn thành phố. Các ngành dịch vụ tại Cần Thơ rất nhiều loại hình dịch vụ đã và đang dần phát triển mạnh như Ngân hàng, Y tế, Giáo dục, Văn hóa xã hội...
Trong năm 2020 một số ngành tăng trưởng khá, lĩnh vực thiết yếu được xem là những điểm sáng của ngành Công Thương thành phố trước bối cảnh dịch COVID-19 bùng phát và kéo dài; nhu cầu tiêu thụ hàng hóa toàn cầu giảm mạnh, kéo theo thị trường xuất nhập khẩu bị thu hẹp. Theo Sở Công Thương thành phố, một số sản phẩm đạt mức tăng trưởng khá so với cùng kỳ như phi lê đông lạnh tăng 8,6%; xi măng tăng 33,83%; sản phẩm đinh tăng 43,57%; điện sản xuất tăng 3%; nước máy thương phẩm tăng 4,33%. Các sản phẩm tăng là do doanh nghiệp ký kết được đơn hàng mới và tập trung đẩy mạnh sản xuất những tháng cuối năm; đồng thời, các giải pháp tháo gỡ khó khăn phát huy tác dụng tích cực, kích cầu tiêu thụ nội địa, tăng sức mua của người tiêu dùng. Ở lĩnh vực thương mại, tổng mức bán lẻ hàng hóa và doanh thu dịch vụ năm 2020 của thành phố đạt trên 139.077 tỉ đồng. Mức bán lẻ này chỉ đạt 92,69% kế hoạch năm song lại tăng 3,53% so với cùng kỳ. Hoạt động xuất khẩu của thành phố cũng trải qua một năm nhiều khó khăn khi giảm 13,16% so với cùng kỳ với kim ngạch xuất khẩu cả năm đạt hơn 1,93 tỉ USD. Song nhìn chung, các doanh nghiệp đã nỗ lực kết nối với các đối tác truyền thống để duy trì thị trường, tìm cơ hội trong khó khăn và duy trì việc làm cho người lao động.
Theo Sở Công Thương thành phố Cần Thơ, tổng mức bán lẻ hàng hóa và doanh thu dịch vụ trong 5 năm, từ 2011 - 2015 của thành phố trên 316.300 tỷ đồng; riêng năm 2015 đạt 80.900 tỷ đồng, đứng thứ ba của cả nước chỉ sau Thành phố Hồ Chí Minh và Hà Nội, góp phần đưa tỷ lệ của khu vực III (thương mại, dịch vụ) đạt 57,8% trong cơ cấu kinh tế của thành phố. Mức tăng trưởng trong lĩnh vực này bình quân trong 5 năm qua là 15,4%.
Với vị trí thuận lợi là trung tâm của vùng Đồng bằng Sông Cửu Long, ngành Dịch vụ phát triển nhanh theo hướng đa dạng hoá loại hình, tạo nên điểm nhấn khá ấn tượng làm sôi động kinh tế thành phố. Trong 7 tháng đầu năm 2009, tổng giá trị kim ngạch xuất khẩu và doanh thu dịch vụ thu ngoại tệ trên địa bàn thành phố ước thực hiện 447,4 triệu USD, đạt 48,2% so kế hoạch năm và tăng 4,3% so cùng kỳ. Trong đó, xuất khẩu hàng hoá hơn 431,9 triệu USD, đạt 48% so kế hoạch và tăng 1,5% so cùng kỳ, dịch vụ thu ngoại tệ 15,5 triệu USD, đạt 53,45% so kế hoạch và giảm 4% so cùng kỳ. Trong 9 tháng đầu năm 2009, các doanh nghiệp xuất khẩu gần 437.000 tấn gạo, đạt 82,4% so kế hoạch năm và tăng 20,2% so cùng kỳ, nhưng giá trị chỉ đạt gần 187 triệu USD, giảm 8% về giá trị. Trong đó, xuất trực tiếp 239.000 tấn (giá trị 102 triệu USD), xuất ủy thác 198.000 tấn (85 triệu USD) và cung ứng cho xuất khẩu trên 110.000 tấn quy gạo.
Tổng giá trị xuất khẩu hàng hoá và dịch vụ thu ngoại tệ năm 2019 ước 2.162,9 triệu USD, đạt 98,31%, tăng 4,49%; trong đó: xuất khẩu hàng hóa 1.712,7 triệu USD, đạt 97,87%, tăng 3,8%; dịch vụ thu ngoại tệ 450,2 triệu USD, vượt 0,04%, tăng 7,19%. Kim ngạch nhập khẩu ước 480,3 triệu USD, vượt 0,06%, tăng 11,37%. Du lịch đón trên 8,86 triệu lượt khách, doanh thu 4.435,3 tỷ đồng, tăng 17,2%. Sản xuất công nghiệp ước tăng 7,85% so với năm 2018. Tổng mức bán lẻ hàng hóa, doanh thu dịch vụ thực hiện 134.303,34 tỷ đồng, vượt 1,08% Kế hoạch, tăng 11,43% so năm 2018.

### Tài chính - Ngân hàng
Thành phố Cần Thơ hiện nay là một trung tâm tài chính đứng đầu khu vực ĐBSCL. Thành phố hiện có 46 Tổ trức tín dụng và 7 Quỹ tín dụng nhân dân đang hoạt động, bao gồm đủ loại hình: ngân hàng thương mại nhà nước, ngân hàng thương mại cổ phần, ngân hàng nước ngoài, ngân hàng liên doanh; công ty tài chính, công ty cho thuê tài chính, với tổng đầu mối quản lý là 60 đầu mối, 257 địa điểm có giao dịch ngân hàng hoạt động (không kể hoạt động ngân hàng chính sách). Với mạng lưới này thì hầu hết các huyện vùng xa của Cần Thơ, các huyện mới tái lập, thành lập, huyện ít nhất cũng có 7 TCTD hoạt động trên địa bàn. Điều này đã tạo điều kiện thuận lợi cho người dân tiếp cận tín dụng, dịch vụ ngân hàng. Hiện tại, TP Cần Thơ là một trong những địa phương có dư nợ cho vay lớn nhất khu vực ĐBSCL. Ngay cả khi bị tác động của dịch COVID-19, tín dụng vẫn tăng trưởng, dư nợ cho vay của các TCTD đến hết tháng 4-2020 đạt trên 92.627 tỉ đồng; huy động trên 82.000 tỉ đồng

### Năng lực cạnh tranh
Năm 2020. TP Cần Thơ nằm trong nhóm điều hành tốt với tổng điểm 68,38, đứng vị trí thứ 11/63 tỉnh thành của cả nước (giữ vững thứ hạng và tăng 3,4 điểm so với năm 2018), đứng thứ 4 so với 5 TP trực thuộc Trung ương và xếp vị trí thứ 5 tại ĐBSCL. Năng lực cạnh tranh của thành phố không ngừng được cải thiện qua từng thời kì.

## Xã hội
Về mặt truyền thông và thông tin đại chúng, Cần Thơ có các đài phát thanh truyền hình như Đài Tiếng nói Việt Nam cơ quan thường trú KV ĐBSCL, Đài Phát thanh và Truyền hình thành phố Cần Thơ, Trung tâm Truyền hình Việt Nam khu vực Đồng bằng sông Cửu Long (VTV Cần Thơ), và cơ quan thường trú VOV. Ngoài ra hệ thống truyền hình cáp cũng khá đông đảo như Truyền hình cáp Saigontourist, Truyền hình cáp Thành phố Hồ Chí Minh, Truyền hình vệ tinh DTH (direct-to-home), Truyền hình vệ tinh K+, Truyền hình vệ tinh VTC, và các đài truyền thanh ở các quận, huyện cùng với đó là các cơ quan báo chí như Báo Nhân Dân, Báo Cần Thơ, Canthogov cùng với các trang báo chí ở khắp các quận, huyện.
Cần Thơ có Sân vận động Cần Thơ với sức chứa 50.000 người đồng thời cũng là sân vận động có sức chứa lớn nhất Việt Nam ở thời điểm hiện tại. Ngoài các trận đấu của Câu lạc bộ Bóng đá Cần Thơ ở giải đấu cao thứ hai trong hệ thống các giải đấu chuyên nghiệp ở Việt Nam thì SVĐ còn tổ chức đua xe môtô. Và đây là môn thể thao được người dân Cần Thơ và các tỉnh lân cận ưa thích. Một năm thường tổ chức 3 lần đua là vào ngày mùng 4 Tết, ngày 30-4 và ngày 2-9. Hiện nay, đội bóng đá Cần Thơ đang đá ở Giải Hạng nhất Quốc gia (V.league 2). Ngoài ra còn có Nhà thi đấu đa Năng (đầu tư bởi Quân đội), Khu thi đấu tennis bãi cát quy mô 8 sân, Nhà thi đấu bơi lội và Sân bóng Quân khu 9.
Tính đến năm 2022, thành phố Cần Thơ có 1.252.348 dân, trong đó dân số thành thị chiếm 70,5%. Quận Ninh Kiều là đơn vị hành chính có lượng dân cư tập trung đông nhất, với 292.368 người, chiếm 23,3% lượng dân cư toàn thành phố.

### Giáo dục

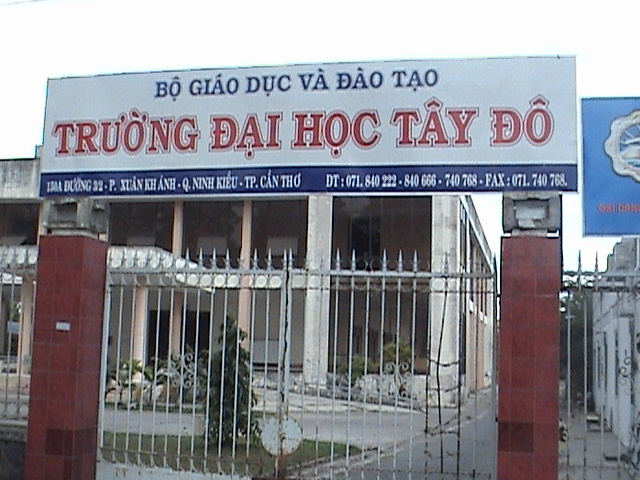
Cổng trường Đại học Tây Đô

Tính đến ngày 30 tháng 9 năm 2008, thành phố Cần Thơ có 255 trường học ở các cấp phổ thông, đứng đầu ở khu vực Đồng bằng Sông Cửu Long. Tại các bậc đại học và cao đẳng, thành phố có nhiều trường đại học hàng đầu khu vực Đồng bằng Sông Cửu Long. Ngoài ra, còn có Viện lúa Đồng bằng sông Cửu Long là một viện nghiên cứu và đào tạo trực thuộc Viện Khoa học Nông nghiệp Việt Nam.

#### Danh sách các trường Đại học, Cao đẳng, Trung cấp trên địa bàn thành phố Cần Thơ
| Danh sách các trường Đại học, Học viện, Phân hiệu, Trường học | Danh sách các trường Đại học, Học viện, Phân hiệu, Trường học | Danh sách các trường Đại học, Học viện, Phân hiệu, Trường học     | Danh sách các trường Đại học, Học viện, Phân hiệu, Trường học | Danh sách các trường Đại học, Học viện, Phân hiệu, Trường học |
| STT                                                           | Tên                                                           | Địa chỉ trụ sở chính, trụ sở phân hiệu                            |                                                               |                                                               |
| ------------------------------------------------------------- | ------------------------------------------------------------- | ----------------------------------------------------------------- | ------------------------------------------------------------- | ------------------------------------------------------------- |
| 1                                                             | Đại học Cần Thơ                                               | Khu 2, đường 3 tháng 2, Phường Tân An                             |                                                               |                                                               |
| 2                                                             | Trường Đại học Y Dược Cần Thơ                                 | Số 179, đường Nguyễn Văn Cừ, Phường Tân An                        |                                                               |                                                               |
| 3                                                             | Trường Đại học Nam Cần Thơ                                    | 168, đường Nguyễn Văn Cừ nối dài, Phường An Bình                  |                                                               |                                                               |
| 4                                                             | Trường Đại học Tây Đô                                         | Số 68, Trần Chiên, phường Cái Răng                                |                                                               |                                                               |
| 5                                                             | Trường Đại học Võ Trường Toản                                 | Quốc lộ 1, xã Thạnh Xuân                                          |                                                               |                                                               |
| 6                                                             | Trường Đại học Kỹ thuật - Công nghệ Cần Thơ                   | Số 256, đường Nguyễn Văn Cừ, Phường Cái Khế                       |                                                               |                                                               |
| 7                                                             | Trường Đại học Kiến trúc Thành phố Hồ Chí Minh tại Cần Thơ    | Khu đô thị và đại học ĐBSCL, Phường Cái Răng                      |                                                               |                                                               |
| 8                                                             | Trường Đại học FPT tại Cần Thơ                                | Cầu Rau Răm, đường Nguyễn Văn Cừ nối dài, Phường An Bình          |                                                               |                                                               |
| 9                                                             | Trường Đại học Greenwich Cần Thơ                              | số 160, đường 30 tháng 4, Phường An Bình                          |                                                               |                                                               |
| 10                                                            | Trường Đại học Cảnh sát nhân dân III                          | 71, đường CMT8, Phường Bình Thủy                                  |                                                               |                                                               |
| 11                                                            | Học viện chính trị Quốc gia khu vực IV                        | Số 6, đường Nguyễn Văn Cừ nối dài, Phường An Bình, Quận Ninh Kiều |                                                               |                                                               |
| 12                                                            | Học viện Phật giáo Nam tông Khmer                             | chùa Pothi Somron, Ô Môn, Cần Thơ                                 |                                                               |                                                               |
| Danh sách các trường Cao đẳng                                 |                                                               |                                                                   |                                                               |                                                               |
| STT                                                           | Tên                                                           | Địa chỉ                                                           |                                                               |                                                               |
| 1                                                             | Cao đẳng Tây Đô                                               | Số 90, Quốc lộ 1, Phường Ba Láng Quận Cái Răng                    |                                                               |                                                               |
| 2                                                             | Cao đẳng Văn hóa Nghệ thuật Cần Thơ                           | Phường Long Tuyền, Quận Bình Thủy                                 |                                                               |                                                               |
| 3                                                             | Cao đẳng nghề CNTT Ispace                                     | 140, đường Xô Viết Nghệ Tĩnh, Phường Cái Khế                      |                                                               |                                                               |
| 4                                                             | Cao đẳng Việt Mỹ cơ sở Cần Thơ                                | 133, đường Trần Hưng Đạo, Phường Cái Răng                         |                                                               |                                                               |
| 5                                                             | Cao đẳng Nghề Cần Thơ                                         | 57, đường CMT8, Phường Bình Thủy                                  |                                                               |                                                               |
| 6                                                             | Cao đẳng Du lịch Cần Thơ                                      | Số 47, đường số 1, KV 3 sông Hậu, cầu Cồn Khương, Quận Ninh Kiều  |                                                               |                                                               |
| 7                                                             | Cao đẳng Đại Việt                                             | 390, đường CMT8, Phường Bùi Hữu Nghĩa, Quận Bình Thủy             |                                                               |                                                               |
| 8                                                             | Cao đẳng Kinh tế Đối ngoại (cơ sở Cần Thơ)                    | Phường Thới An Đông                                               |                                                               |                                                               |
| 9                                                             | Cao đẳng Y dược Pasteur (cơ sở Cần Thơ)                       | Số 21, đường CMT8, Phường Bình Thủy                               |                                                               |                                                               |
| 10                                                            | Cao đẳng Kinh tế - Kỹ thuật Cần Thơ                           | Số 9, đường CMT8, Phường Cái Khế                                  |                                                               |                                                               |
| 11                                                            | Cao đẳng Cơ điện và Nông nghiệp Nam Bộ                        | Số 184, tỉnh lộ 923 (Lộ Vòng Cùng), Phường Phước Thới             |                                                               |                                                               |
| 12                                                            | Cao đẳng FPT Polytechnic Cần Thơ                              | Số 288, đường Nguyễn Văn Linh, Phường Tân An                      |                                                               |                                                               |
| 13                                                            | Cao đẳng Y tế Cần Thơ                                         | 340, đường Nguyễn Văn Cừ, Phường Cái Khế                          |                                                               |                                                               |
| 14                                                            | Cao đẳng Cần Thơ                                              | Số 413, đường 30 tháng 4, Phường Tân An                           |                                                               |                                                               |
| Danh sách các trường Trung cấp                                |                                                               |                                                                   |                                                               |                                                               |
| STT                                                           | Tên                                                           | Địa chỉ                                                           |                                                               |                                                               |
| 1                                                             | Trung Cấp Thể Dục Thể Thao                                    | Khu liên hợp TDTT, Lê Lợi, Phường Cái Khế                         |                                                               |                                                               |
| 2                                                             | Trung Cấp Du lịch                                             | 1A, đường Xô Viết Nghệ Tĩnh, Phường Tân An                        |                                                               |                                                               |
| 3                                                             | Trung cấp GTVT miền Nam                                       | 288, đường Nguyễn Văn Linh, Phường Tân An                         |                                                               |                                                               |
| 4                                                             | Trung cấp miền Tây                                            | Đường Nguyễn Văn Cừ, Phường Tân An                                |                                                               |                                                               |
| 5                                                             | Trung cấp Công An Nhân Dân                                    | 71, CMT8, Phường Bình Thủy                                        |                                                               |                                                               |
| 6                                                             | Trung cấp Bách Nghệ Cần Thơ                                   | Số 4, đường Trần Hưng Đạo, Phường An Phú, Quận Ninh Kiều          |                                                               |                                                               |
| 7                                                             | Trung cấp Phạm Ngọc Thạch                                     | 598, đường 30 tháng 4, Phường Tân An                              |                                                               |                                                               |
| 8                                                             | Trung cấp Kinh tế - Kỹ thuật TPCT (khu vực C)                 | 105, đường Trần Quang Diệu, Phường Bình Thủy                      |                                                               |                                                               |
| 9                                                             | Trung cấp Y Dược                                              | 366, đường CMT8, Phường Bùi Hữu Nghĩa, Quận Bình Thủy             |                                                               |                                                               |
| 10                                                            | Trung cấp quốc tế Mekong                                      | 529, đường Trần Quang Diệu, Phường Bình Thủy                      |                                                               |                                                               |
| 11                                                            | Trung cấp Hồng Hà                                             | 557/9, đường Trần Quang Diệu, Phường Bình Thủy                    |                                                               |                                                               |
| 12                                                            | Trung cấp Phật học TP.Cần Thơ                                 | 78/3, QL.1, Quận Cái Răng                                         |                                                               |                                                               |

Riêng thành phố Cần Thơ hiện có 9 trường đại học, 16 trường cao đẳng, 1 học viện, 2 phân hiệu và 12 trường trung cấp chuyên nghiệp với tổng số hơn 76.677 sinh viên đại học, cao đẳng và trung cấp chính quy, chiếm gần 50% số sinh viên của cả vùng. Thành phố Cần Thơ có 4.260 người có trình độ sau đại học, trong đó có 234 người có trình độ tiến sĩ. Trường Đại học Cần Thơ và trường Đại học Y Dược Cần Thơ là 2 trường có chất lượng đào tạo cao, giữ được uy tín hàng đầu trong khu vực và cả nước.
Năm học 2019 - 2020, tỷ lệ học sinh xét tuyển lớp 1 đạt 100%, lớp 6 đạt 99,16%; thí sinh trúng tuyển vào lớp 10 các trường công lập tỷ lệ 90,73%. Mạng lưới y tế cơ sở từng bước nâng cao chất lượng, hiện có 82/82 trạm y tế đạt Bộ Tiêu chí quốc gia về y tế xã; tỷ lệ bác sĩ/vạn dân 14,96 bác sĩ. Văn hóa - văn nghệ, thể dục - thể thao được quan tâm đầu tư.

### Y tế
Trong năm 2008, thành phố Cần Thơ có 83 cơ sở khám chữa bệnh trực thuộc Sở Y tế. Trong đó có 12 bệnh viện, 8 phòng khám đa khoa khu vực và 60 trạm y tế phường xã, tổng số giường bệnh là 1.600 giường, trong đó các bệnh viện có 1.300 giường, phòng khám đa khoa khu vực có 85 giường, trạm y tế có 215 giường. Năm 2009, Cần Thơ đã có khoảng 58/76 trạm y tế đạt chuẩn quốc gia về y tế xã, 97% trạm y tế có bác sĩ, 96% trạm có nữ hộ sinh hoặc y sĩ sản nhi, 97% ấp có cán bộ y tế, 91% có dược sĩ trung học...Năm 2020 toàn thành phố có 34 bệnh viện. Trong đó có 28 bệnh viện đa khoa, chuyên khoa và 7 tuyến bệnh viện tại các quận, huyện.

#### Danh sách các bệnh viện đa khoa, chuyên khoa trên địa bàn thành phố Cần Thơ
| 1  | Bệnh viện Đa khoa Trung ương Cần Thơ        | 315, đường Nguyễn Văn Linh, Phường Tân An |
| 2  | Bệnh viện Đa khoa Cần Thơ                   | số 4, đường Châu Văn Liêm, Phường Tân An |
| 3  | Bệnh viện Nhi Đồng Cần Thơ                  | 345, đường Nguyễn Văn Cừ nối dài, Phường An Bình |
| 4  | Bệnh viện Ung bướu Cần Thơ                  | cơ sở 1: Số 4, Đường Châu Văn Liêm, Phường An Lạc, Quận Ninh Kiều cơ sở 2: 20, đường Trần Bình Trọng, Phường An Phú, Quận Ninh Kiều cơ sở 3: Đường Nguyễn Văn Cừ nối dài, Phường An Bình, Quận Ninh Kiều (đang xây dựng) |
| 5  | Bệnh viện trường Đại học Y Dược Cần Thơ     | Số 179, đường Nguyễn Văn Cừ, Phường An Khánh, Quận Ninh Kiều |
| 6  | Bệnh viện Tim mạch                          | 204, đường Trần Hưng Đạo, Quận Ninh Kiều |
| 7  | Bệnh viện Đột quỵ và Tim mạch               | 397, đường Nguyễn Văn Cừ nối dài, Phường An Bình, Quận Ninh Kiều |
| 8  | Bệnh viện Chỉnh hình và Phục hồi chức năng  | 21, đường CMT8, Phường An Thới, Quận Bình Thủy |
| 9  | Bệnh viện Quân Y 121                        | Số 1, đường 30 tháng 4, Phường Tân An, Quận Ninh Kiều |
| 10 | Bệnh viện Da Liễu                           | 12/1, đường 3 tháng 2, Phường Hưng Lợi, Quận Ninh Kiều |
| 11 | Bệnh viện Mắt - Răng Hàm Mặt                | đường Trương Văn Diễn, Phường Phước Thới, Quận Ô Môn |
| 12 | Bệnh viện Y Học Cổ Truyền                   | 768, đường 30 tháng 4, Phường Hưng Lợi, Quận Ninh Kiều |
| 13 | Bệnh viện Tai - Mũi Họng Cần Thơ            | 153, đường Trần Hưng Đạo, Quận Ninh Kiều |
| 14 | Bệnh viện Lao và bệnh Phổi TP Cần Thơ       | QL91, Phường Phước Thới, Quận Ô Môn |
| 15 | Bệnh viện Phụ sản thành phố Cần Thơ         | 106, đường CMT8, Phường Cái Khế, Quận Ninh Kiều |
| 16 | Bệnh viện Quốc tế Vinmec                    | 150A, đường 3 tháng 2, Phường Xuân Khánh, Quận Ninh Kiều (đang xây dựng) |
| 17 | Bệnh viện Huyết học và Truyền máu Cần Thơ   | 317, đường Nguyễn Văn Linh, Phường An Khánh, Quận Ninh Kiều |
| 18 | Bệnh viện Quốc tế Phương Châu               | 300, đường Nguyễn Văn Cừ nối dài, Phường Xuân Khánh, Quận Ninh Kiều |
| 19 | Bệnh viện Hoàn Mỹ Cửu Long                  | Lô 20, đường Võ Nguyên Giáp, Phường Phú Thứ, Quận Cái Răng |
| 20 | Bệnh viện Mắt Sài Gòn - Cần Thơ             | 717, đường 3 tháng 2, Phường An Bình, Quận Ninh Kiều |
| 21 | Bệnh viện Tâm thần                          | KV Bình Hoà A, Phường Phước Thới, Quận Ô Môn |
| 22 | Bệnh viện Đại học Nam Cần Thơ               | 168 Đ. Song Hành, QL1A, Quận Cái Răng |
| 23 | Bệnh viện Đa khoa Minh Đức                  | 551, đường Trần Quang Diệu, Phường An Thới, Quận Bình Thủy |
| 24 | Bệnh viện Chấn thương Chỉnh hình Trung ương | Khu vực 6, Phường An Bình, Quận Ninh Kiều (đang xây dựng) |
| 25 | Bệnh viện Công An thành phố Cần Thơ         | Số 9, đường Trần Phú, Phường Cái Khế, Quận Ninh Kiều |
| 26 | Bệnh viện Quân Dân Y TP. Cần Thơ            | Thị trấn Cờ Đỏ, huyện Cờ Đỏ |
| 27 | Bệnh viện Đa khoa quận Bình Thủy            | đường Lê Hồng Phong, Phường Bình Thủy, Quận Bình Thủy |
| 28 | Bệnh viện Đa khoa quận Ô Môn                | 83, đường CMT8, Phường Châu Văn Liêm, Quận Ô Môn |
| 29 | Bệnh viện Đa khoa quận Cái Răng             | Đường Trần Chiên, Phường Lê Bình, Quận Cái Răng |
| 30 | Bệnh viện Đa khoa quận Thốt Nốt             | QL91, Khu vực Phụng Thạnh, Quận Thốt Nốt |
| 31 | Bệnh viện Đa khoa huyện Thới Lai            | Ấp Thới Phong A, TT Thới Lai, huyện Thới Lai |
| 32 | Bệnh viện Đa khoa huyện Phong Điền          | Ấp Nhơn Lộc 2, TT Phong Điền, huyện Cần Thơ |
| 33 | Bệnh viện Đa khoa huyện Vĩnh Thạnh          | QL80, Thị trấn Vĩnh Thạnh, huyện Vĩnh Thạnh |

### Tôn giáo
Tính đến ngày 1 tháng 4 năm 2019, toàn thành phố có 13 tôn giáo khác nhau đạt 601.330 người, nhiều nhất là Phật giáo Hòa Hảo có 245.390 người, tiếp theo là Phật giáo đạt 193.636 người, Công giáo có 119.942 người, đạo Cao Đài có 33.821 người, đạo Tin lành có 6.055 người, đạo Tứ Ân Hiếu Nghĩa có 1.440. Còn lại các tôn giáo khác như Tịnh độ cư sĩ Phật hội Việt Nam có 709 người, Hồi giáo có 138 người, Bửu Sơn Kỳ Hương có 123 người, Baha'i giáo có 59 người, 11 người theo Minh Sư Đạo, 5 người theo Minh Lý Đạo, 1 người theo Bà La Môn.

## Văn hóa

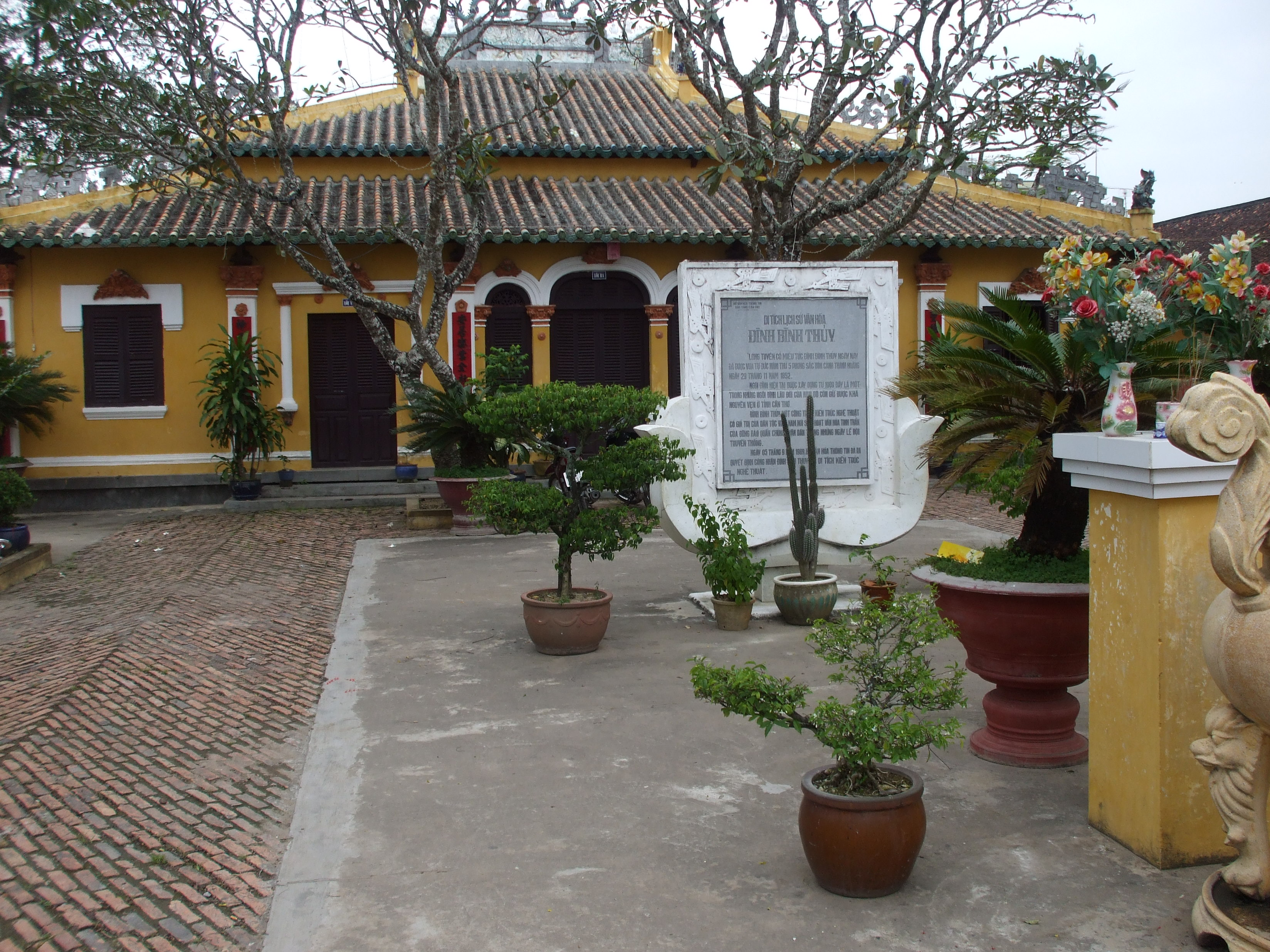
Đình Bình Thủy

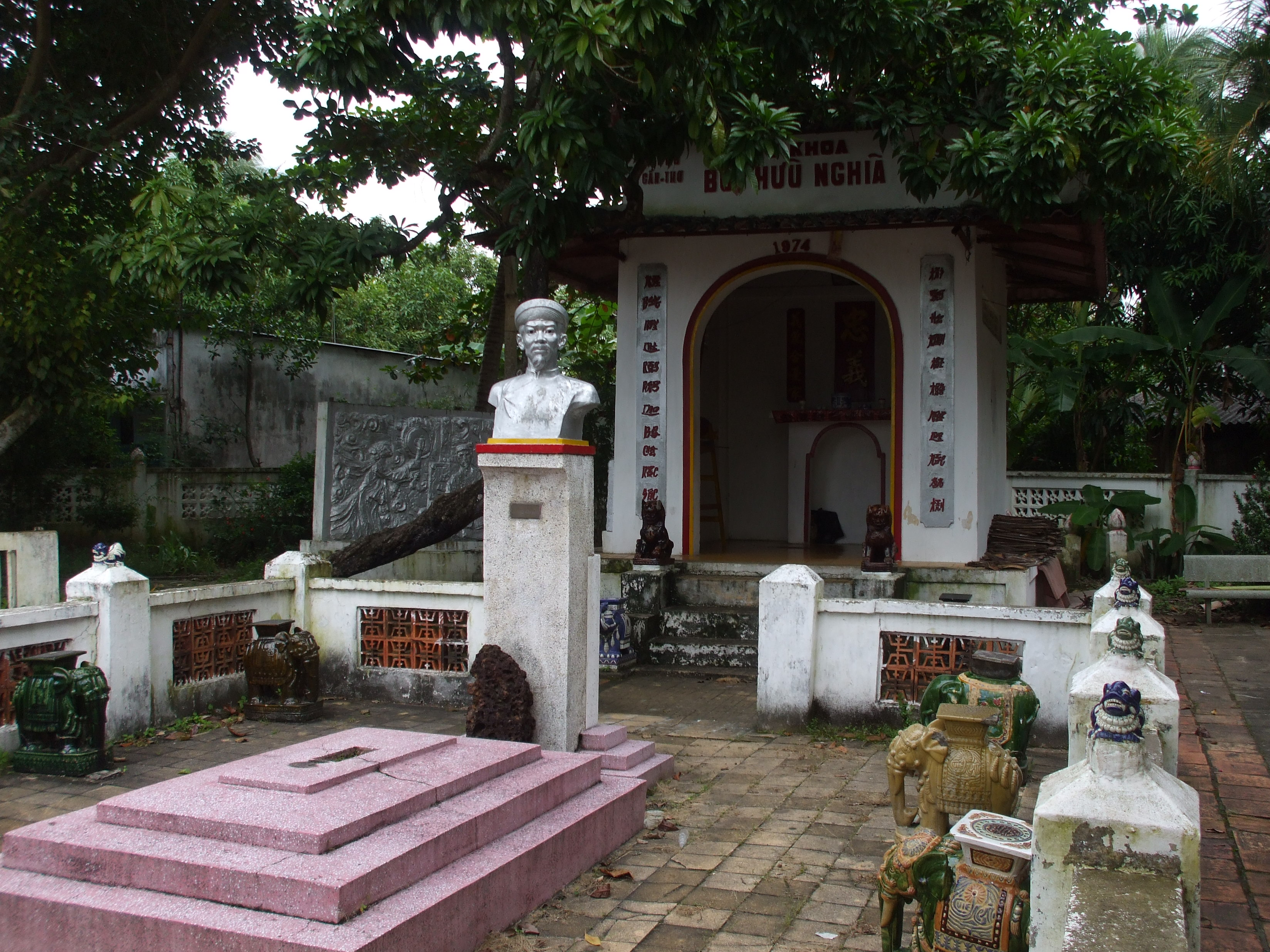
Mộ Thủ khoa Bùi Hữu Nghĩa

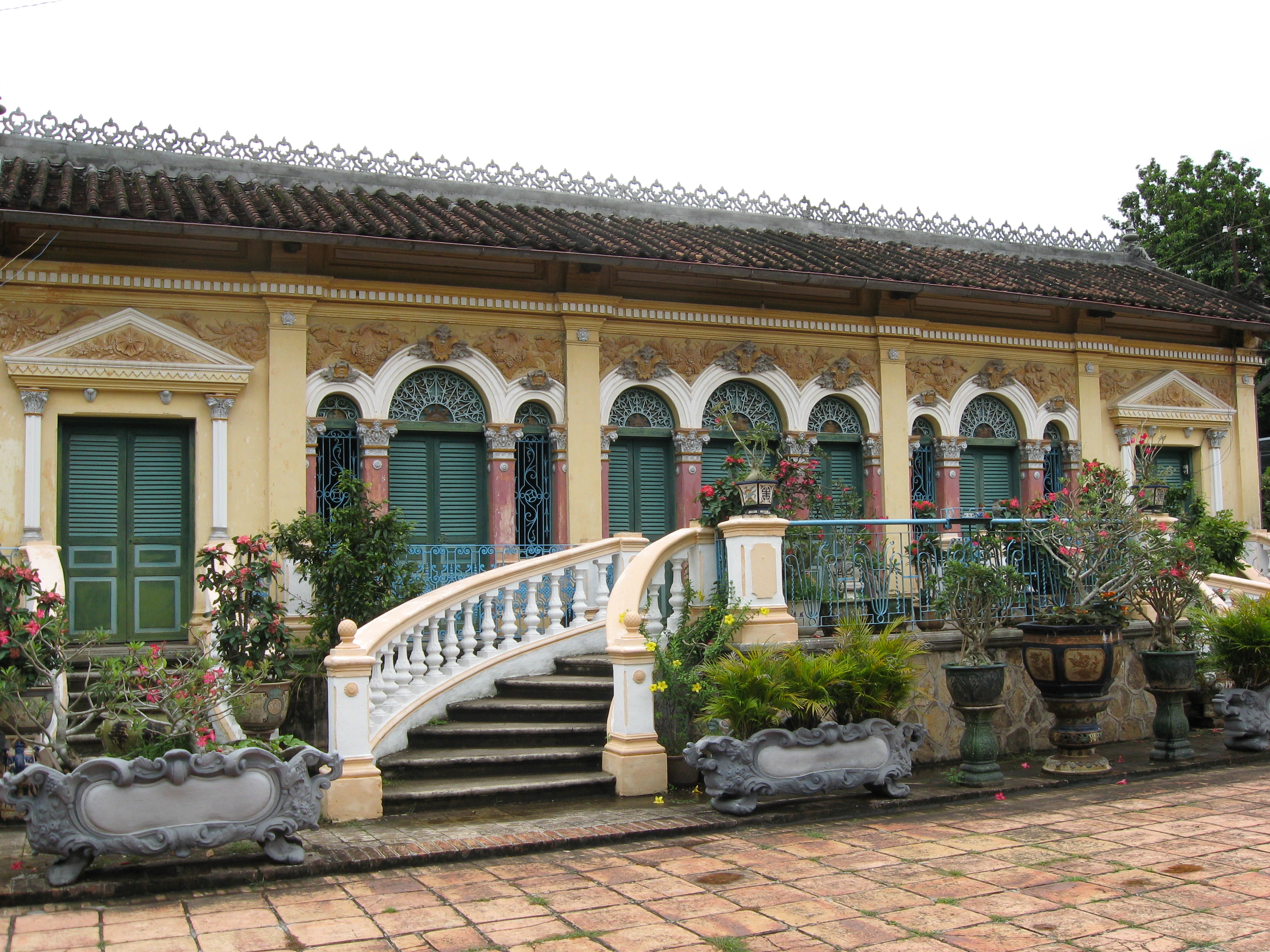
Nhà thờ họ Dương ở Bình Thủy

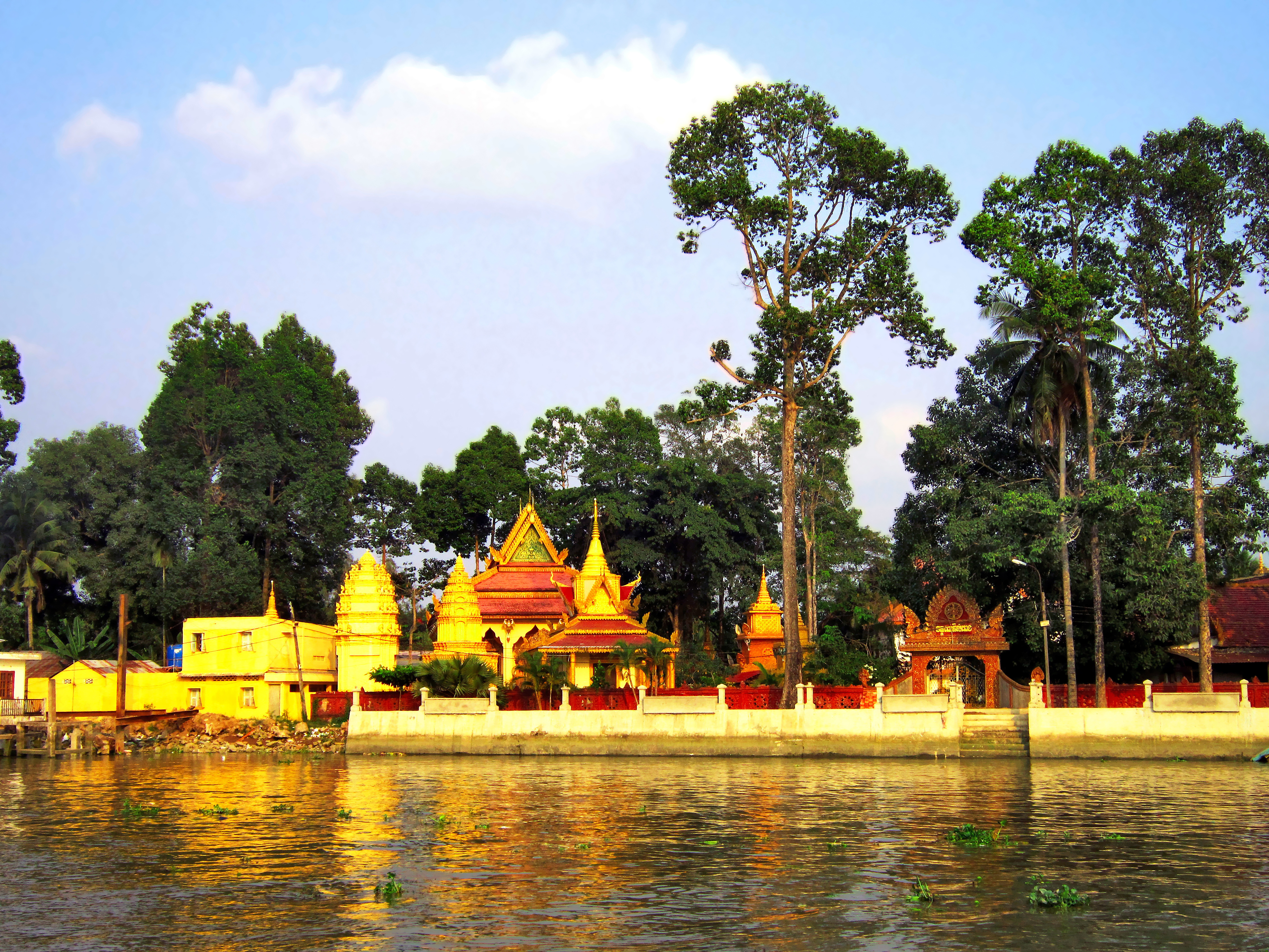
Chùa Khmer Pôthi Somrôn ở Ô Môn

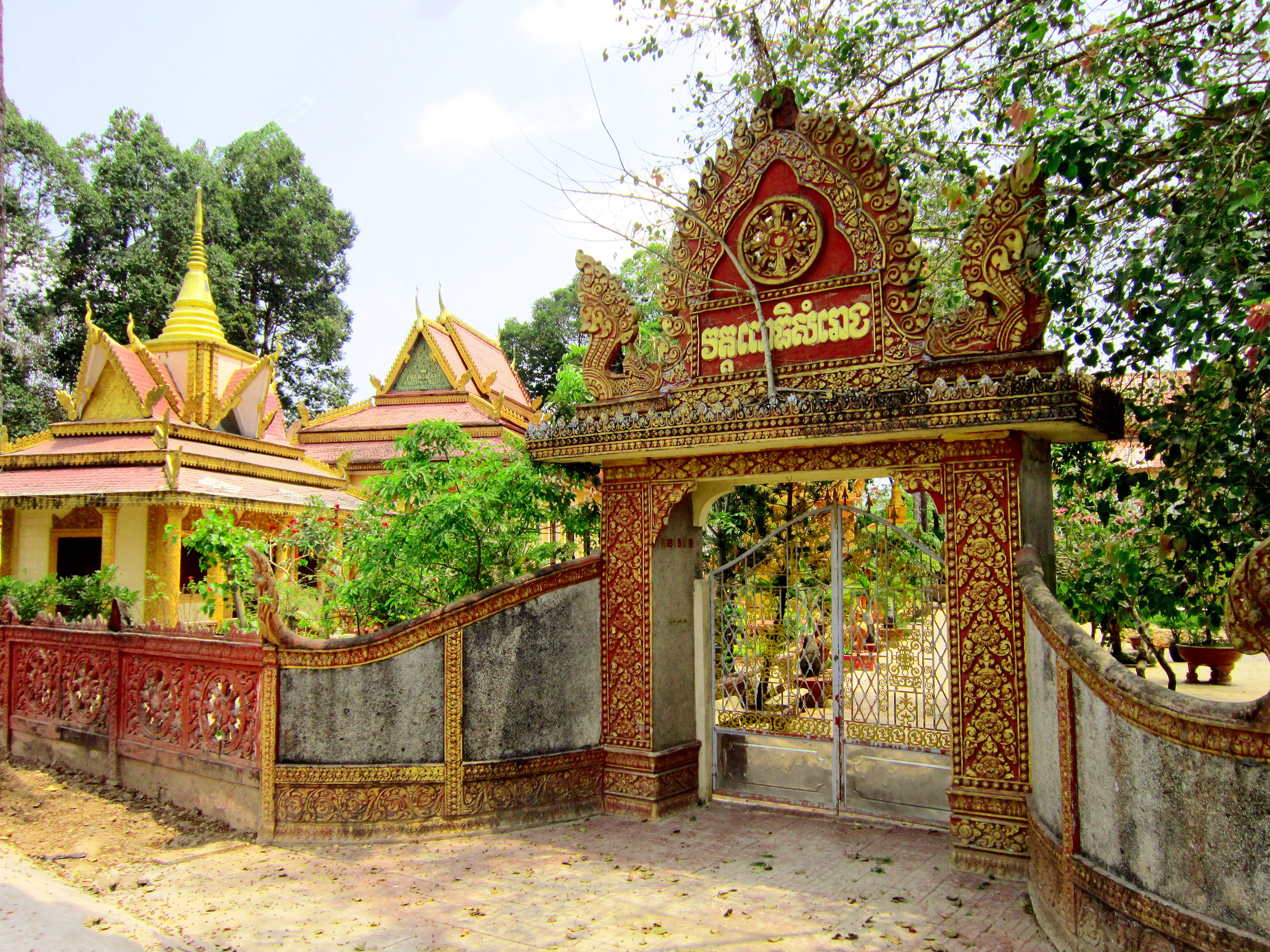
Cổng chùa Pôthi Somrôn

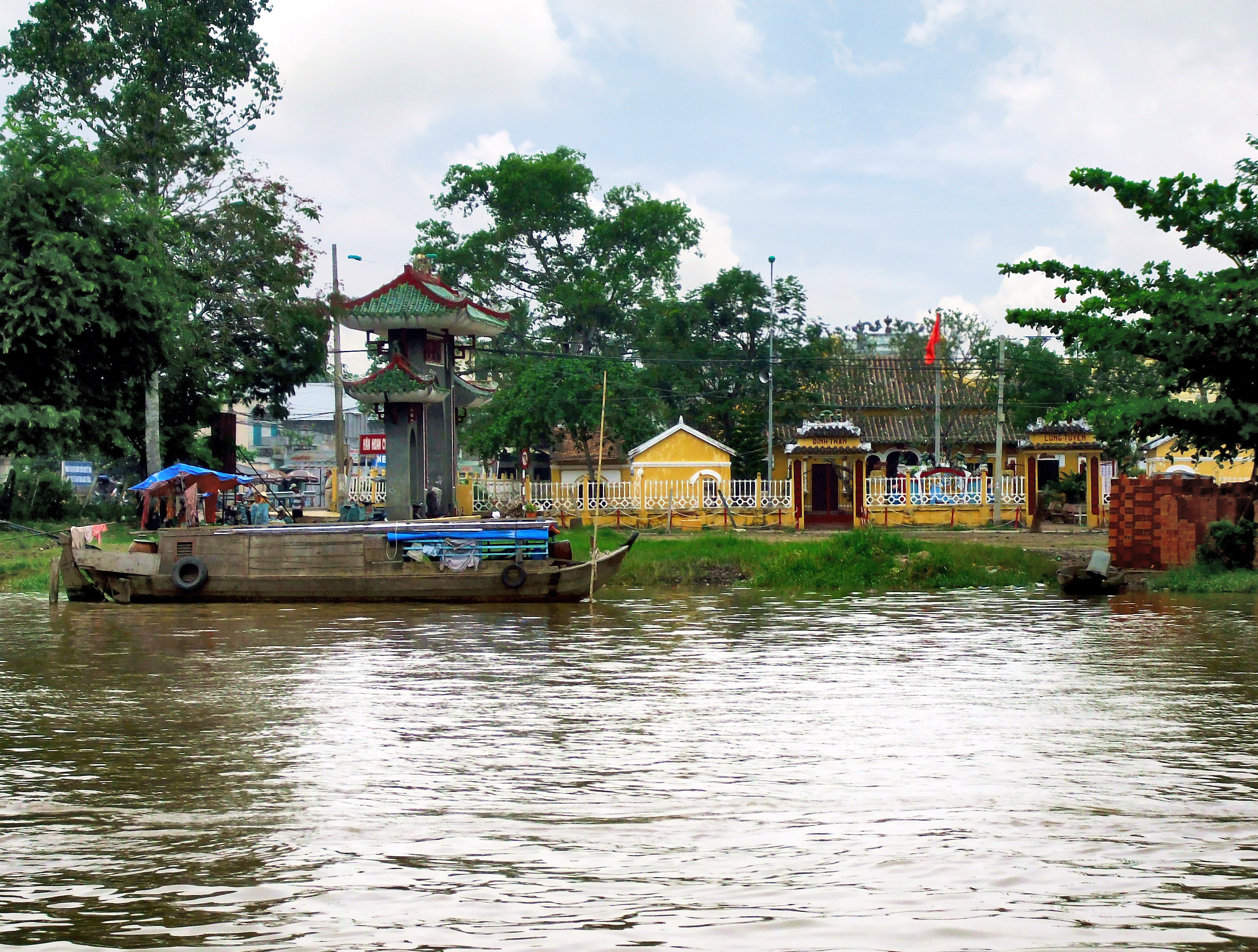
Long Tuyền Cổ Miếu

Thành phố Cần Thơ là địa bàn cư trú của nhiều dân tộc khác nhau. Người Khmer ở Cần Thơ không nhiều, chủ yếu tập trung chung quanh chùa hoặc sống rải rác xen kẽ với người Việt ở các quận Ninh Kiều, Ô Môn, Thốt Nốt. Người Hoa ở Cần Thơ chiếm 1,45% dân số thành phố  với khoảng 15.000 người sống tập trung ở các quận Ninh Kiều, quận Cái Răng, quận Ô Môn và huyện Phong Điền, người Quảng Đông làm nghề mua bán, người Khách Gia làm nghề thuốc Bắc và người Hải Nam làm nghề may mặc....
Mặc dù Cần Thơ được khám phá khá muộn. Tuy nhiên, văn hoá Cần Thơ vừa mang những nét chung của khu vực Đồng bằng sông Cửu Long, đồng thời cũng mang nét đẹp văn hóa của vùng đất Tây Đô. Đặc trưng văn hoá Tây Đô được thể hiện qua nhiều phương diện ẩm thực, lối sống, tín ngưỡng, văn nghệ... Hò Cần Thơ là một trong những làn điệu dân ca độc đáo với các loại là hò huê tình, hò cấy và hò mái dài, xuất phát từ những cầu hò của khách thương hồ lúc rảnh rỗi cắm sào để tìm bạn hò và đợi con nước để rời sang bến khác.
Từ trước đến nay chưa hề có một văn bản chính thức nào gọi Cần Thơ là Tây Đô cả. Tuy nhiên, vì vị trí địa lí chiến lược của nó, cả quân sự lẫn kinh tế—rất thuận lợi về giao thông—nên mọi lãnh vực trong toàn khu vực châu thổ Sông Cửu Long như thương mại, công kỹ nghệ, và quân sự đều tập trung tại đây. Cần Thơ xứng đáng được gọi là thủ đô của Miền Tây hay Tây Đô.
Có lẽ cái biệt danh Tây Đô này có từ năm 1919. Trong một loạt bài du ký đăng trong tạp chí Nam Phong. Tác giả Phạm Quỳnh, một ký giả Miền Bắc, kể lại cảm xúc của ông khi lần đầu tiên viếng thăm Nam Kỳ:
"Cần Thơ có cái vẻ mỹ miều xinh xắn, sạch sẽ phòng quáng, thật xứng tên làm tỉnh đầu miền tây (La capitale de L'Ouest - Tây Đô). Đường phố thênh thang, nhà cửa san sát, các nhà buôn Tây cũng nhiều hơn, có chỗ coi xinh đẹp hơn ở Sài Gòn."
Hơn thế nữa, từ hồi mới thành lập, qua biết bao nhiêu chế độ đổi thay, hoàn cảnh địa lý, lịch sử, kinh tế, văn hóa, chính trị, văn hóa, xã hội của Cần Thơ vẫn cứ tiếp tục tồn tại và phát triển không ngừng. Chính điều này là nền tảng khiến nhiều người, ở nhiều nơi, không ai bảo ai, cứ tiếp tục gọi Cần Thơ là Tây Đô.
Cần Thơ cũng là quê hương của nhiều người nổi tiếng như Châu Văn Liêm, Út Trà Ôn,... Về mặt tín ngưỡng, văn hoá, việc thờ cúng, sinh hoạt lễ hội của các ngôi đình ở Cần Thơ không khác mấy so với các ngôi đình ở Nam Bộ.
Cần Thơ từ xưa từng được biết đến qua câu ca dao:
| “                 | Cần Thơ gạo trắng nước trong Ai đi đến đó lòng không muốn về | ” |
| — Ca dao Việt Nam |                                                              |   |

Dưới góc nhìn của người nghiên cứu văn hóa, nhạc sĩ Lư Nhất Vũ - người đã có công đầu trong việc góp nhặt, ký âm hò Cần Thơ chia sẻ: "Giờ nói hò Cần Thơ giờ có nghĩa rộng là hò của Tây Đô. Vùng đất Tây Đô là đại diện cho ĐBSCL, cho nên nói hò Cần Thơ, nếu mà minh họa thì chỉ có hai hoặc ba làn điệu thôi chứ không nhiều. Cần Thơ đại diện cho Tây Đô nên sự giao lưu, giao thoa là lấy trọng tâm, trung tâm là Cần Thơ cho nó rõ"

### Đình, chùa
- Chùa Nam Nhã.
- Chùa Ông (Cần Thơ)
- Chùa Quang Xuân [47] là một điểm đến tâm linh nổi bật, nơi lưu giữ nét đẹp văn hóa và lịch sử hơn một thế kỷ của vùng đất Tây Đô. Với không gian thanh tịnh, kiến trúc độc đáo và ý nghĩa tâm linh sâu sắc, ngôi chùa này thu hút hàng ngàn du khách và Phật tử mỗi năm.
- Chùa Long Quang (tên chính thức là Long Quang Cổ Tự, chữ Hán: 隆光古寺) là một ngôi cổ tự bên bờ sông Bình Thủy.
- Một số ngôi đình nổi tiếng ở Cần Thơ như đình Bình Thủy, thờ các nhân vật nổi tiếng như Đinh Công Chánh, Trần Hưng Đạo, Bùi Hữu Nghĩa...[48]...
- Thượng Đế Cổ Miếu [49] là nơi gửi gắm niềm tin và đời sống tâm linh của bà con người Hoa phường Vĩnh Phước và các vùng lân cận.

### Di sản văn hóa phi vật thể
Di sản văn hóa phi vật thể của Cần Thơ rất phong phú và đa dạng, thể hiện sự hòa quyện giữa các nền văn hóa và truyền thống địa phương. Những di sản này bao gồm các phong tục tập quán, lễ hội,và nghệ thuật truyền thống.
- Đờn ca tài tử Nam Bộ.
- Hò Cần Thơ. [50][51]

- Nghề thủ công truyền thống. Một số nghề thủ công tiêu biểu bao gồm: Làm nón lá, dệt chiếu, làm gốm sứ, làm mứt.

## Du lịch
Năm 2023, du lịch Cần Thơ đón 5,9 triệu lượt khách, tăng 17% so cùng kỳ năm 2022. Khách lưu trú 2,98 triệu lượt, trong đó lưu trú quốc tế đạt trên 159.000 lượt khách, tăng 12,4%. Tổng doanh thu từ du lịch đạt trên 5.420 tỉ đồng, tăng 32% so với cùng kỳ năm.
Năm qua, Hiệp hội Du lịch TP Cần Thơ đã kết nạp thêm 13 hội viên mới, nâng tổng số hội viên lên 82. Hiện hiệp hội có 8 câu lạc bộ, bao gồm: Khách sạn, Lữ hành, Vận chuyển, Hướng dẫn viên du lịch, Quần vợt, Điểm vườn du lịch quận Cái Răng, Điểm vườn du lịch huyện Phong Điền, Bếp ngon Phương Nam. Hiệp hội Du lịch đã phối hợp với Sở Văn hóa, Thể thao và Du lịch thành phố khảo sát và công nhận 2 điểm du lịch tiêu biểu cấp thành phố năm 2019: Điểm du lịch ẩm thực chay- Hakia Garden, Vườn sinh thái Xẻo Nhum; nâng tổng số số điểm du lịch tiêubiểu cấp thành phố năm 2019: Điểm du lịch ẩm thực chay- Hakia Garden, Vườn sinh thái Xẻo Nhum; nâng tổng số số điểm du lịch tiêu biểu cấp thành phố lên 15 điểm được công nhận. Hiệp hội Du lịch thành phố cũng đã mở rộng các mối quan hệ kết nối, ký kết hợp tác du lịch với Hiệp hội Du lịch tỉnh Thái Nguyên, Ninh Thuận, Bà Rịa- Vũng Tàu...
Trên những kết quả đạt được, năm 2020, Hiệp hội Du lịch thành phố tiếp tục phát huy việc kết nối, mở rộng các hoạt động của các câu lạc bộ; tiếp tục khảo sát, nâng chất và xây dựng hệ thống các điểm du lịch tiêu biểu của thành phố, các điểm du lịch tiêu biểu cấp ĐBSCL; tăng cường công tác quảng bá, xúc tiến và liên kết với các tỉnh, thành có kết nối với du lịch Cần Thơ.
Dịp này, Hiệp hội Du lịch thành phố cũng trao giấy khen cho các tập thể và cá nhân đạt thành tích xuất sắc trong năm 2019, tích cực tham gia hoạt động vớt rác trên sông. Ngoài ra thành phố còn có nhiều đền chùa như chùa Nam Nhã, chùa Ông (Cần Thơ), chợ nổi Cái Răng và chùa Long Quang (Cần Thơ). Một số nơi du lịch dành cho khách du lịch như: đình Bình Thủy, bến Ninh Kiều, chợ nổi Phong Điền, khu di tích Giàn Gừa và nhiều nơi khác.
Năm 2024, Cần Thơ tổ chức giải đua thuyền buồm lần đầu tiên trên sông Hậu. 

### Ẩm thực
Nếu có cơ hội đến Cần Thơ, du khách không nên bỏ qua ẩm thực Cần Thơ - một trong những nơi mang đậm phong vị của người miền Tây chân chất.
- Lẩu mắm miền Tây.
- Bánh hỏi mặt võng Phong Điền.
- Cháo cá lóc.
- Bánh tét lá cẩm.
- Lẩu cá linh bông điên điển.
- Cá nướng cuốn lá sen non.
- Bánh xèo củ hủ dừa.
- Ba khía rang me/muối.
- Cá kèo nướng ống sậy.
- Bánh tằm bì.
- Nem nướng Cái Răng.
- Bánh cống.
- Ốc nướng tiêu xanh.
- Vịt nấu chao.

## Một số nhân vật nổi tiếng người Cần Thơ

### Chính trị
- Châu Văn Liêm là nhà cách mạng Việt Nam, và là một trong sáu người tham gia hội nghị thành lập Đảng Cộng sản Việt Nam.
- Huỳnh Cương là một chính khách Việt Nam, từng giữ chức vụ Ủy viên Trung ương Đảng khóa VII; Phó Chủ tịch Quốc hội khóa VII, VIII; Phó Chủ tịch Hội đồng dân tộc của Quốc hội khóa IX; Đại biểu Quốc hội khóa VI, VII, VIII, IX.
- Lưu Hữu Phước, sinh ngày 12/9/1921 tại Ô Môn, Cần Thơ và mất ngày 8/6/1989 tại Thành phố Hồ Chí Minh. là một Nhạc sĩ người Việt Nam. Ông là Giáo sư, Viện sĩ, Nhà lý luận Âm nhạc, Nguyên bộ trưởng Bộ thông tin văn hoá của Chính phủ Cách mạng lâm thời Việt Nam Dân chủ Cộng hòa; nguyên đại biểu quốc hội, Chủ nhiệm Uỷ ban văn hoá và giáo dục nước Cộng hoà Xã hội Chủ nghĩa Việt Nam.
- Hồ Hữu Tường là một Chính trị gia, Nhà văn, Nhà báo, người Việt Nam.
- Lê Vũ Hùng là 1 Nhà giáo Việt Nam Thứ Trưởng bộ giáo dục và đào tạo Việt Nam, ông (sinh ngày 21-12-1952 tại Cần Thơ và mất ngày 27-5-2003 tại Hà Nội.
- Mai Văn Bộ  sinh ngày(1918- 2002) tại Cần Thơ, một trí thức Nam Bộ, là 1 trong 3 người của bộ ba Huỳnh- Mai-Lưu nổi tiếng, Cố Đại sứ nước Cộng hoà Xã hội Chủ nghĩa Việt Nam tại Cộng hoà Pháp, Vương quốc Bỉ, Ý, Hà Lan, Luxembourg.
- Nguyễn Thanh Thiên (sinh ngày 9 tháng 4 năm 1961) là thẩm phán cao cấp người Việt Nam. Ông hiện là Chánh án Tòa án nhân dân thành phố Cần Thơ, Ông là đảng viên của Đảng Cộng sản Việt Nam.
- Nguyễn Văn Tính (sinh ngày 15 tháng 3 năm 1961, quê quán ở P. An Hoà, quận Ninh Kiều, TP Cần Thơ) là Đại tá Quân đội nhân dân Việt Nam, Đại biểu Quốc hội Việt Nam khóa 13, thuộc đoàn đại biểu Hậu Giang, Chính ủy Bộ Chỉ huy quân sự tỉnh Hậu Giang.
- Đa Minh Nguyễn Văn Mạnh (sinh năm 1955) tại Cần Thơ là một giám mục người Việt Nam của Giáo hội Công giáo Roma. Ông hiện giữ chức giám mục chính tòa Giáo phận Đà Lạt và Chủ tịch Uỷ ban Mục vụ Gia đình trực thuộc Hội đồng Giám mục Việt Nam nhiệm kỳ 2019 - 2022. Trước khi trở thành giám mục chính tòa Đà Lạt, ông từng đảm nhận vai trò giám mục phó giáo phận này từ năm 2017 đến năm 2019.

### Văn hoá
• Lê Quang Chiểu là 1 Nhà thơ cận đại Việt Nam Ông là nhà soạn giả Quốc âm thi hợp tuyển được các nhà nghiên cứu văn học xác định là tập thơ chữ Quốc ngữ in đầu tiên ở Việt Nam.
• Bùi Hữu Nghĩa (1807 - 1872) tại Quận Bình Thủy, hay Thủ Khoa Nghĩa, trước có tên là là Bùi Quang Nghĩa, hiệu Nghi Chi; là quan nhà Nguyễn, là nhà thơ và là nhà soạn tuồng Việt Nam.
• Nguyễn Trọng Quyền Nghệ danh Mộc Quán (1876-1953)  tên thật là Nguyễn Trọng Quyền là một soạn giả lớn khai sinh dòng sân khấu cải lương tuồng Tàu, được suy tôn là Hậu tổ cải lương.
• Huỳnh Anh (2 tháng 1 năm 1932 - 13 tháng 12 năm 2013) là nhạc sĩ, nhạc công nổi tiếng trước 1975 thời Việt Nam Cộng hòa. Ông là tác giả của một số ca khúc được nhiều người biết đến như "Mưa rừng", "Kiếp cầm ca" và "Rừng lá thay chưa."
• Lana Condor Lana Therese Condor (tên thật là: Trần Đồng Lan; sinh ngày 11 tháng 5 năm 1997) tại Cần Thơ là một nữ Diễn viên và Vũ công người Việt Nam. Cô diễn xuất lần đầu với vai diễn Jubilation Lee / Jubilee trong bộ phim siêu anh hùng X-Men: Apocalypse năm 2016 và có vai chính đầu tiên là Lara Jean Covey trong bộ phim năm 2018 của bộ phim To All the Boys I've Loved Before. Cô trở thành sao với vai Koyomi K. trong bộ phim khoa học viễn tưởng Alita: Thiên Thần Chiến Binh (2019), và sẽ đóng vai Saya Kuroki trong bộ phim truyền hình sắp tới của Syfy, Deadly Class.
• Nhan Phúc Vinh sinh ngày 27 tháng 6 năm 1986 tại Cần Thơ) là nam diễn viên điện ảnh truyền hình Việt Nam, anh đã đạt nhiều giải thưởng lớn như Giải Mai Vàng, Cánh Diều Vàng, HTV Awards, Liên hoan phim Việt Nam
• Phạm Lưu Tuấn Tài được biết với nghệ danh Isaac hay Isaac Phạm (sinh ngày 13 tháng 6 năm 1988) là một ca sĩ, người dẫn chương trình và diễn viên người Việt Nam. Anh thành danh trong sự nghiệp ca hát với tư cách trưởng nhóm nhạc 365 từ năm 2010 đến năm 2016 (khi nhóm ngừng hoạt động). Sau đó, Isaac chính thức solo riêng.
• Quốc Trường tên đầy đủ Nguyễn Quốc Trường (sinh năm 1988) là một nam diễn viên người Việt Nam. Anh từng xuất thân là một người mẫu ở Cần Thơ, sau đó trở thành diễn viên. Từ năm 2008 anh bắt đầu tham gia phim truyền hình, anh luôn miệt mài với nhiều vai diễn lớn nhỏ. Đến năm 2018 anh tạo được ấn tượng mạnh với vai nhân tình đểu giả của Hân (Thúy Ngân) trong phim Gạo nếp gạo tẻ. Đến năm 2019, anh tỏa sáng trên bầu trời nghệ thuật với vai Vũ trong phim Về nhà đi con (VTV1), với vai này anh đã tạo nên điểm sáng rực rỡ trong sự nghiệp diễn xuất của mình.
• Trọng Hữu là một nghệ sĩ vọng cổ. Ông được Nhà nước Việt Nam phong tặng danh hiệu Nghệ sĩ Ưu tú năm 1997 và Nghệ sĩ Nhân dân năm 2016. Người ta hay gọi ông là "Người nông dân hát cải lương" vì những vai diễn của ông đa số đều đi chân trần, xuất thân ở vùng sông nước Nam Bộ và những vai diễn đó đều chân chất, mộc mạc, đậm chất miền quê.
• Tám Danh tên thật Nguyễn Phương Danh (1901 - 9 tháng 3 năm 1976) là đạo diễn, diễn viên cải lương, một trong những cây đại thụ của sân khấu cải lương. Ông có nhiều đóng góp lớn trong cách tân cải lương, là người đầu tiên đưa môn võ nghệ thuật lên sân khấu này. Nghệ sĩ Tám Danh còn là võ sư nổi tiếng. Ông đã được truy tặng danh hiệu Nghệ sĩ Nhân dân đợt 1 (1984)
• Trần Kiết Tường sinh năm (1924-1999) tại làng Thới Thạnh,tổng Thới Bảo, quận Ô Môn, Tỉnh Cần Thơ (ngày nay thuộc thành phố Cần Thơ).là một Nhạc sĩ người Việt Nam. Ông là tác giả của ca khúc nổi tiếng "Hồ Chí Minh đẹp nhất tên Người".
• Út Trà Ôn là nghệ sĩ cải lương tài danh.
• Võ Minh Lâm (sinh năm 1989) tại Cần Thơ là một Nghệ sĩ Cải lương Việt Nam. Anh là thí sinh nhỏ tuổi nhất và cũng là người đầu tiên đoạt giải Chuông vàng vọng cổ truyền hình khi giải này được tổ chức năm 2006.
• Cao Thái Hà sinh ngày 20-4-1990 tại thành phố Cần Thơ, cô sống và làm việc chủ yếu tại Thành phố Hồ Chí Minh, Việt Nam. Cô là Diễn viên trẻ triển vọng của làng điện ảnh Việt Nam. Cô được khán giả biết đến nhiều nhất qua vai diễn Oanh trong bộ phim truyền hình " Đồng tiền quỷ ám".

### Thể thao.
• Nguyễn Thị Ánh Viên (sinh ngày 9 tháng 11 năm 1996 tại ấp Ba Cau, xã Giai Xuân, huyện Phong Điền, thành phố Cần Thơ) là 1 nữ vận động viên thuộc đội tuyển bơi lội quốc gia Việt Nam. Khi 19 tuổi cô đã giành 8 huy chương vàng, 1 huy chương bạc, 1 huy chương đồng cho Việt Nam và phá 8 kỷ lục và được công nhận là vận động viên ngoài Singapore xuất sắc nhất tại Đại hội Thể thao Đông Nam Á 2015 ở Singapore., với 8 huy chương vàng giành được, Ánh Viên là người giành nhiều huy chương vàng thứ 2 sau vận động viên bơi lội nam Joseph Schooling của Singapore tại SEA Games 28. Cô còn đứng thứ 25 thế giới cự ly 400m tự do của nữ và thứ 9 thế giới nội dung 400m hỗn hợp. Năm 2015, cô là đại úy quân đội trẻ nhất tại Việt Nam và được tặng Huân chương lao động hạng nhì.
• Trần Chí Công sinh ngày 25/4/1983 tại Cần Thơ, là cầu thủ bóng đá của  Câu lạc bộ bóng đá Long An. Vị trí sở trường của anh là hậu vệ.Là một trong những cầu thủ tiêu biểu của bóng đá Việt Nam được chọn vào đội tuyển năm 2008.

### Người mẫu
• Ngô Tiến Đoàn (sinh năm 1983), quê ở Cần Thơ, là người giành giải nhất cuộc thi Manhunt Việt Nam 2006 và Mister International 2008. Anh có hình thể được xem như hoàn hảo: cao 1,83 m, nặng 80 kg, với các số đo 99-80-99.
• Bùi Thị Diễm (sinh năm 1984) là một nữ diễn viên, người mẫu, hoa hậu Việt Nam. Cô từng đăng quang hoa hậu trong cuộc thi Hoa hậu phụ nữ Việt Nam qua ảnh năm 2004. Chồng cô là Nguyễn Xuân Anh, nguyên Chủ tịch Hội đồng nhân dân thành phố Đà Nẵng.
• Lilly Nguyễn sinh năm 1993, cao 1m73 có mẹ là người Việt và bố là người Canada nên cô sở hữu gương mặt lai rất quyến rũ. Cô sinh ra ở Cần Thơ nhưng lớn lên tại Canada. Tuy nhiên, cô lại không chọn Canada làm nơi lập nghiệp của mình mà quyết tâm tìm cơ hội phát triển ở thị trường châu Á, bắt đầu bằng nghề người mẫu ảnh ở Thái Lan năm 17 tuổi.
Năm 2013, Lilly lấy danh nghĩa đại diện Việt Nam đăng kí tham gia chương trình truyền hình thực tế về người mẫu mang tên "Supermodel Me". Vượt qua nhiều đối thủ sừng sỏ, Lilly đã lọt vào top 4 thí sinh xuất sắc nhất của mùa giải năm đó. Cũng từ đây, sự nghiệp người mẫu của cô bước sang trang mới khi Lilly được nhiều người biết đến hơn.
Năm 2014, cô về Việt Nam và từng đầu quân vào công ty người mẫu Venus dưới sự quản lý của ông bầu Vũ Khắc Tiệp.
• Nguyễn Huỳnh Kim Duyên (sinh ngày 19 tháng 10, năm 1995 tại Cần Thơ) là một Á hậu và Người mẫu người Việt Nam. Cô là Á hậu 1 cuộc thi Hoa hậu Hoàn vũ Việt Nam 2019, Top 16 Hoa hậu Hoàn Vũ 2021 và là Á hậu 2 Hoa hậu Siêu Quốc Gia 2022
• Lê Nguyễn Bảo Ngọc (sinh năm 2001) là Á hậu 1 cuộc thi Hoa hậu Thế giới Việt Nam 2022. Hiện cô là Hoa hậu Liên lục địa 2022

## Giao thông

### Hạ tầng
Thành phố Cần Thơ được cấp điện chủ yếu từ lưới điện quốc gia qua đường dây 220KV, cung cấp điện cho thành phố qua đường dây 110KV và 6 trạm biến áp. Ngoài nguồn cung cấp trên, thành phố được Thủ tướng Chính phủ cho phép xây dựng dự án Trung tâm điện lực Ô Môn với tổng công suất cho 4 nhà máy với công xuất 2.700MW.
Cần Thơ nằm bên bờ phía nam sông Hậu, một bộ phận của sông Mê Kông chảy qua 6 quốc gia, đặc biệt là phần trung và hạ lưu chảy qua Lào, Thái Lan và Campuchia. Các tàu có trọng tải lớn (trên 1.000 tấn) có thể đi các nước và đến Cần Thơ dễ dàng. Ngoài ra, tuyến Cần Thơ - Xà No - Cái Tư là cầu nối quan trọng giữa Thành phố Hồ Chí Minh, tỉnh Hậu Giang và Cà Mau.
Hệ thống bưu điện, viễn thông của thành phố Cần Thơ gồm 1 bưu điện trung tâm, 4 bưu điện huyện đủ điều kiện cung cấp thông tin liên lạc giữa Cần Thơ với các nước trên thế giới. Về Bưu chính có 01 doanh nghiệp nhà nước và hơn 24 doanh nghiệp tư nhân đóng trên địa bàn đảm nhận, có hệ thống ổn định với 35 bưu cục, 48 điểm bưu điện văn hóa xã và 216 đại lý bưu điện, điểm giao dịch chuyển phát. Cần Thơ có 2 nhà máy cấp nước sạch có công suất 70.000 m³/ngày, và dự kiến xây dựng thêm một số nhà máy để có thể cung cấp nước sạch 200.000 m³/ngày.
Toàn thành phố có 2.762,84 km đường bộ, trong đó có 123,715 km đường quốc lộ, 183,85 km đường tỉnh, 332,87 km đường huyện, 153,33 km đường đô thị, 1.969,074 km đường ấp, xã, khu phố. Mạng lưới đường thủy trên địa bàn có tổng chiều dài 1.157 km, trong đó có khoảng 619 km có khả năng vận tải cho loại phương tiện trọng tải từ 30 tấn trở lên. Các tuyến đường sông do quận, huyện quản lý gồm 40 tuyến với tổng chiều dài 405,05 km, đảm bảo cho phương tiện trọng tải từ 15 - 60 tấn hoạt động. 

### Đường hàng không
Thành phố Cần Thơ còn có Sân bay quốc tế Cần Thơ là sân bay lớn nhất khu vực đồng bằng sông Cửu Long, đã chính thức đi vào hoạt động khai thác thương mại các tuyến quốc nội từ ngày 3 tháng 1 năm 2009 và mở các tuyến bay quốc tế vào cuối năm 2010. Với 4 hãng hàng không hiện nay đang khai thác như Vietnam Airlines, Vietjet Air, Vasco, Bamboo Airways. Các chuyến bay trong nước đi đến Hà Nội, Hải Phòng, Đà Nẵng, Vinh (Nghệ An), Đà Lạt (Lâm Đồng), Quy Nhơn (Bình Định), Côn Đảo (Bà Rịa – Vũng Tàu), Phú Quốc, Thọ Xuân (Thanh Hóa). Các chuyến bay quốc tế đi đến các thành phố trong khu vực như Đài Bắc, Cao Hùng, Kuala Lumpur, Bangkok.

### Đường sắt
Hiện đang trong giai đoạn quy hoạch: Thành phố có 2 dự án đường sắt đang được quy hoạch gồm Dự án đường sắt cao tốc Thành phố Hồ Chí Minh – Cần Thơ và Đường sắt đô thị Cần Thơ nhưng chưa có bất kỳ tuyến nào đang hoạt động hoặc đang được xây dựng trên thực tế. Đường sắt cao tốc Thành phố Hồ Chí Minh – Cần Thơ có chiều dài 139 km, xây dựng đường đôi khổ đường ray tiêu chuẩn là 1.435 mm với 10 nhà ga, bắt đầu tại ga Tân Kiên (Huyện Bình Chánh, Thành phố Hồ Chí Minh)và kết thúc tại ga Cái Răng (Quận Cái Răng, Thành phố Cần Thơ). Mạng lưới Đường sắt đô thị Cần Thơ được quy hoạch có tổng chiều dài 38,8 km, đi qua địa bàn Quận Ô Môn, Quận Bình Thủy, Quận Ninh Kiều, Quận Cái Răng và sẽ bao gồm 1 tuyến trên cao có lộ trình từ Bến xe Ô Môn, theo QL.91 đến khu công nghiệp Trà Nóc, qua Lê Hồng Phong, dọc theo Cách Mạng tháng Tám, qua bến xe Cần Thơ vào trung tâm Cần Thơ, theo Trần Hưng Đạo, Lý Tự Trọng, công viên Lưu Hữu Phước, sau đó rẽ hai nhánh sang cảng Cái Cui (gần ga Cái Răng của đường sắt cao tốc) và nút giao QL.1 với QL.61.

### Cảng biển, hàng không logistics
| Hệ thống cảng Logistics, Logistics hàng không trên địa bàn thành phố | Hệ thống cảng Logistics, Logistics hàng không trên địa bàn thành phố | Hệ thống cảng Logistics, Logistics hàng không trên địa bàn thành phố | Hệ thống cảng Logistics, Logistics hàng không trên địa bàn thành phố | Hệ thống cảng Logistics, Logistics hàng không trên địa bàn thành phố |
| STT                                                                  | Tên                                                                  | Địa chỉ                                                              | Công suất khai thác                                                  | Khả năng tiếp nhận                                                   |
| -------------------------------------------------------------------- | -------------------------------------------------------------------- | -------------------------------------------------------------------- | -------------------------------------------------------------------- | -------------------------------------------------------------------- |
| 1                                                                    | Cảng Hoàng Diệu                                                      | Quận Bình Thủy                                                       |                                                                      | 10.000 đến 20.000 DWT                                                |
| 2                                                                    | Cảng Trà Nóc                                                         | Quận Bình Thủy                                                       | 200.000 tấn/ năm                                                     | 2.500 DWT                                                            |
| 3                                                                    | Cảng Tân Cảng Thốt Nốt                                               | Quận Thốt Nốt                                                        | 131.000 tấn/ năm                                                     | 2000, DWT                                                            |
| 4                                                                    | Cảng Cái Cui                                                         | Quận Cái Răng                                                        | 4,2 triệu tấn/ năm                                                   | 10.000 đến 20.000 DWT                                                |
| 5                                                                    | Trung tâm Logistics hàng Không Cần Thơ                               | Quận Bình Thủy                                                       | 500.000 tấn/ năm                                                     |                                                                      |

Hệ thống cảng của Cần Thơ đang được nâng cấp, gồm Cảng Cần Thơ có thể tiếp nhận tàu tàu biển có tải trọng 10.000 - 20.000 DWT, cảng Trà Nóc có 3 kho chứa lớn với dung lượng 40.000 tấn, khối lượng hàng hóa thông qua cảng có thể đạt 200.000 tấn/ năm có thể tiếp nhận tàu 2.500 DWT. Cảng Cái Cui là cảng mới được xây dựng có thể phục vụ̣ cho tàu từ 10.000 - 20.000 DWT, khối lượng hàng hóa thông qua cảng là 4,2 triệu tấn/năm.

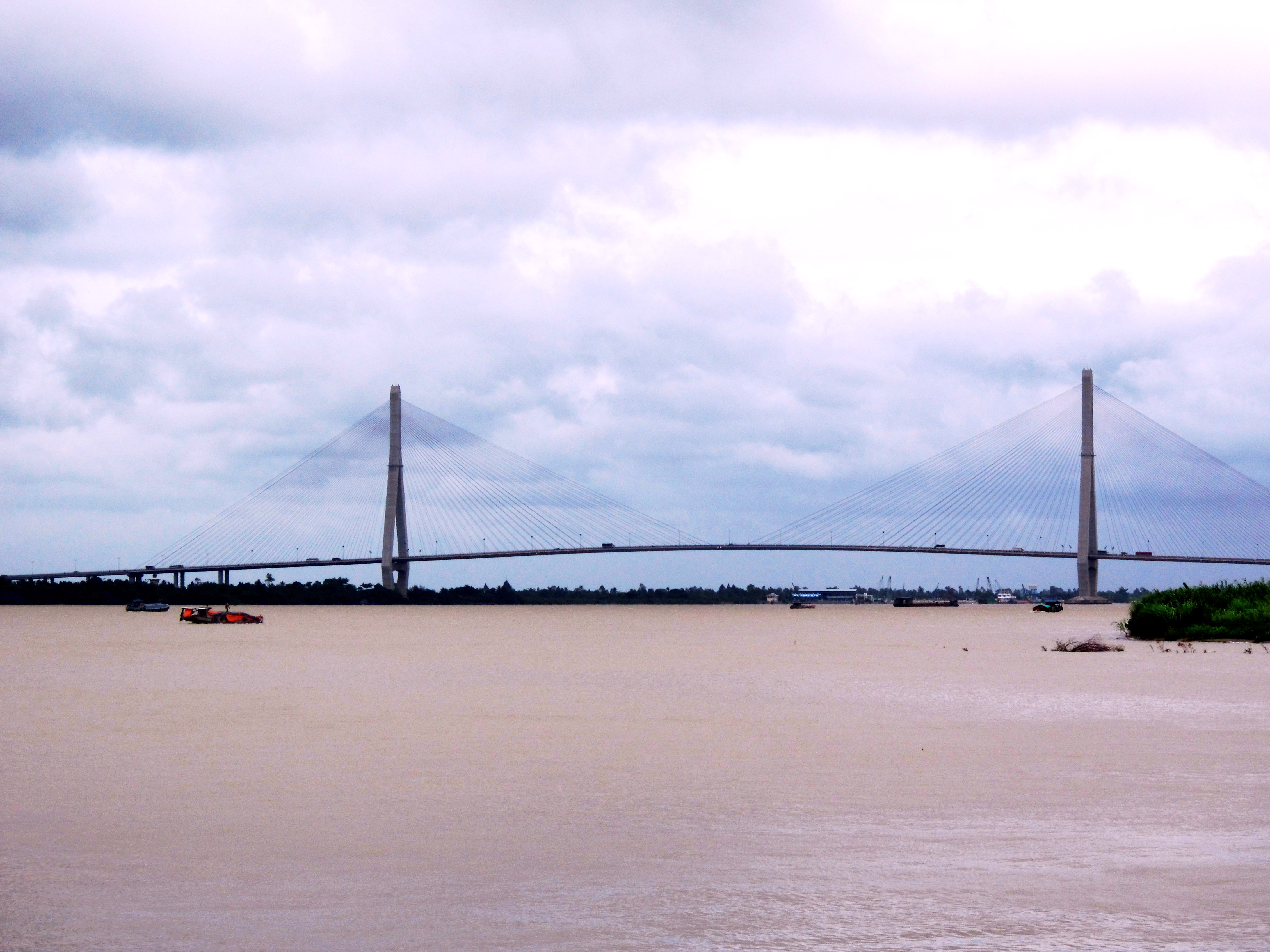
Toàn cảnh cầu Cần Thơ

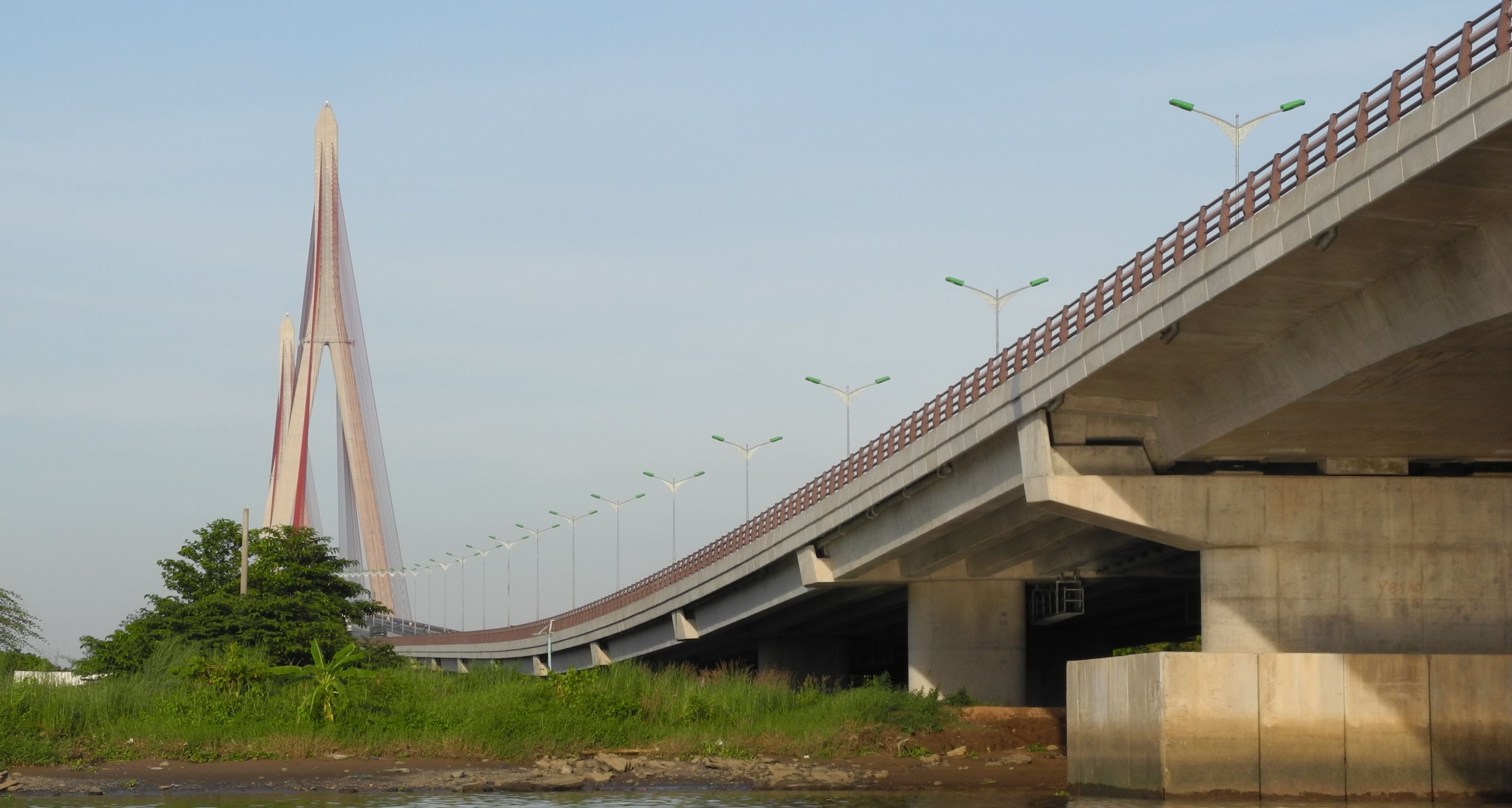
Đầu cầu Cần Thơ ở quận Cái Răng

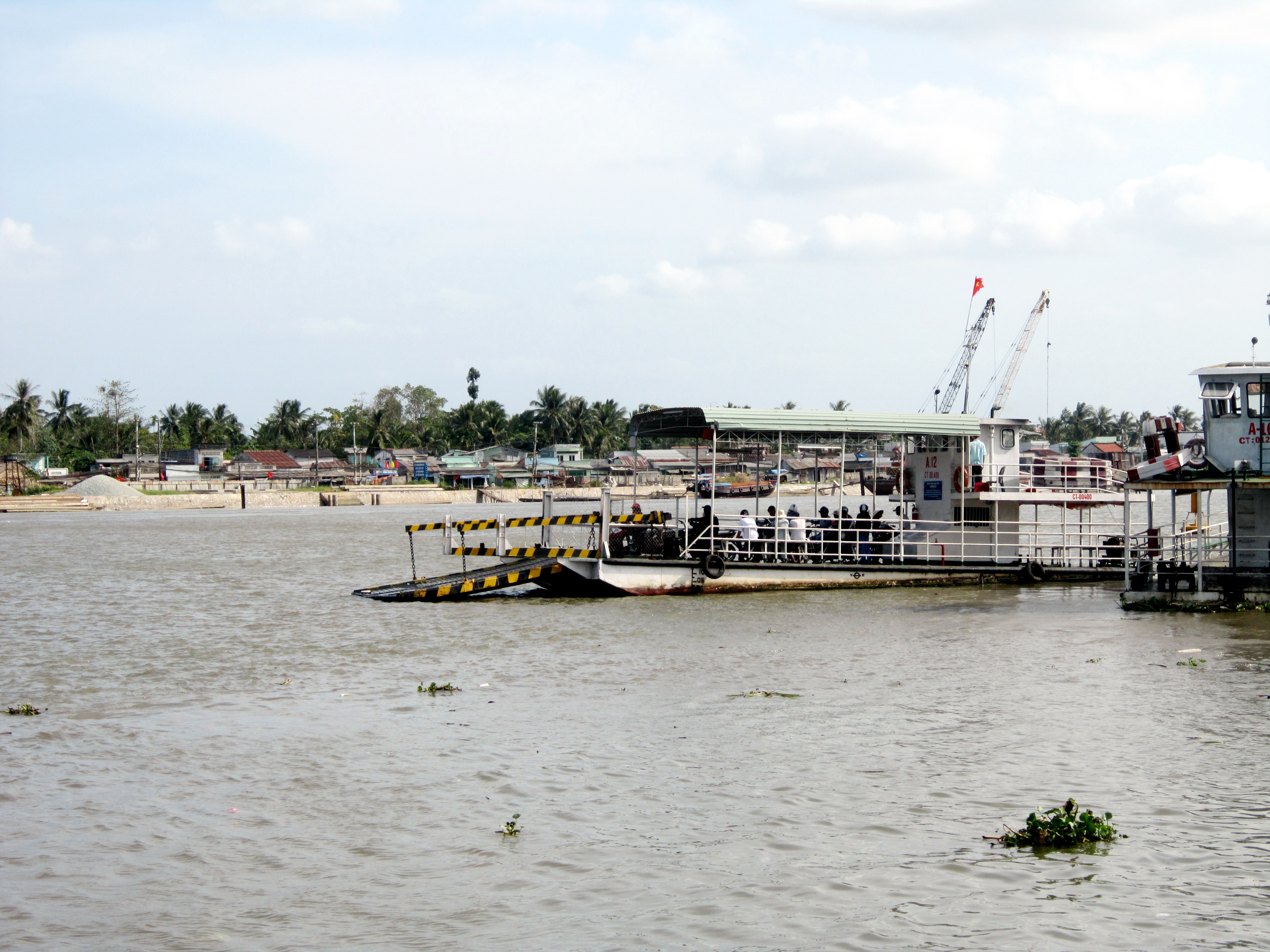
Bến phà Xóm Chài

### Đường bộ
Quốc lộ 1, Quốc lộ 91, Quốc lộ 91B và Quốc lộ 91C (Nam Sông Hậu), Quốc lộ 61C và Quốc lộ 80 nối các trung tâm Thành phố thuộc Đồng bằng sông Cửu Long với Thành phố Cần Thơ. 
Các tuyến cao tốc đang được đầu tư và hình thành như Cao tốc Lộ Tẻ - Rạch Sỏi nối liền tỉnh An Giang và huyện Vĩnh Thạnh, Cao tốc Châu Đốc - Cần Thơ - Sóc Trăng, Cao tốc Cần Thơ - Cà Mau, Cao tốc Mỹ Thuận - Cần Thơ.
Quy hoạch: Nâng cấp và mở rộng quốc lộ 80, Quốc lộ (Quốc lộ 91C) Nam Sông Hậu (đoạn từ ngã năm cầu Cần Thơ đến cảng Cái Cui); tuyến tránh thành phố Long Xuyên (đoạn Thốt Nốt - Lộ Tẻ); nâng cấp, mở rộng QL91 (đoạn Km0 - Km7)...
Bên cạnh đó, kiến nghị Bộ GTVT ủng hộ và đề xuất Thủ tướng Chính phủ chấp thuận chủ trương giao Cần Thơ làm chủ đầu tư thực hiện dự án mở rộng tuyến QL61C (đường nối Vị Thanh - Cần Thơ) đối với đoạn qua địa phận Cần Thơ với chiều dài 10,2 km, quy mô 4 làn xe, tổng mức đầu tư dự kiến là 978 tỷ đồng bằng nguồn vốn ngân sách trung ương giai đoạn 2021-2025 và xây dựng Cầu Vàm Cống nối Cần Thơ và Đồng Tháp

### Đường đô thị
Hiện nay hạ tầng giao thông của TP đã và đang có những dự án được đưa vào khai thác như: cầu Quang Trung (đơn nguyên 2) nối liền hai quận Ninh Kiều và quận Cái Răng, cầu Vàm Cống nối liền quận Thốt Nốt và huyện Lấp Vò, tỉnh Đồng Tháp. Các dự án được đầu tư như tuyến đường vành đai phía Tây nối liền quận Ô Môn, Bình Thủy, Ninh Kiều, Cái Răng và huyện Phong Điền, Cần Thơ, dự án đường tỉnh 922 nối liền 4 quận huyện của TP như quận Bình Thủy, Ô Môn, Thới Lai, Cờ Đỏ, Đường Trần Hoàng Na và cầu Trần Hoàng Na nối 2 quận Ninh Kiều và quận Cái Răng. Đầu tư xây dựng 4 cầu vượt thép tại 4 nút giao thông đường 30 tháng 4 - Nguyễn Văn Linh, Đường 3 tháng 2 - đường Nguyễn Văn Linh, Đường Võ Văn Kiệt - Mậu Thân, Đường 3 tháng 2 - đường Trần Hưng Đạo, Cải tạo 167 tuyến đường khắp nội đô thành phố.

### Tên đường của Cần Thơ trước 1975
Có 35 đường hình thành từ trước năm 1975:
-Đại lộ Nguyễn Trãi, Hai Bà Trưng (một đoạn) và Công trường Độc Lập (trước năm 1960 là đường Duy Tân) nay là đường Nguyễn Trãi
-Công trường Tự Do nay là đường Phan Đăng Lưu
-Đường Nguyễn Tri Phương nay là đường Ngô Gia Tự
-Đường Hàm Nghi nay là một phần đường Ngô Hữu Hạnh (trước là đường Phạm Hồng Thái)
-Đường Trần Quốc Tuấn nay là đường Trần Quốc Toản
-Đại lộ Ngô Quyền và đường Mạc Đĩnh Chi nay là đường Ngô Quyền
-Đường Pétrus Ký nay là đường Ngô Văn Sở
-Đường Gia Long nay là đường Tân Trào
-Đại lộ Nguyễn Thái Học nay là hai đường Nguyễn Thái Học và Võ Văn Tần
-Đường Nguyễn Huỳnh Đức nay là đường Nam Kỳ Khởi Nghĩa
-Đại lộ Nguyễn An Ninh nay là hai đường Nguyễn An Ninh và Châu Văn Liêm
-Đường Lữ Gia nay là đường Hải Thượng Lãn Ông
-Đường Trần Thanh Cần nay là đường Ngô Đức Kế
-Đường Thành Thái nay là đường Cao Bá Quát
-Bến Ninh Kiều (trước năm 1960 là đường Lê Lợi) và đường Lê Văn Duyệt nay là đường Hai Bà Trưng
-Đường Nguyễn Công Trứ nay là đường Nguyễn Thị Minh Khai
-Đường Nguyễn Thành Trung, Tạ Thu Thâu, Nguyễn Trung Trực và Thoại Ngọc Hầu (Hương lộ 2 cũ) nay là đường Mậu Thân
-Đường Trịnh Tấn Truyện nay là một phần đường Ngô Hữu Hạnh
-Đại lộ Phan Thanh Giản nay là đường Xô Viết Nghệ Tĩnh
-Đường Võ Tánh nay là đường Trương Định
-Đường Nguyễn Thần Hiến nay là đường Nguyễn Đình Chiểu
-Đường Duy Tân (sau năm 1960) nay là đường Hoàng Văn Thụ
-Đường Cống Quỳnh nay là đường Huỳnh Thúc Kháng
-Đại lộ Thủ Khoa Nghĩa nay là đường Trần Phú
-Đại Lộ Hai Bà Trưng (một đoạn) và Võ Duy Tập nay là đường Cách mạng Tháng 8
-Đường Trạng Trình nay là đường Nguyễn Bỉnh Khiêm
-Đường Lò Heo nay là đường Trần Văn Khéo
-Đường Tự Đức và Võ Trường Toản nay là đường Lý Tự Trọng
-Đại lộ Lý Thái Tổ và đường Mạc Tử Sanh nay là đường 30 Tháng 4
-Đường Kiến Quốc nay là đường Nguyễn Văn Cừ
-Đại lộ Nguyễn Viết Thanh (sau năm 1970) nay là đường 3 tháng 2
-Đường Nguyễn Văn Khương (sau năm 1970) nay là đường Tầm Vu
-Đường Triệu Ẩu nay là đường Bà Triệu
-Đường Pasteur nay là đường Võ Thị Sáu.

### Tên đường của Cần Thơ sau 1975
-Đường  Đề Thám.
-Đường Huỳnh Cương.

## Thành phố kết nghĩa
| Thành phố kết nghĩa                |
| ---------------------------------- |
| Sán Đầu, Trung Quốc                |
| Riverside, bang California, Hoa Kỳ |
| Champasak, Lào                     |
| Savannakhet, Lào                   |
| Kampong Chhnang, Campuchia         |
| Kaposvár, Hungary                  |
| Hợp tác hữu nghị                   |
| Hyogo, Nhật Bản                    |
| Okayama, Okayama, Nhật Bản         |
| Wakayama, Nhật Bản                 |
| Sakai, Osaka, Nhật Bản             |

• Ngoài ra chính quyền thành phố đang nỗ lực tạo điều kiện thuận lợi nhất để kết nối thông tin với các đối tác Nhật Bản như thành lập Văn phòng Japan Desk tại Cần Thơ; 2 Văn phòng liên lạc tại Ōsaka và Tokyo.
• Về ngoại giao nhân dân, Hội hữu nghị Việt Nam - Nhật Bản TP Cần Thơ đã ký kết hợp tác với 6 Chi hội hữu nghị Nhật - Việt của Nhật Bản và thường xuyên tổ chức các hoạt động trao đổi đoàn thông qua các sự kiện lớn của địa phương.

## Khởi nghiệp
Mạng lưới liên kết Hệ sinh thái KNĐMST TP Cần Thơ - CanTho Startup Ecosystem và Mạng lưới Vườn ươm Đồng bằng sông Cửu Long. TP Cần Thơ còn là thành viên Mạng lưới Khởi nghiệp ĐBSCL - Mekong Startup Network với 23 thành viên thuộc các tỉnh, thành Đồng bằng sông Cửu Long.
Trên địa bàn thành phố hiện có 6 không gian làm việc chung nhằm giúp kết nối hoạt động khởi nghiệp sáng tạo cho sinh viên, doanh nghiệp, những dự án startups mới tại TP Cần Thơ cũng như các địa phương trong vùng:
| Các Không gian khởi nghiệp |
| --- |
| Không gian Khởi nghiệp và Đổi mới sáng tạo - Cantho Startup and Innovation Hub (CASTI Hub) thuộc Trung tâm Thông tin KH&CN Cần Thơ.                       |
| Không gian sáng chế, thuộc Khoa Công nghệ, Trường Đại học Cần Thơ.                                                                                        |
| Không gian làm việc chung được quản lý bởi Up Green Life, thuộc Trung tâm Hỗ trợ và Phát triển Sinh viên Cần Thơ.                                         |
| Không gian làm việc chung thuộc Phòng Thương mại và Công nghiệp Việt Nam Chi nhánh tại Cần Thơ; Tòa nhà BlockUp Cần Thơ thuộc Công ty CP BlockUp Cần Thơ. |
| Không gian Startup Mekong Delta, thuộc Công ty TNHH Tư vấn Năng lượng công nghệ và Quản trị kinh doanh ETM.                                               |

## Hình ảnh

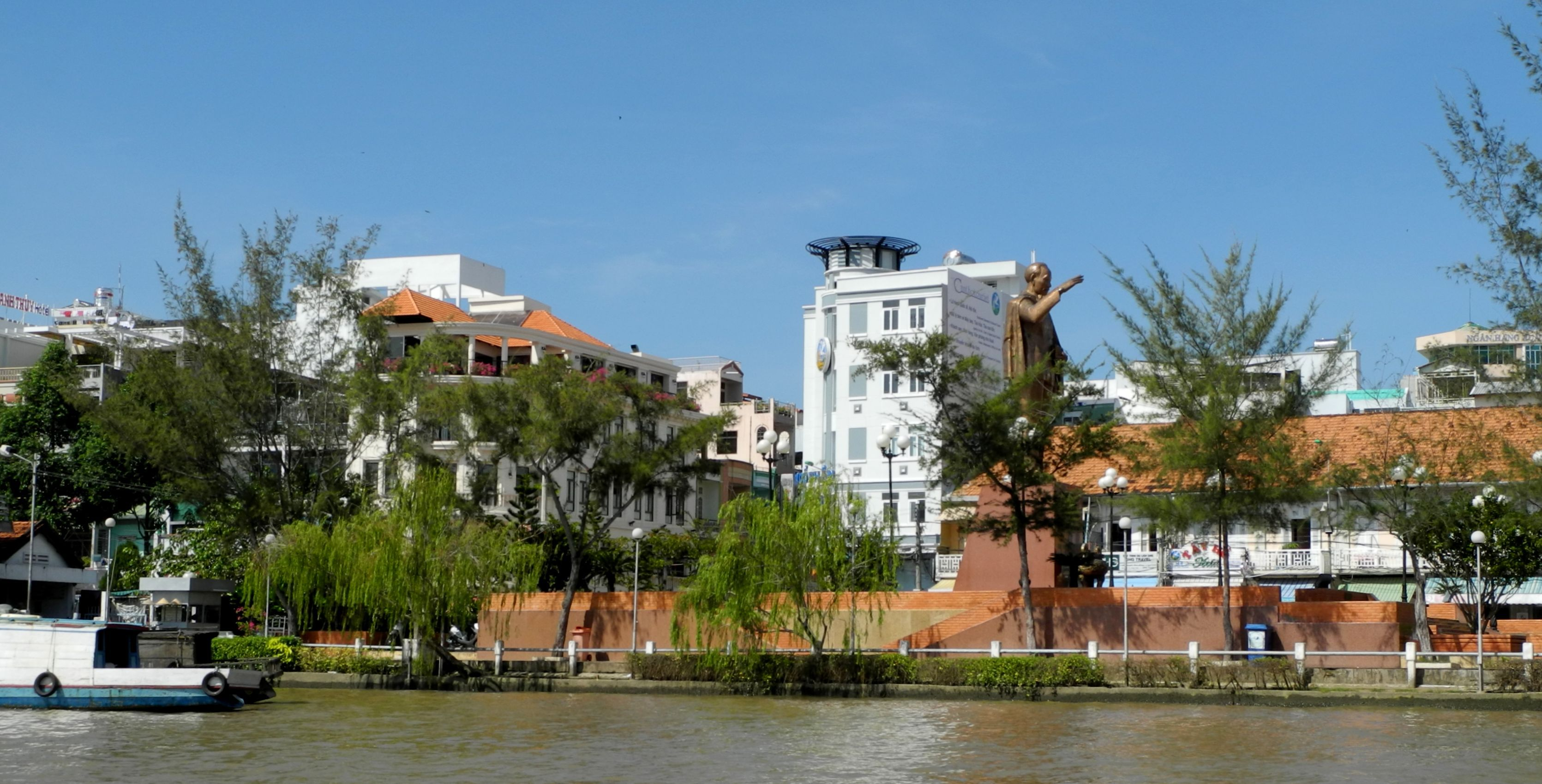
Khu phố bên sông ở TP Cần Thơ
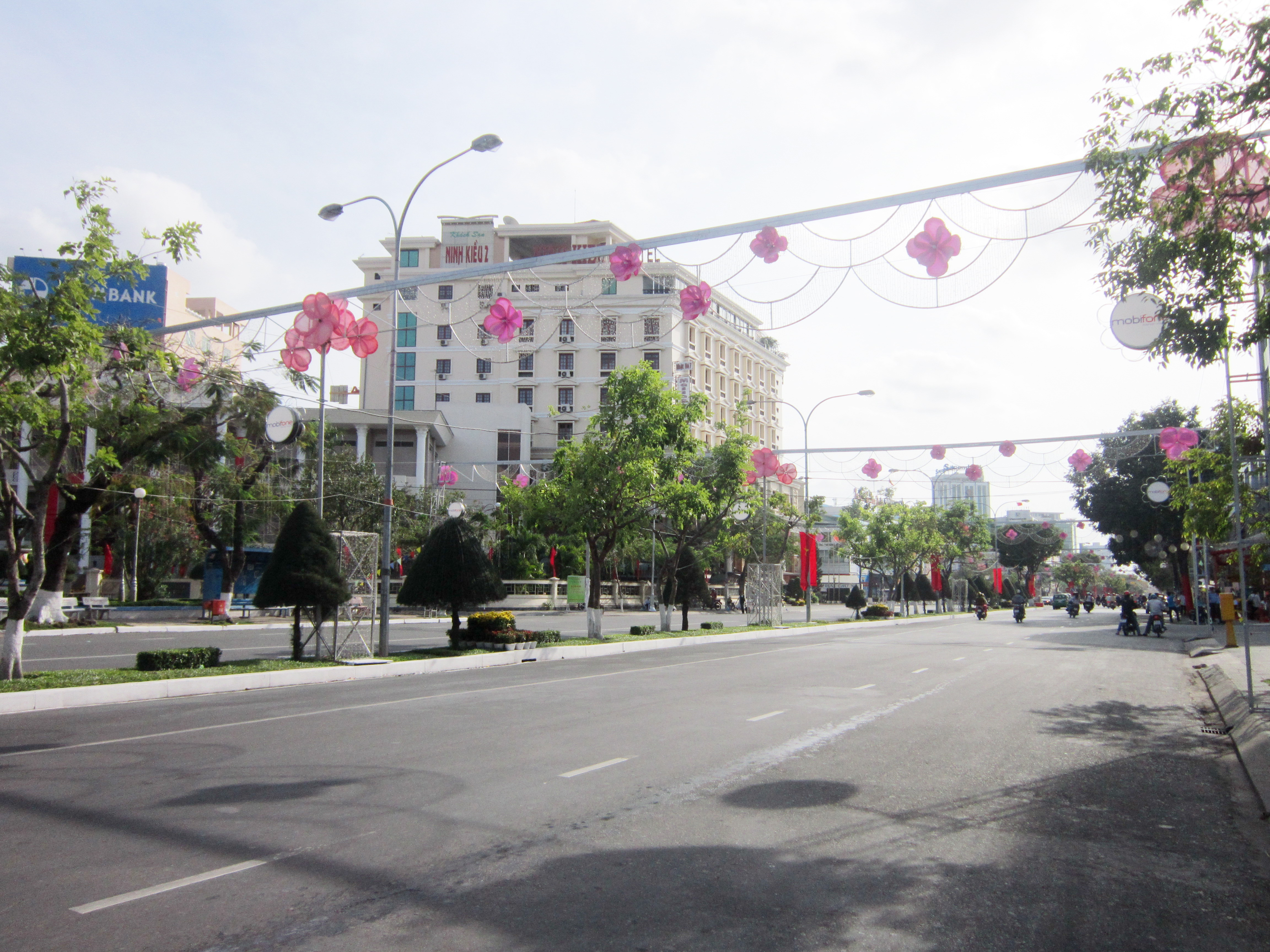
Đại lộ Hòa Bình Trung tâm Cần Thơ
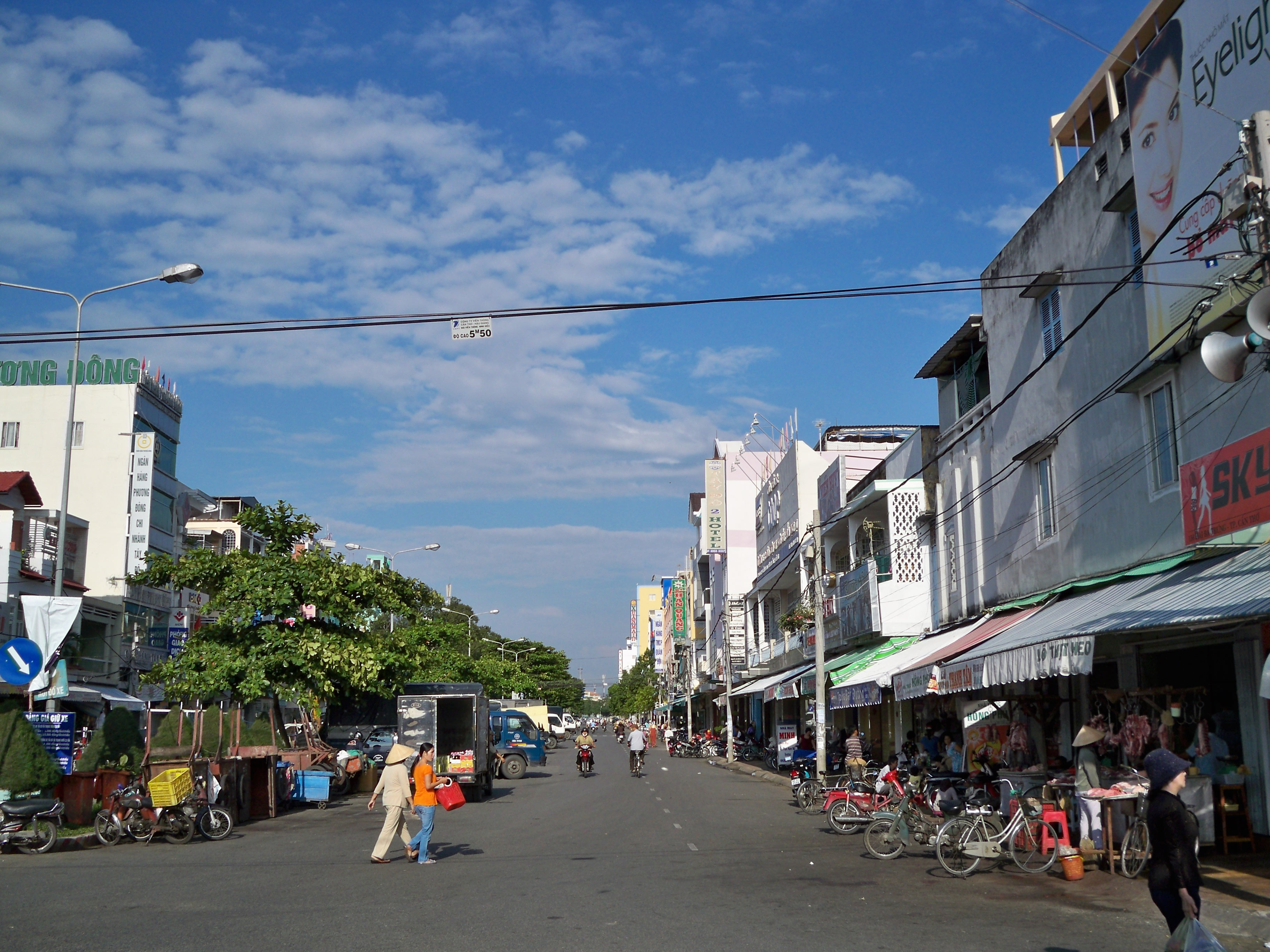
Đường Hùng Vương
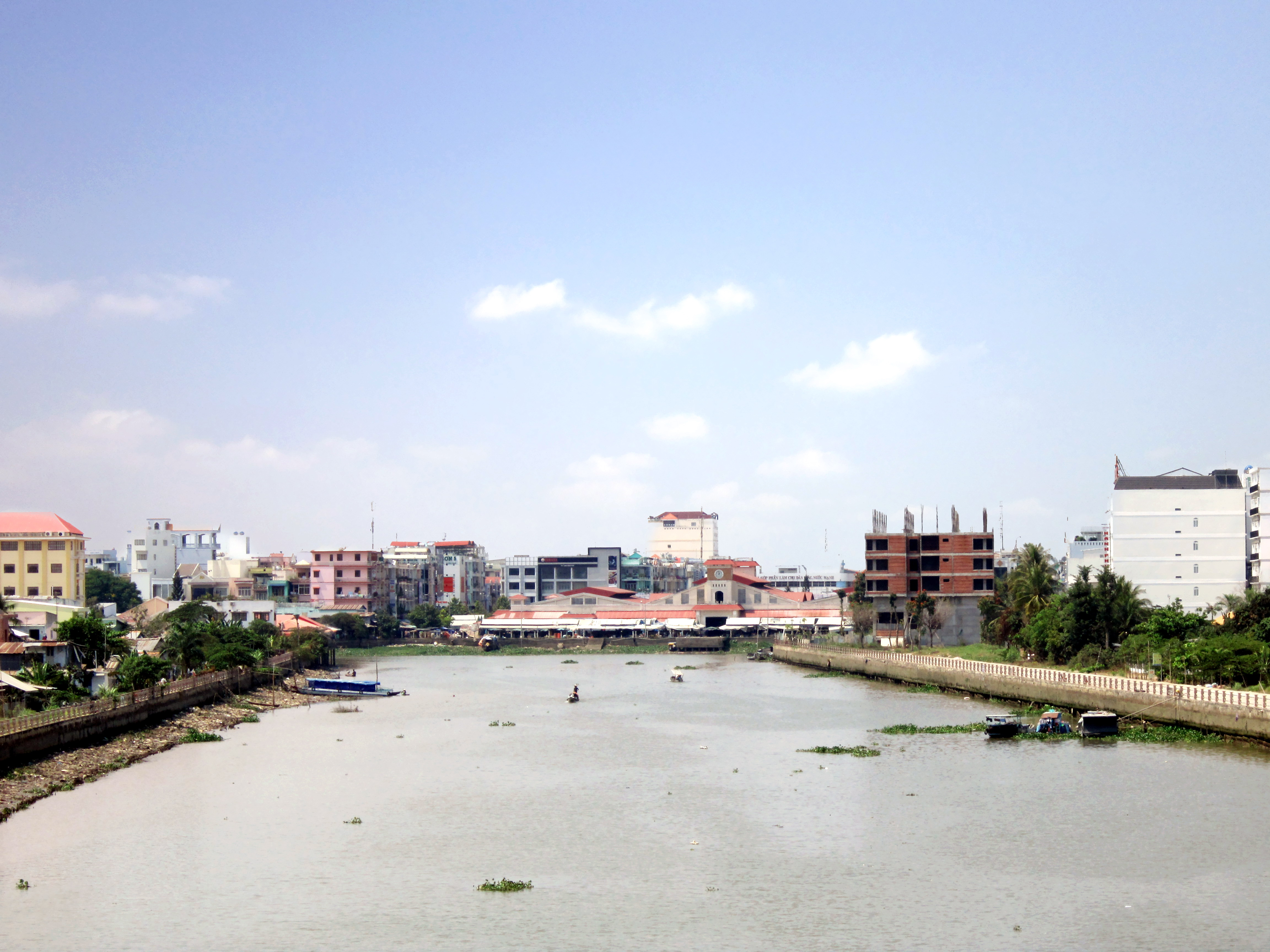
Trung tâm thương mại Cái Khế ở Cần Thơ
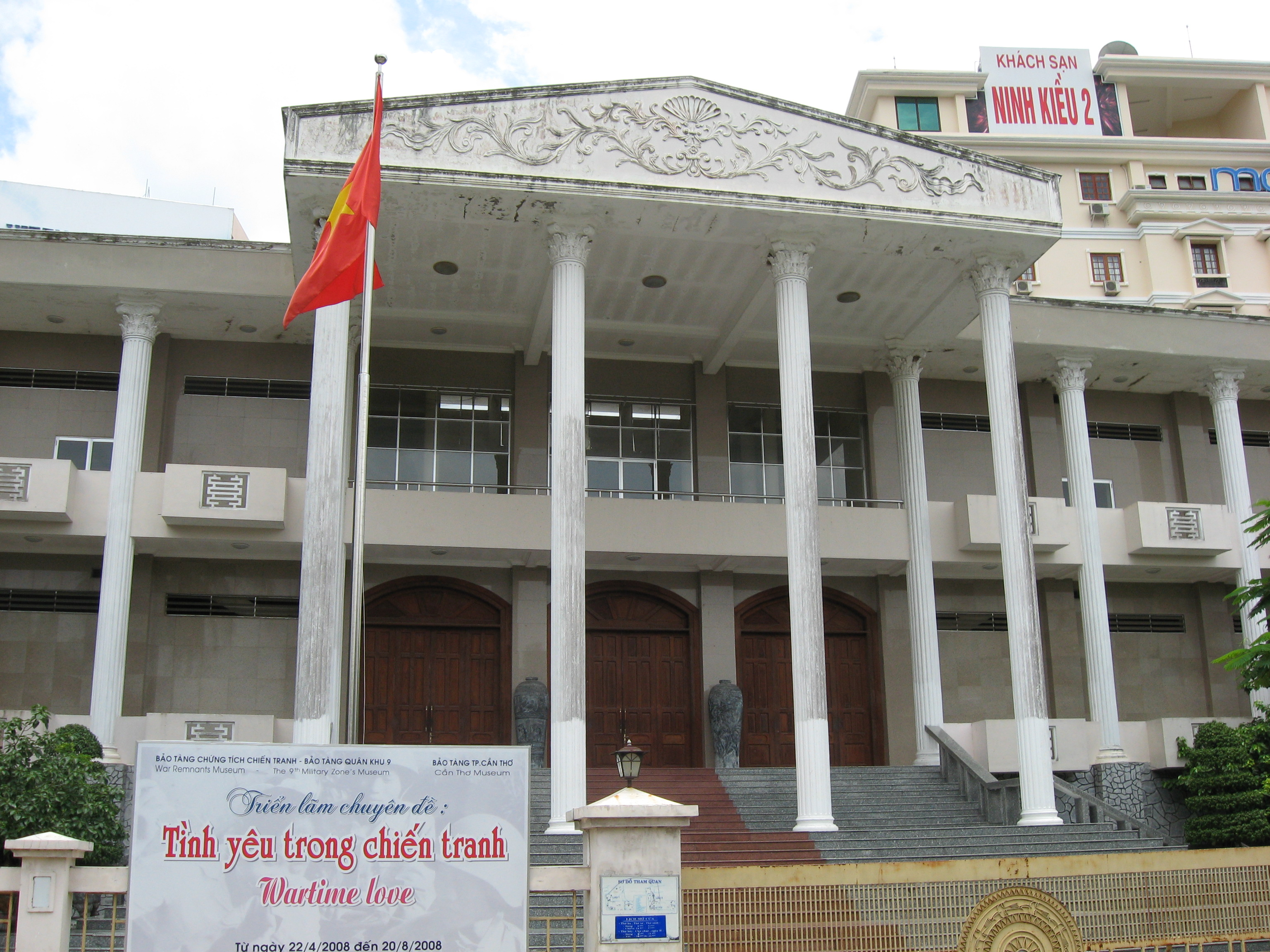
Bảo tàng Tp.Cần Thơ
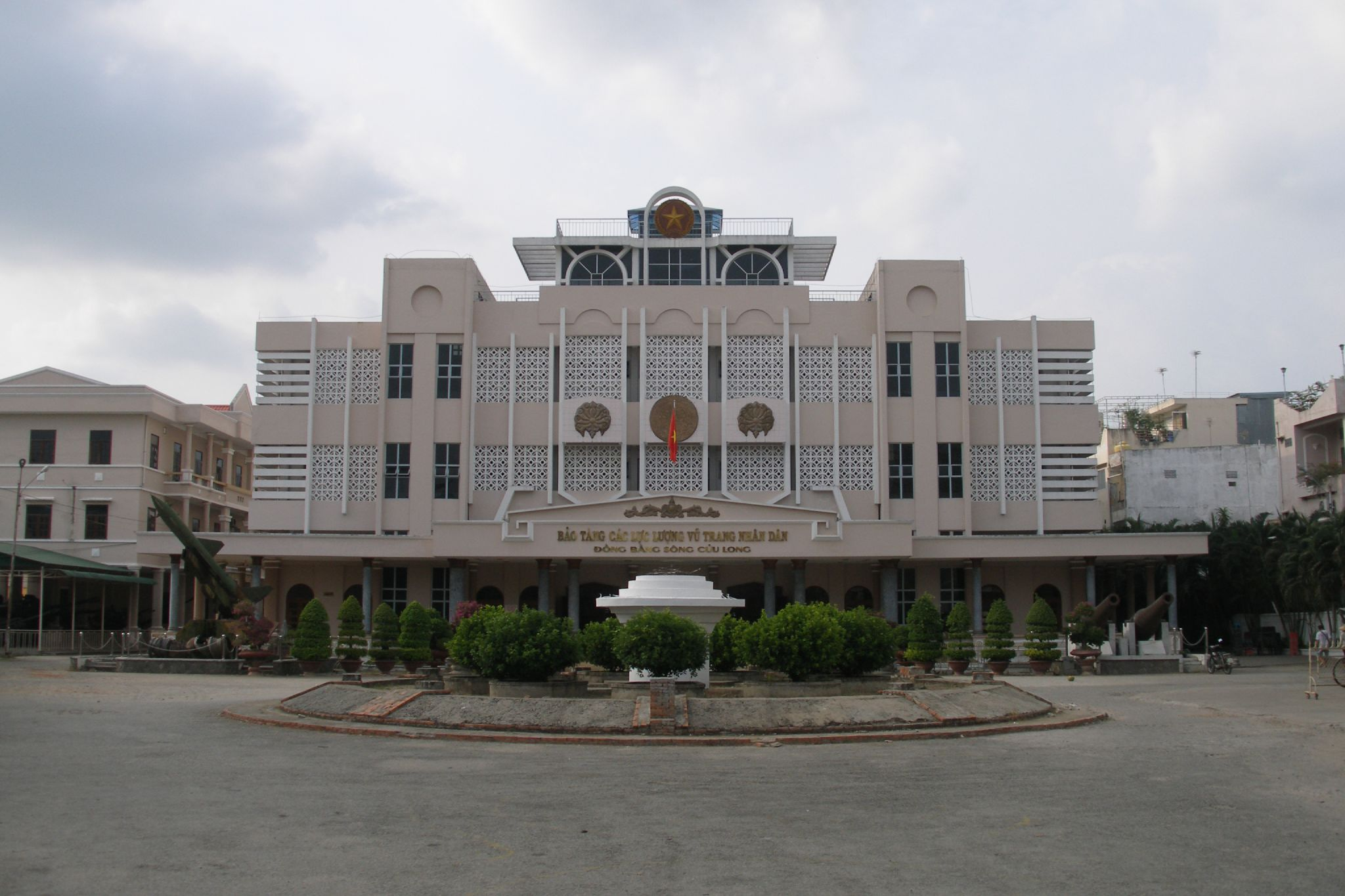
Bảo tàng các dân tộc Đồng bằng Nam Bộ
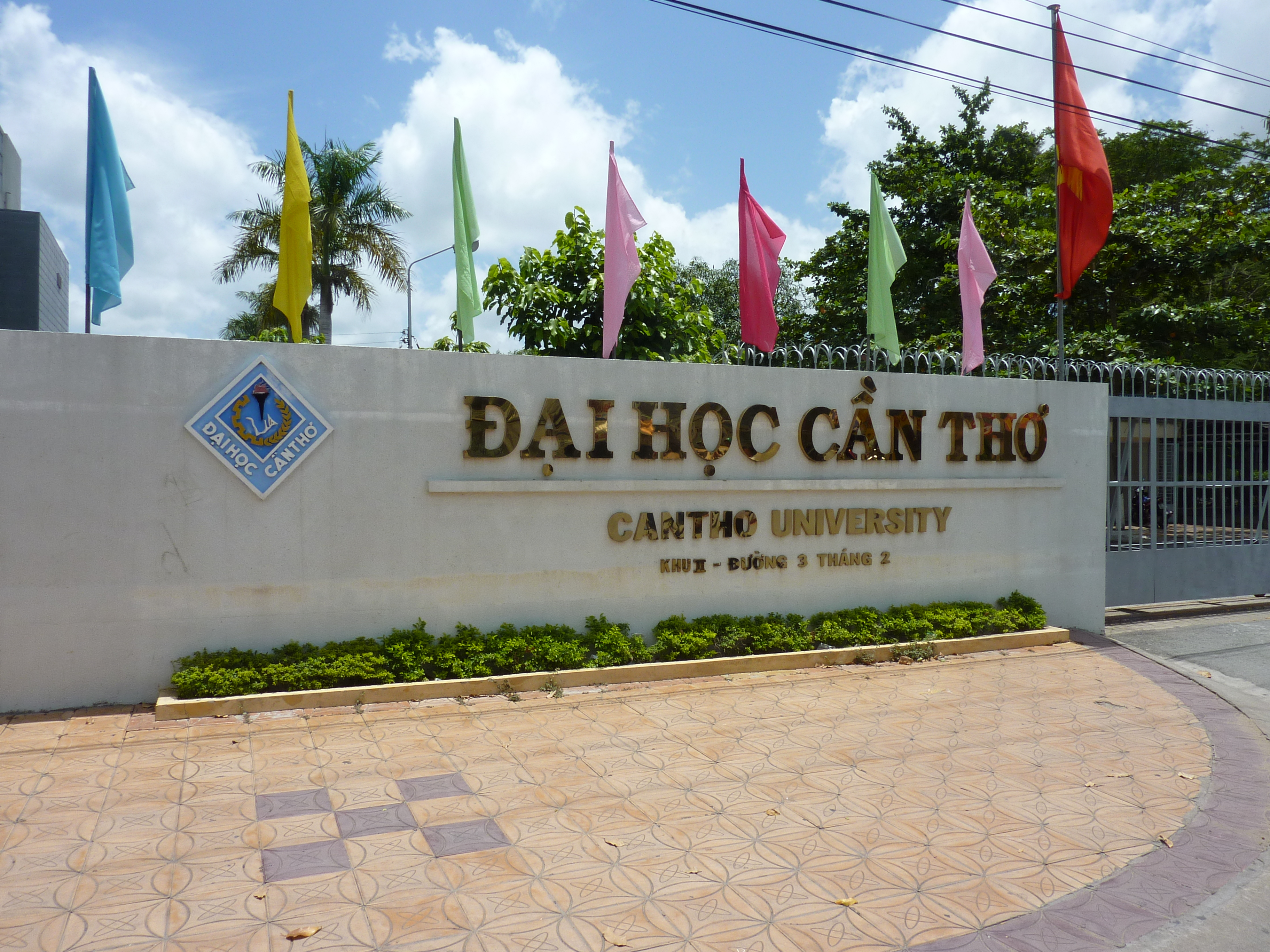
Đại học Cần Thơ
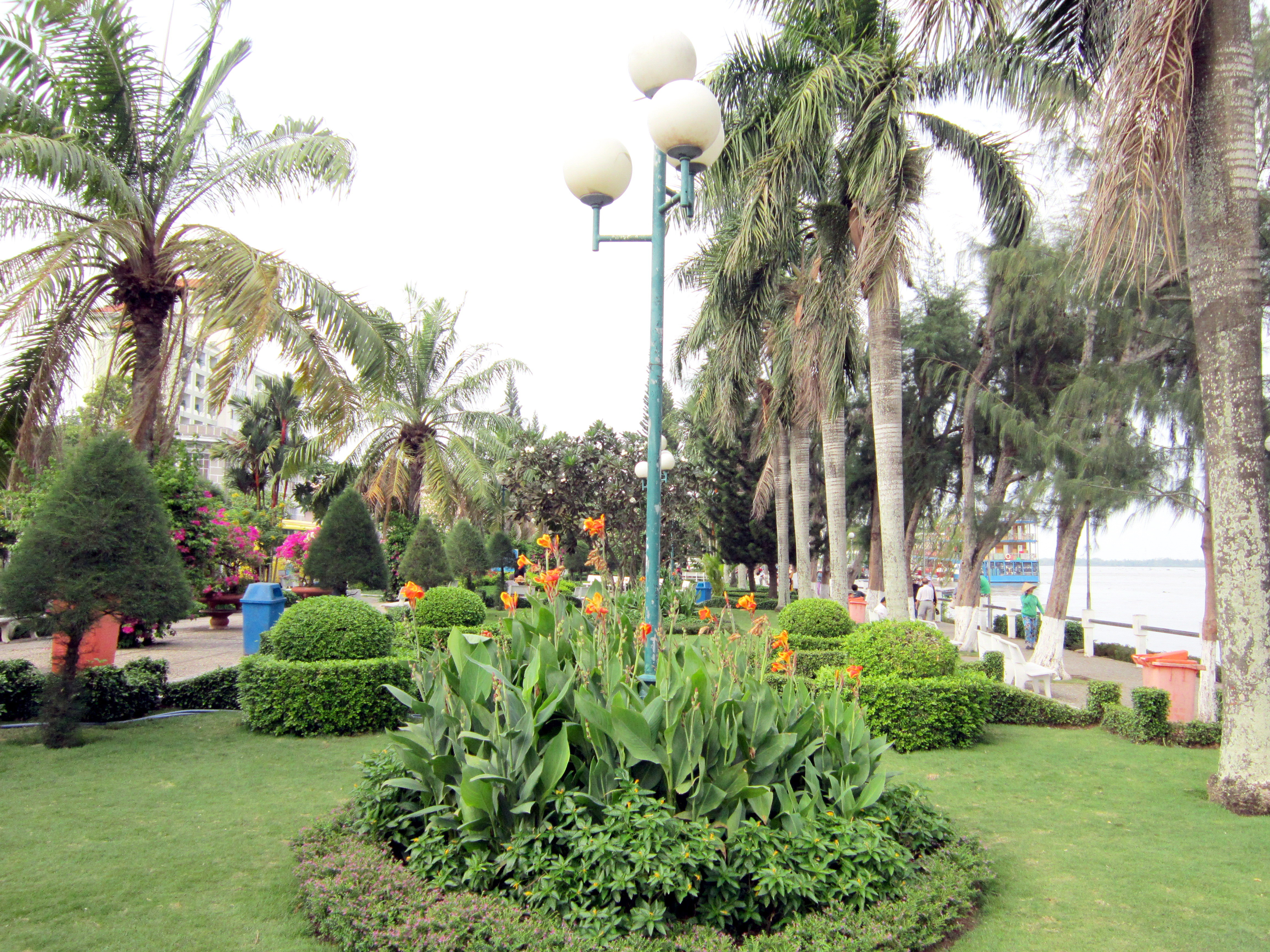
Công viên Ninh Kiều
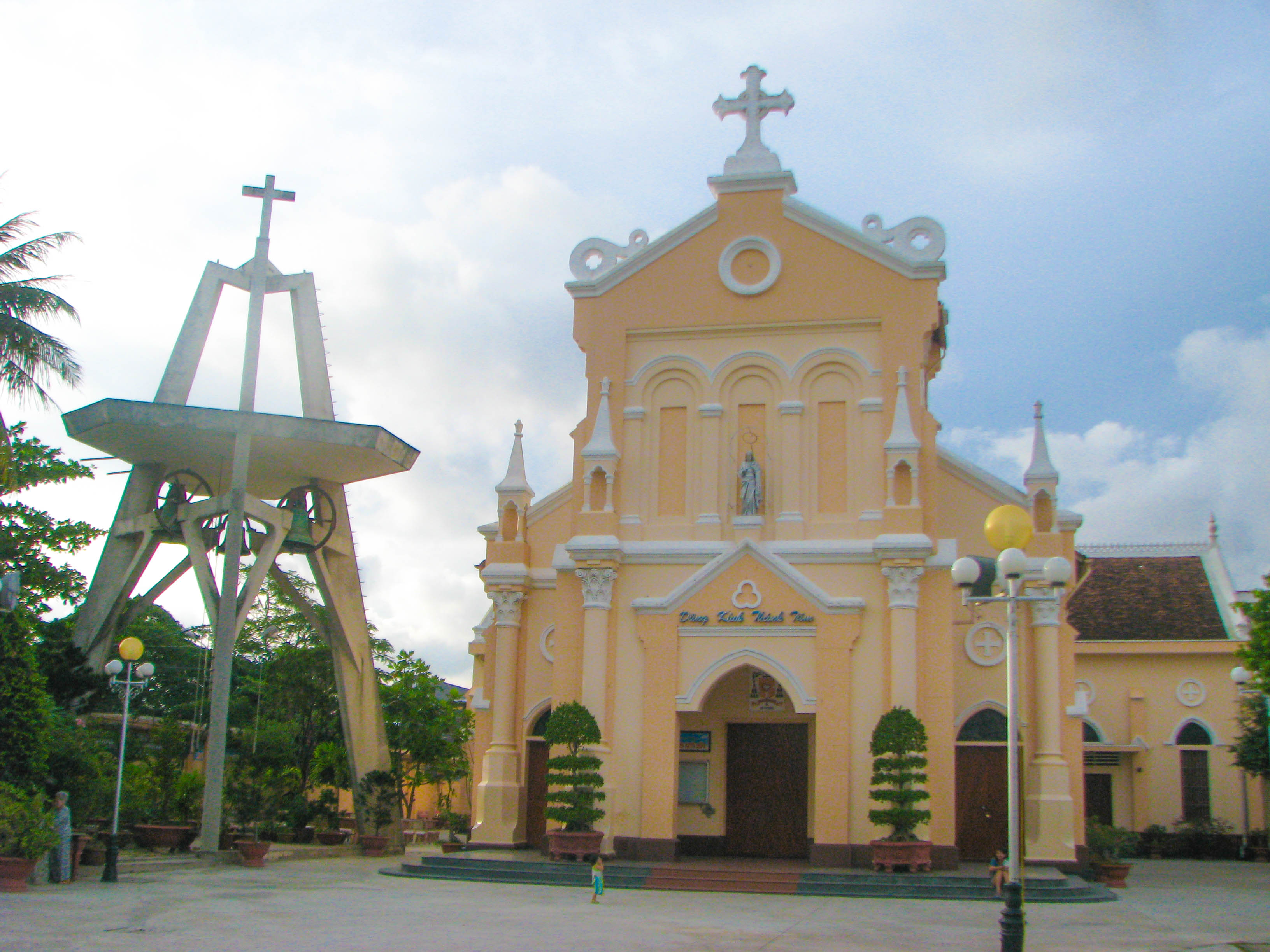
Nhà thờ chính tòa Giáo phận Cần Thơ
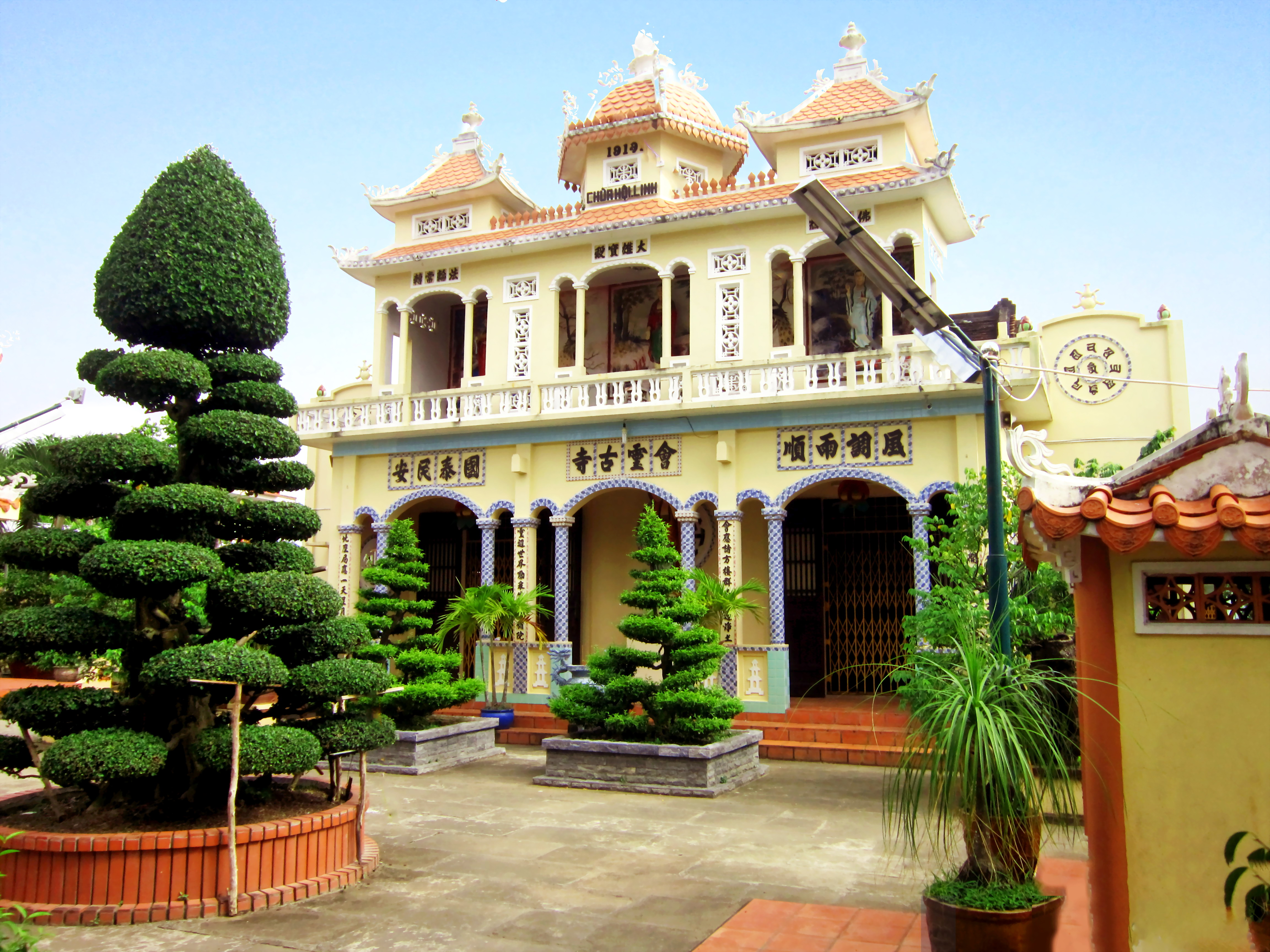
Chùa Hội Linh
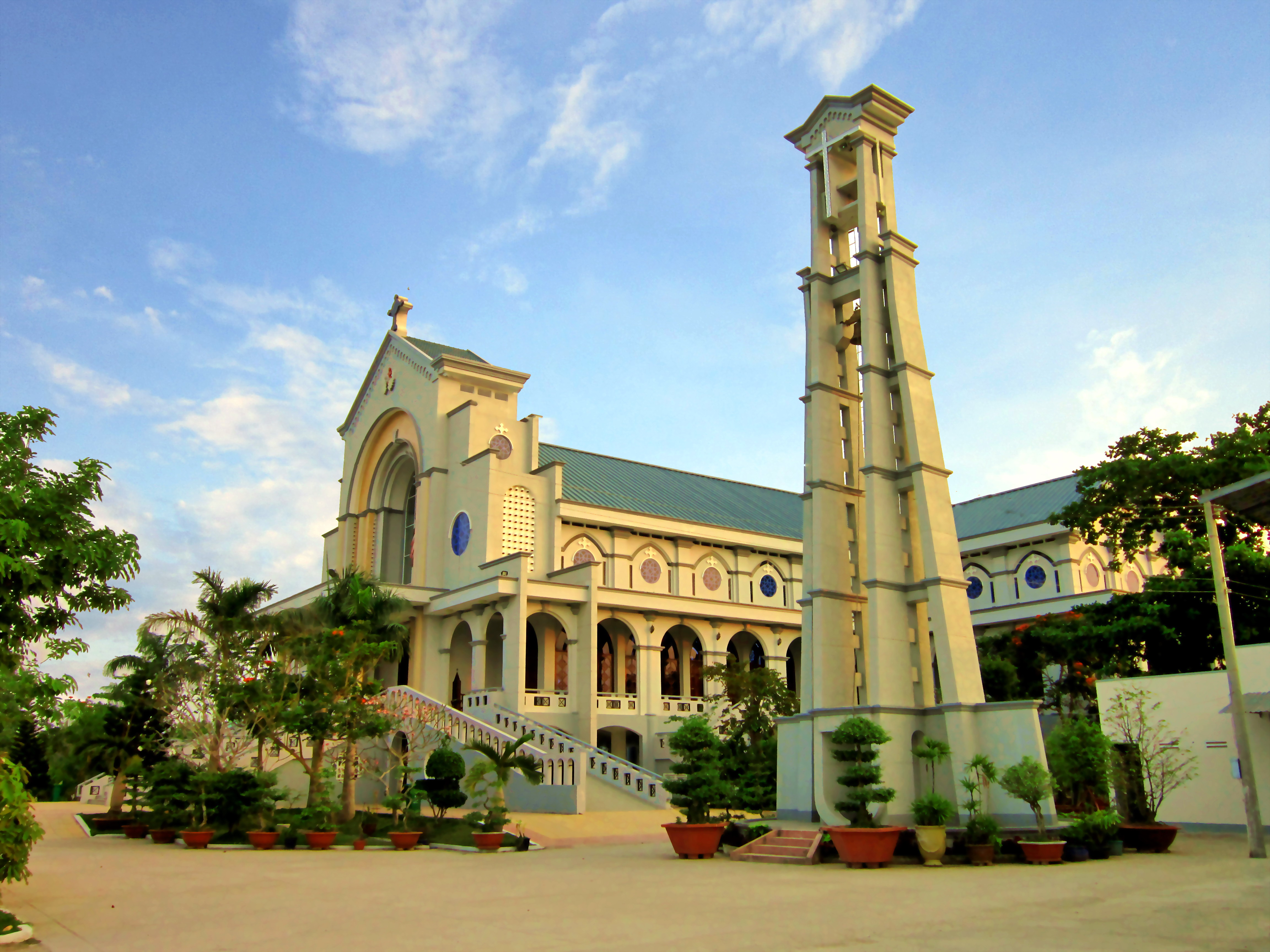
Nhà thờ Bò Ót Ở quận Thốt Nốt
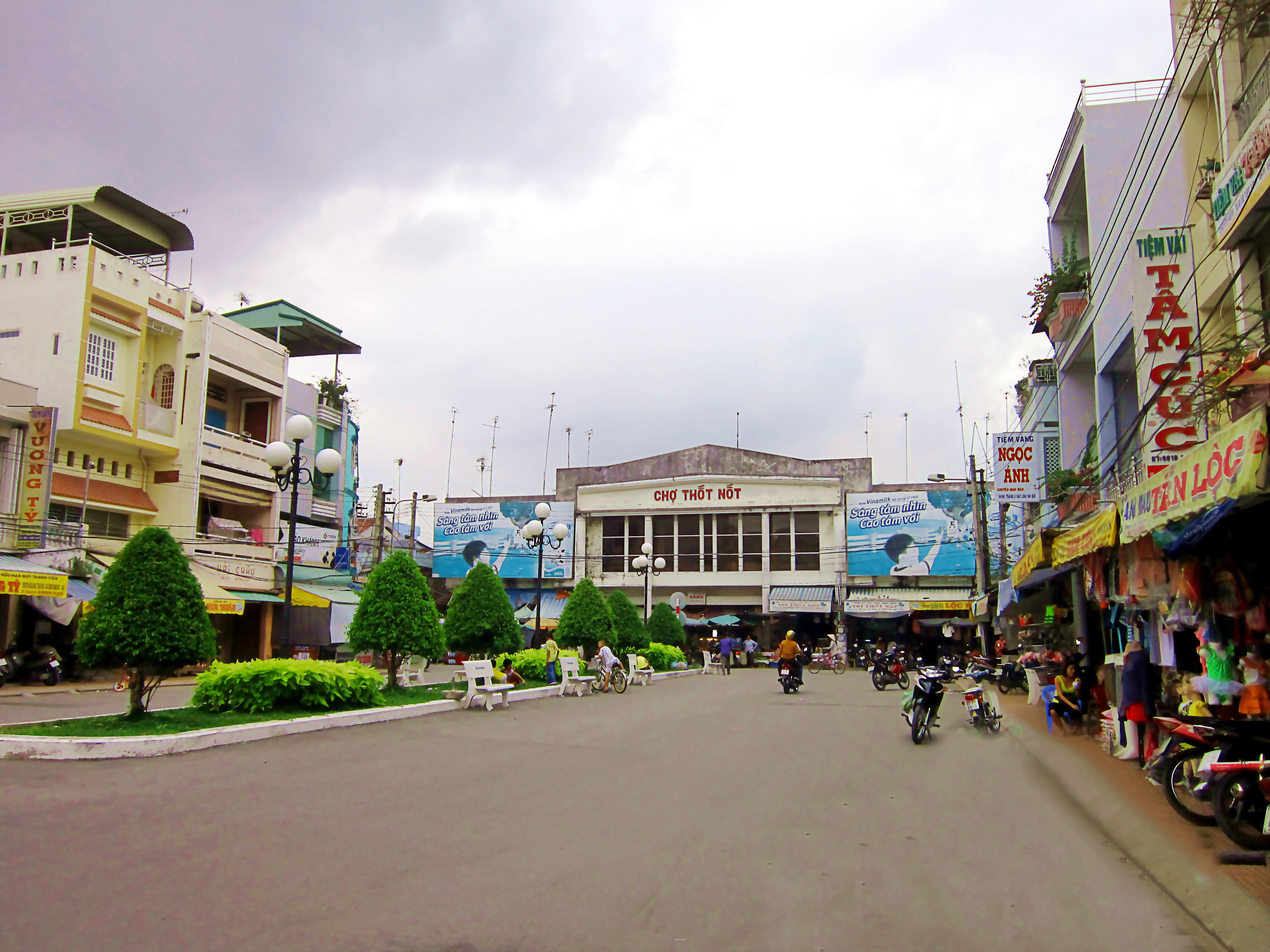
Chợ Thốt Nốt
Toàn cảnh Thiền viện Trúc Lâm Phương Nam ở huyện Phong Điền, thành phố Cần Thơ